# محمد الأول
الملكُ العادل والسُلطان الغازي مُمهِّد الدولة وغيَّاث الدين چلبي مُحمَّد خان بن بايزيد بن مُراد العُثماني (بالتُركيَّة العُثمانيَّة: مُمهِّد الدولة والدين غازى سُلطان چلبى مُحمَّد خان أول بن بايزيد بن مُراد عُثمانى)، ويُعرف اختصارًا باسم مُحمَّد الأوَّل أو مُحمَّد چلبي (بالتُركيَّة العُثمانيَّة: چلبی محمد؛ وبالتُركيَّة المُعاصرة: Çelebi Mehmed)؛ و«چلبي» كلمة تُركيَّة عُثمانيَّة تُفيد معنى الظرف والظرافة أو الحُسن والجمال، استُخدمت لقبًا أو نسبةً لمن هم في مرتبة الأُمراء أو كبار العُلماء في الدولة، ويُقابلها «شلبي» في العربيَّة، لِذلك يُشاع كتابة اسم هذا السُلطان كـ«مُحمَّد شلبي»، ويبدو أنَّ لهذا اللقب علاقةً بِهيئة صاحبه، إذ تنص بعض المصادر أنَّ مُحمَّد الأوَّل كان مُتناسق الجسد وقويُّ البُنية ولبقًا في حديثه وتعامله. لُقِّب هذا السُلطان أيضًا بِـ«كرشجي»، وهو لقبٌ أصله روميّ - وفق بعض المصادر - ويعني «ابن السيِّد» أو «ابن الحاكم»، وفي مصادر أُخرى يعني «المُصارع» أو «الوتَّار»، أي صانع أوتار الأقواس، كونه تعلَّم صناعتها في صغره.
هو خامس سلاطين آل عُثمان وثالث من تلقَّب بِلقب سُلطانٍ بينهم بعد والده بايزيد وجدُّه مُراد، ولم يُراعِ بعض المُؤرخين هذا الترتيب بل اعتبروا باقي أبناء السُلطان بايزيد الأوَّل سلاطينًا على البلاد التي تنازعوا مُلكها بعد هزيمة أنقرة ووفاة والدهم، لكنَّ المُتفق عليه هو عدم اعتبار من نازع السُلطان مُحمَّد چلبي في المُلك من إخوته، وعدِّه هو خامس سلاطين الدولة العُثمانيَّة، لِكون إخوته لم يلبثوا في المُلك مُدَّة طويلة. والدته هي دولت خاتون بنت عبد الله.
تولَّى مُحمَّد چلبي عرش الدولة العُثمانيَّة بعد فترة صراعٍ بينه وبين إخوته دامت نحو 11 سنة (804 - 816هـ \ 1402 - 1413م)، عُرفت باسم «عهد الفترة»، وهي فترة عقيمة في التاريخ العُثماني، إذ لم تحصل فيها توسُّعات وفُتُوحات ولم يعمل العُثمانيُّون على استرداد ما سلبهم إيَّاه تيمورلنك بعد أن هزمهم في واقعة أنقرة، بل ادَّعى كُلُّ ابنٍ من أبناء بايزيد الأوَّل: سُليمان وعيسى وموسى ومُحمَّد، الأحقيَّة لِنفسه في خِلافة أبيه، وتنازعوا بينهم أشلاء الدولة المُمزقة رُغم تربُّص الأعداء بهم من كُل جانب، إلَّا أنَّ النصر كان من نصيب مُحمَّد في نهاية المطاف، فانفرد بِمُلك ما تبقَّى من بلاد آل عُثمان، وكانت مُدَّة حُكمه كُلُّها حُروبًا داخليَّةً لِإرجاع الإمارات التي استقلَّت في مُدَّة الفوضى التي أعقبت موت السُلطان بايزيد في الأسر.
دام مُلك هذا السُلطان قُرابة ثماني سنوات أعاد لِلسلطنة خِلالها الرونق الذي كادت تخسره بِحرب تيمورلنك، وكان شُجاعًا محبوبًا ذا سياسة، فأرجع لِإمبراطور الروم عمانوئيل الثاني البلاد التي كان أبوه قد ضمَّها إلى دولته، وهو أوَّل من شرع بِتعليم العساكر البحريَّة في الدولة العُثمانيَّة. ولمَّا قضى سنيّ حُكمه في إعادة بناء الدولة وتوطيد أركانها فقد اعتبره بعض المُؤرخين المُؤسس الثاني لِلدولة العُثمانيَّة. ومن أبرز الأحداث في عهده ظُهُور عالم يُدعى بدرُ الدين محمود بن إسرائيل السماوني غالى في شطحاته ودعا إلى مذهبٍ خالف فيه عدَّة أُسس وثوابت إسلاميَّة، وأعلن العصيان على السلطنة، فحاربه السُلطان مُحمَّد حتَّى قُبض عليه وأُعدم شنقًا.
اشتهر السُلطان مُحمَّد بِحُبِّه لِلعُلُوم والفُنُون، وهو أوَّلُ سُلطانٍ عُثمانيٍّ أرسل الهديَّة السنويَّة إلى شريف مكَّة، التي أُطلق عليها اسم «الصرَّة»، وهي قدرٍ مُعيَّنٍ من النُقُود يُرسل إلى الشريف لِتوزيعه على فُقراء مكَّة والمدينة المُنوَّرة، كما عُرف عنهُ تديُّنه وحرصه على تطبيق مبادئ الشريعة الإسلاميَّة، حتَّى أنَّهُ نقل العاصمة من أدرنة المُلقبة «مدينة الغُزاة»، إلى بورصة المُلقبة «مدينة الفُقهاء». كما قيل أنَّهُ كان موهوبًا بِالكتابة ونظم الشعر بِاللُغتين الفارسيَّة والعربيَّة، وشغوفًا باقتناء الكُتُب المُختلفة، و«مهووسًا» بِعمل الخير.

## حياته قبل السلطنة

### ولادته ونشأته

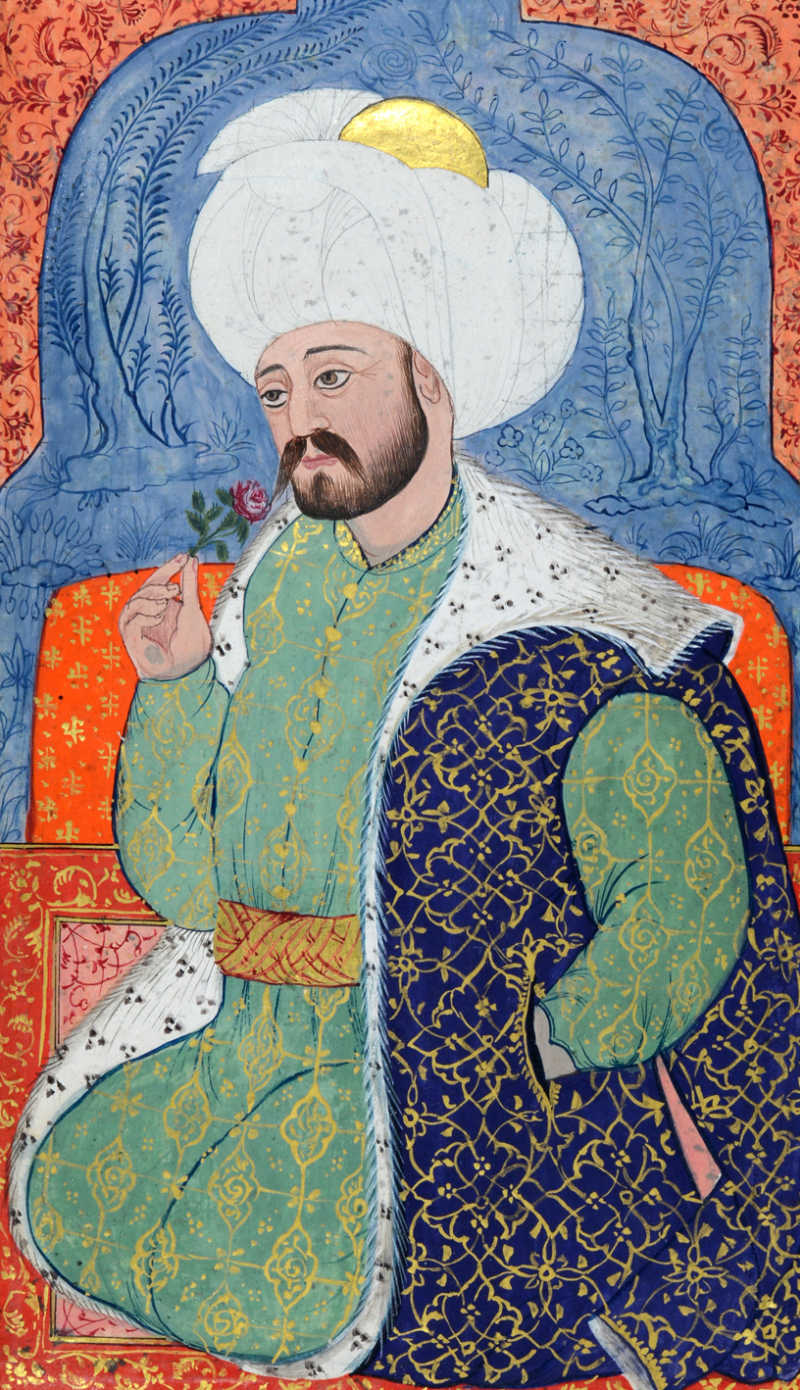
مُنمنمة عُثمانيَّة تُصوِّر مُحمَّد چلبي في شبابه وهو يستنشق عبير وردة.

تنص بعض المصادر العربيَّة على مولد مُحمَّد چلبي سنة 781هـ المُوافقة لِسنة 1379م، وتنُص أُخرى على أنَّ ولادته كانت سنة 783هـ المُوافقة لِسنة 1381م. كذلك، تنص مصادر مُتنوعة، تُركيَّة وغربيَّة، أنَّ ولادة هذا السُلطان كانت سنة 1382م، أو 1386م، أو 1389م، أو 1390م، أو 1391م، فلا يوجد اتفاق على تحديد السنة، على أنَّ المراجع العربيَّة التي عاصرت أواخر العصر العُثماني تتفق على جعل سنة ميلاد مُحمَّد چلبي تُوافق 781هـ، وهي ما يُوافق سنة 1379م، ولمَّا كان هُناك اتفاقٌ على أنَّ وفاته كانت سنة 1421م وكان قد ناهز 43 سنة، فإنَّ سنة ميلاده تُوافق أو تُقارب سنة 1379م. كان مُحمَّد چلبي ثالث أولاد السُلطان بايزيد الأوَّل، أنجبه من زوجته دولت خاتون بنت عبد الله، على أنَّ الأخيرة لم تحمل لقب «السُلطانة الأُم» في المُؤلَّفات العُثمانيَّة كونها تُوفيت قبل ارتقاء ابنها عرش السلطنة. تلقَّى مُحمَّد الأوَّل تعليمه على يد نُخبة من المُدرِّسين والعُلماء الذين عيَّنهم والده لِتأديبه وتربيته، في كُلٍ من السراي الجديدة الأميريَّة في أدرنة، ثُمَّ في مدارس بورصة وقصرها السُلطاني، وكان من أبرز مُعلميه: بايزيد باشا الأماسيلِّي (الذي أصبح صدرًا أعظمًا فيما بعد)، وحمزة بك التوقادلي. خِلال هذه الفترة، أُطلق لقب «چلبي» على أبناء بايزيد كُلهم بما فيهم مُحمَّد، وهو لقبٌ يُفيد معنى الظرف والظرافة أو الحُسن والجمال، ويُقابلها «شلبي» في العربيَّة، وقيل أنَّها نسبة مغوليَّة اسُخدمت لقبًا افتخاريًّا يدُلُّ على السيادة والمكانة، وتُعادل كلمة «أفندي» التي استُعملت لاحقًا في تاريخ الدولة. غير أنَّ العُثمانيين خففوا من استخدام چلبي حين شاعت لفظة أفندي اللاتينيَّة.
اصطحب بايزيد أبناءه معه خِلال حملته على إمارات بحر البنطس (الأسود) الأناضوليَّة في سنة 1391م، وذلك لمَّا ثار صاحب إمارة قسطموني سُليمان الجندرلي على الدولة العُثمانيَّة، بِفعل خشيته من نجاح العُثمانيين في توحيد الأناضول ما يُهدِّد إمارته، فتحالف مع القاضي بُرهانُ الدين أحمد، أمير سيواس، وانضمَّ إليهما أميرا منتشة وصاروخان، وأبدى الجميع استعدادهم بِمُساعدة علاء الدين أمير القرمان، الذي كان قد هرب من قونية بعد سُقُوطها بِيد العُثمانيين لِيحتمي في هضبة «طاش إيلي» في قيليقية، ما دفع السُلطان بايزيد إلى تبريد الجبهة القرمانيَّة والتفرُّغ لِلجبهة الشماليَّة، فدعا الأمير القرماني وأمَّنهُ وأخبرهُ بِأنَّهُ سيترك قسمًا من الإمارة لهُ، شرط الإخلاص لِلعُثمانيين وعدم الخُرُوج على تبعيَّتهم، فوافق علاءُ الدين. بعد ذلك هاجم بايزيد إمارات بحر البنطس (الأسود) في الشرق والوسط، فضمَّ إمارة قسطموني في شهر رجب سنة 793هـ المُوافق فيه شهر حُزيران (يونيو) سنة 1391م وقتل أميرها سُليمان الجندرلي، وهاجم سينوپ بحرًا في السنة التالية، واستولى على مُدن صامصون وجانيت وعُثمانجق، وشرع بعد ذلك في إخضاع القاضي بُرهانُ الدين أحمد، فأرسل ابنه مُحمَّدًا على رأس جيشٍ لاستخلاص مدينة أماسية، لكن أي اصطدام جدِّي لم يحصل بين الطرفين، إذ فضَّل القاضي الانسحاب أمام الجيش العُثماني القوي، فضمَّ مُحمَّد، باسم أبيه بايزيد، أماسية وسيواس وتوقاد إلى الممالك العُثمانيَّة. وانضمَّ إليه الأُمراء الصغار في المنطقة واعترفوا بِسيادة العُثمانيين عليهم. بِهذا النجاح، برهن مُحمَّد چلبي عن حُسن قيادته العسكريَّة، كما أثبت قُدرته الإداريَّة عندما دخل أماسية وعمل على تنظيم أُمورها، لِذلك قرر والده تعينه واليًا عليها، بعد أن جعلها عاصمة إيالةٍ جديدةٍ هي إيالة الرُّوم.

### تولِّيه إيالة الرُّوم

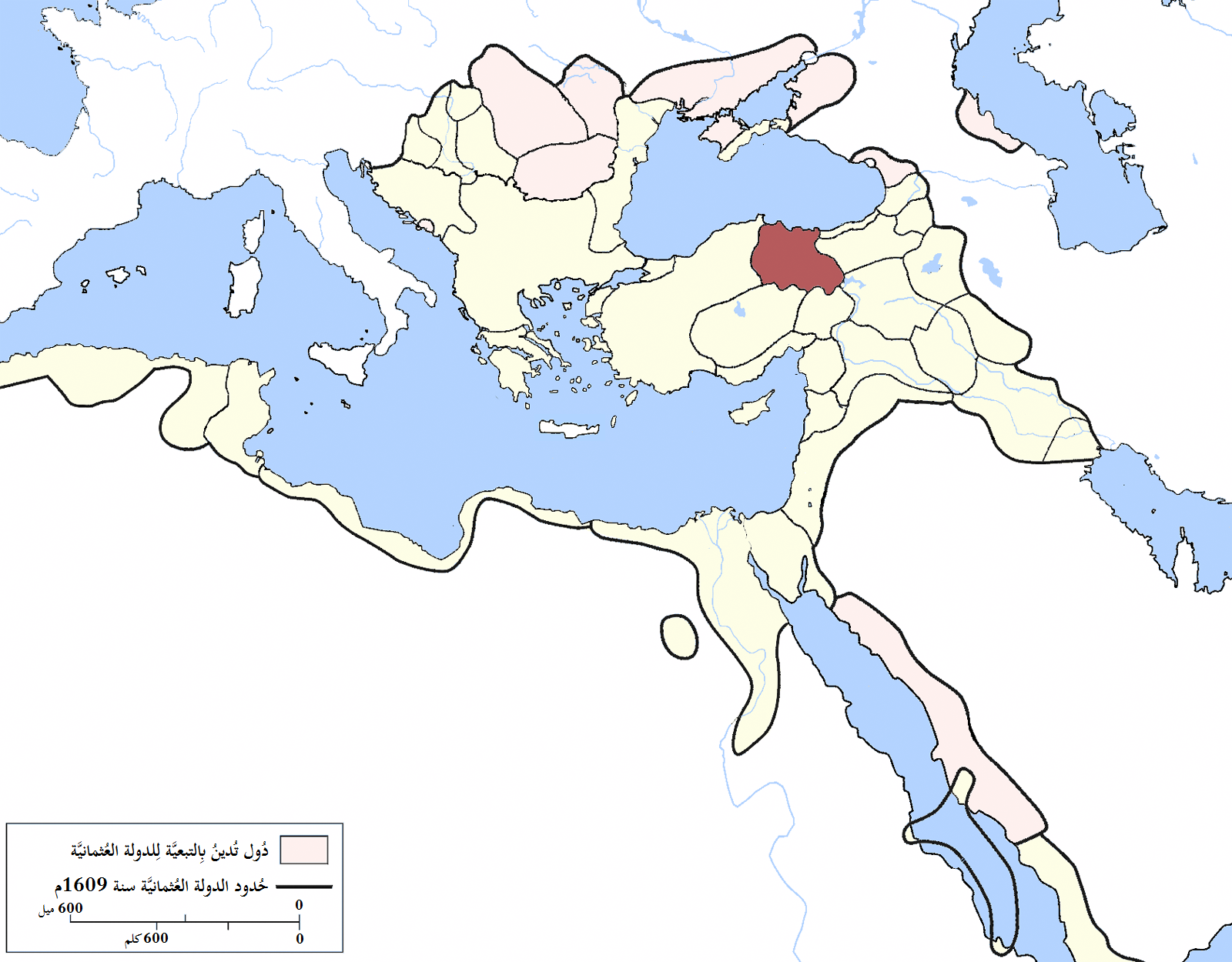
موقع إيالة الرُّوم في الأناضول. تولَّاها مُحمَّد چلبي ما بين سنتيّ 1391 و1402م.

تولَّى مُحمَّد چلبي إيالة الرُّوم ما بين سنتيّ 1391 و1402م، مُكتسبًا خِلال هذه الفترة مزيدًا من الخبرة والمهارات الإداريَّة الضروريَّة، ولمَّا أحسن حُكم الإيالة وأصلح شُؤونها، ازدهرت عاصمتها أماسية وأصبحت أهم مُدن الحُدود الشرقيَّة لِلدولة العُثمانيَّة.< ومُنذ ذلك الحين وحتَّى عهد السُلطان مُراد الثالث، دأب سلاطين بني عُثمان على إرسال أبنائهم إلى أماسية لِيتدربوا على شؤون الحُكم. خِلال هذه الفترة، كان السُلطان بايزيد قد تمكَّن من توحيد الأناضول وضمِّه كاملًا تحت الراية العُثمانيَّة، كما كان قد هزم حملةً صليبيَّة كبيرة في أوروپَّا جُرِّدت في مُحاولةٍ لِدفع المُسلمين خارج البلقان، وكان يُحاصر القُسطنطينيَّة أيضًا مُحاولًا فتحها، وقد شارك مُحمَّد چلبي في بعض هذه الحملات العسكريَّة، خُصوصًا تلك التي جرت في الأناضول، وولَّاه أبوه إمارة بعض الجُيُوش في بعض الأحيان. يُعتقد أنَّ ما ساعد مُحمَّد چلبي على اكتساب مهاراته الإداريَّة والسياسيَّة خلال فترة ولايته في أماسية، كان لُجوء كبار المُستشارين والساسة المغول الإلخانيين إلى بلاطه بُعيد انهيار الإمارات التُركمانيَّة الأناضوليَّة التي كانوا يعملون في خدمة أُمرائها الذين استقلُّوا عن إلخان فارس سنة 1335م بُعيد انهيار الدولة الإلخانيَّة. فلمَّا ضمَّ مُحمَّد تلك الإمارات الصغيرة، التحق به ساستها واعترفوا بِسُلطته. وكان هؤلاء الساسة واسعي الاطلاع على شؤون القبائل التُركمانيَّة وأساليب حُكم الأُمراء التُركمان في شرق الأناضول، واجتمعت لديهم خبرة سنين طويلة في إدارة دفَّة تلك الإمارات تحت راية حُكَّامها، فتشرَّبها الشاهزاده العُثماني منهم طيلة سنيّ حُكمه الإحدى عشر.

### واقعة أنقرة وانهزام العُثمانيين

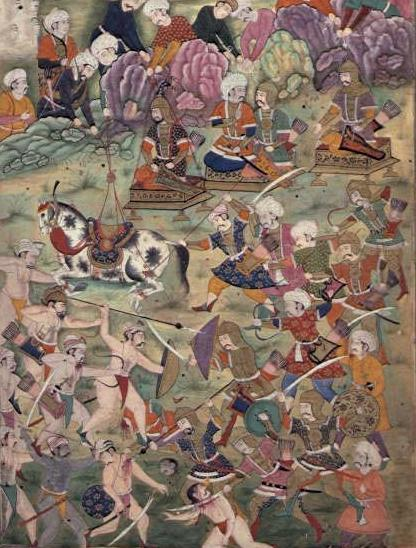
مُنمنمة مغوليَّة تُصوِّر المعركة الحاسمة بين المغول والعُثمانيين على تُخُوم مدينة أنقرة بِقلب الأناضول.

كان الأمير المغولي تيمور بن طرقاي الگوركاني، الشهير باسم تيمورلنك، مُمتعضًا من تنامي قُوَّة العُثمانيين ومُجاورة دولتهم الفتيَّة القويَّة لِدولته، بعد أن تمكَّن السُلطان بايزيد من توحيد الأناضول وأصبح على مشارف أرمينية وأذربيجان. وقد تأزَّمت الأُمور بين تيمور والسُلطان بايزيد بِشكلٍ كبير عندما ضمَّ الأخير مدينة أرزنجان إلى ممالكه، إذ كان صاحبُ المدينة، المدعو «طهارتن»، مُوالٍ لِتيمورلنك، فطلب منهُ بايزيد أن ينبُذ طاعته ويُقر بِالتبعيَّة لِلعُثمانيين، فأبلغ طهارتن تيمورلنك بِذلك، الذي عدَّ تدخُّل بايزيد في أرزنجان عملًا عدائيًّا مُوجهًا ضدَّه. والواقع أنَّهُ كانت هُناك عوامل وأسباب عدَّة كفيلة بِإثارة الحرب بين الدولتين العُثمانيَّة والتيموريَّة، لكنها تختلف بِاختلاف المصادر، فالمصادر التيموريَّة الفارسيَّة تُصوِّر الصراع بِأنَّهُ بِسبب تعنُّت بايزيد الأوَّل واستعلائه وسوء تصرُّفه واعتداده، فأقدم على امتلاك سيواس وملطية مغرورًا، في حين تُرجع المصادر التُركيَّة أسباب الصراع بِالإشارة إلى رفض تيمورلنك عُرُوض المُصالحة، كما تُشير إلى مظالمه التي أوقعها بِالمُسلمين. وبجميع الأحوال فإنَّ الأوضاع استمرَّت بِالتأزُّم بين العُثمانيين والمغول حتَّى وقعت بينهما معركةٌ طاحنة عند «چُبُق آباد» على بُعد ميل من مدينة أنقرة، يوم الجُمُعة 27 ذي الحجَّة 804هـ المُوافق فيه 28 تمُّوز (يوليو) 1402م. تكوَّن الجيش العُثماني من الفُرسان السپاهية والانكشارية وعساكر الإمارات التُركمانيَّة الأناضوليَّة وعساكر الإمارات والممالك المسيحيَّة البلقانيَّة الخاضعة لِلدولة العُثمانيَّة، وفي مُقدمتها الصرب والأرناؤوط. تولَّى السُلطان بايزيد قيادة قلب الجيش وعساكر الانكشارية، وتولَّى ابنه سُليمان قيادة الميسرة ومعهُ نُخبة الجيش، وتولَّى قيصر الصرب أسطفان بن لازار - حليف العُثمانيين - قيادة الميمنة ومعهُ عساكر البلقان، فيما تولَّى مُحمَّد قيادة حرس المُؤخرة.

مُخطط معركة أنقرة يُوضح تموضع الجيشان العُثماني والمغولي قبل اندلاع القتال بينهما، وأبرز المعالم الطبيعيَّة والمُستوطنات البشريَّة في المنطقة، ويبدو مركز مُحمَّد چلبي في مُؤخرة الجيش.

اشتبك الجمعان طيلة اليوم سالف الذِكر حتَّى غُرُوب شمسه، وكان التفوُّق المغولي واضحًا بحيث لم يصمد مع بايزيد إلَّا فرقة الإنكشاريَّة البالغ عدد أفرادها حوالي عشرة آلاف جُندي، والعساكر الصربيَّة، ولكنَّ ثبات تلك الفرق كان محدودًا بِسبب التفوُّق الملحوظ لِجيش تيمورلنك والتعب الظاهر على الجُنُود العُثمانيين. وعلى الرُغم من هذه الظُرُوف المُعاكسة، استمرَّ بايزيد في القتال من دون تقديرٍ لِلنتائج، ولم يُعر التفاتة إلى طلب كُلٍ من الصدر الأعظم علي زاده باشا وابنه الشاهزاده سُليمان بِالفرار، لِذلك انسحب الاثنان بِقُوَّاتهما - البالغة قُرابة ثلاثين ألف جُندي - باتجاه بورصة، كما انسحبت القُوَّات الصربيَّة إلى أماسية. وهُزم العُثمانيُّون هزيمة نكراء، ولمَّا حاول بايزيد، في النهاية، الفرار ليلًا، طوَّقتهُ القُوَّات المغوليَّة عند هضبة چاتالدپَّه، ووقع أسيرًا في أيديهم مع ابنه موسى، بينما تمكَّن ابناه مُحمَّد وعيسى من الهرب، ولم يوقف لِابنه الخامس مُصطفى على أثر. واصل تيمورلنك سيره، بعد هذا النصر، باتجاه بورصة، فدخلها وأحرقها ممَّا تسبب بِضياع كُل الأرشيف العُثماني العائد لِزمن السلاطين عُثمان الأوَّل وأورخان غازي ومُراد الأوَّل، وحمل معهُ من المدينة المكتبة البيزنطيَّة والأبواب الفضيَّة، كما انتزع القسم الباقي بِأيدي فُرسان الإسبتاريَّة من مدينة إزمير، وسلَّمهُ لِأمير آيدين، وأقام في مدينة أفسس. وارتعد العالم المسيحي خوفًا من تقدُّم المغول باتجاه بيزنطة وأوروپَّا، فقدَّمت جنوة خُضُوعها ودفعت الجزية، وأفرج السُلطان المملوكي في مصر عن رسولٍ لِتيمورلنك كان قد أتاه مُهددًا مُتوعدًا، واعترف بِسُلطانه. وأعاد تيمورلنك إلى أُمراء قسطموني وصاروخان وكرميان ومنتشة والقرمان ما فقدوه من البلاد، وأعطى اثنين من أولاد بايزيد هُما عيسى ومُحمَّد المناطق الأُخرى من الأناضول، أمَّا سُليمان الابن الثالث لِبايزيد فقد هرب إلى أدرنة وتحصَّن بها وقبل أن يكون تابعًا لِتيمورلنك، ورجاه أن يعفو عن والده وأن يُعامله مُعاملةً حسنة.

## الفوضى بعد وفاة السُلطان بايزيد وصراع الإخوة

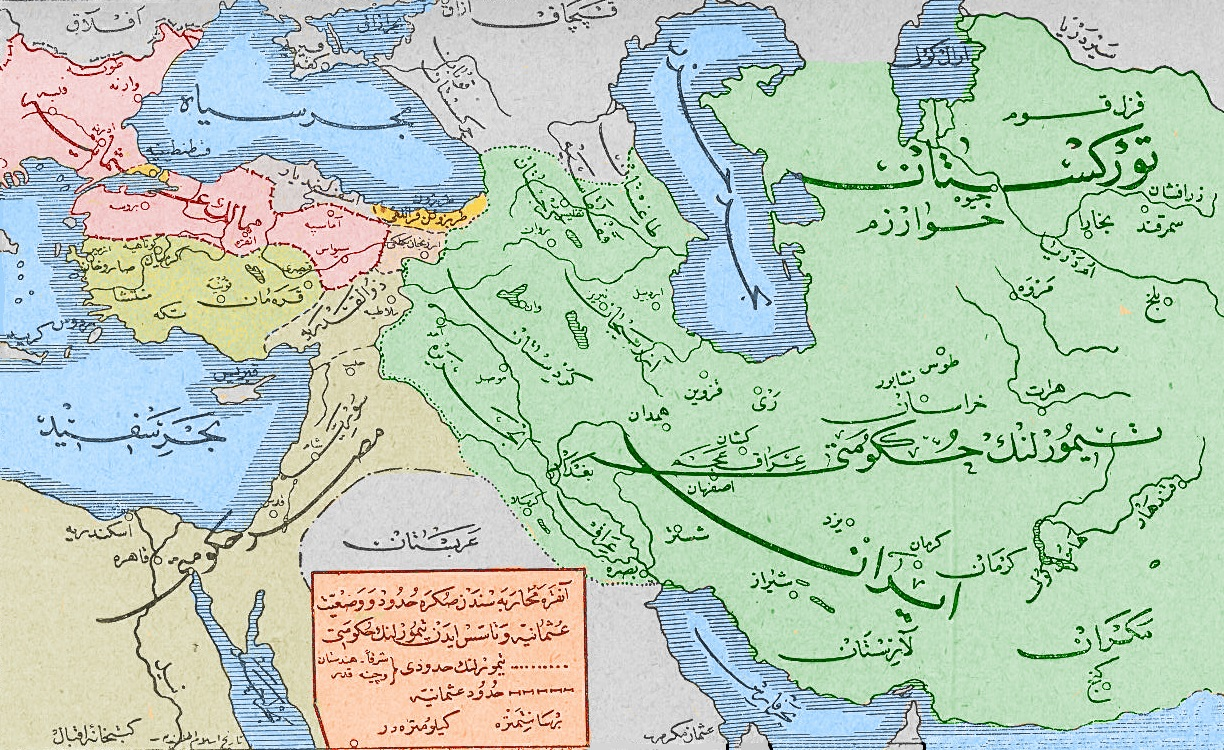
الحالة التي أصبحت عليها الدولة العُثمانيَّة بعد معركة أنقرة ووفاة السُلطان بايزيد واستقلال بكوات الأناضول.

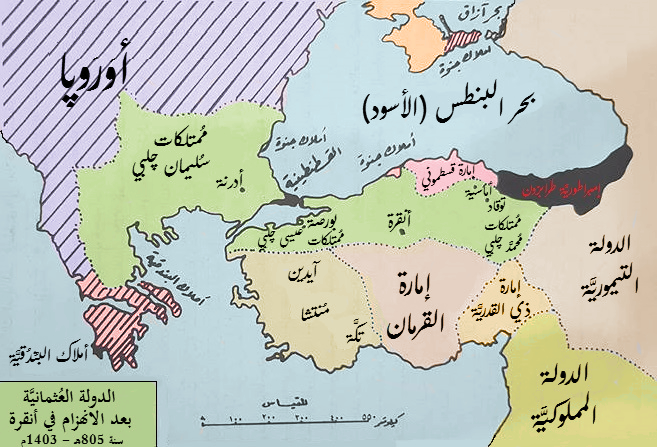
مُمتلكات أبناء بايزيد في كُلٍ من الأناضول والروملِّي بعد انهزام العُثمانيين في معركة أنقرة.

تنص المصادر العُثمانيَّة والروميَّة أنَّ مُحمَّد چلبي، لمَّا انسحب من ميدان المعركة وأدرك فيما بعد وُقوع والده في الأسر، قرَّر مُهاجمة الجيش المغولي بِكُل ما أوتي من قُوَّة لِإنقاذ أبيه وأخيه موسى، إلَّا أنَّ وزرائه ومُستشاريه نصحوه ألَّا يفعل بسبب القدرة العسكريَّة الهائلة لِلمغول التي تجعل من هكذا حركة مُغامرةً فاشلة، وأن يتبع خطَّةً أُخرى لِإلهاء الجيش التيموري ريثما يتسلل بعض الجُنُود العُثمانيُّون ويُنقذون السُلطان الأسير. لِذلك، أرسل الشاهزاده المذكور بعض الفرق العسكريَّة العُثمانيَّة لِمُناوشة المغول، وأرسل في الوقت نفسه بعض المُنقبين لِيحفروا نفقًا يصل إلى داخل المُعسكر المغولي لِيُهرَّبوا السُلطان من خلاله، إلَّا أنَّ الخطَّة كُشفت، واضطرَّ العُثمانيُّون إلى الانسحاب ناجين بِحياتهم، فيما شُددت الحراسة على بايزيد واحتُجز في غُرفةٍ ذات نوافذ مسدودة بِالحواجز تُسمَّى «تختروان» يجُرُّها حصانان. تُوفي السُلطان بايزيد في الأسر يوم 14 شعبان 805هـ المُوافق فيه 9 آذار (مارس) 1403م، ولهُ من العُمر 43 سنة، بعد أن دامت سلطنته مُدَّة 13 سنة وشهرًا و8 أيَّام. فأطلق تيمورلنك سراح الشاهزاده موسى الذي أُسر مع والده في معركة أنقرة، وصرَّح لهُ بِنقل جُثمان والده بِكُل احتفالٍ إلى مدينة بورصة، فأُجريت لهُ مراسم جنائزيَّة سُلطانيَّة وحُمل إلى بورصة حيثُ دُفن جوار الجامع الكبير بِالمدرسة التي بناها، وذلك بِموجب وصيَّته.
أبرزت وفاة بايزيد مُشكلة خلافته بين أبنائه، إذ لم يكن قد جعل ولاية العهد في أيٍ منهم، وكان ابنه البكر أرطُغرُل قد قُتل وهو يُدافع عن مدينة سيواس ضدَّ الجُيُوش المغوليَّة سنة 803هـ المُوافقة لِسنة 1400م، أمَّا ابنه الثاني مُصطفى فقد اختفى بعد معركة أنقرة ولم يُعثر عليه، كما أُسلف. فانحصرت خلافة بايزيد بين أبنائه الأربعة الباقين: مُحمَّد وسُليمان وعيسى وموسى، الذين لم يتفقوا على تنصيب أحدهم، بل ادَّعى كُلُّ منهم الأحقيَّة لِنفسه في خِلافة أبيه. كان الشاهزاده سُليمان الأوفر حظًا في خِلافة والده، فقد انسحب، بعد انتهاء المعركة، مع فُلُول الجيش العُثماني إلى بورصة لِإنقاذ الأموال والنساء والأولاد من القُوَّات المغوليَّة التي كانت تتعقبه، ثُمَّ انطلق إلى أدرنة بعد أن عبر مضيق الدردنيل، حيثُ بايعهُ الجُنُود سُلطانًا، فعقد صُلحًا مع الإمبراطور البيزنطي عمانوئيل الثاني، وجُمهُوريَّة جنوة، وأمير جزيرة نقشة (ناكسوس) البُندُقي، وفُرسان الإسبتاريَّة في رودس، وجدَّد الحلف مع قيصر الصرب أسطفان بن لازار، وذلك في 22 رجب 805هـ المُوافق فيه 15 شُباط (فبراير) 1403م، وتنازل بِموجب هذا الصُلح عن بعض الأراضي ومنح الأطراف المسيحيَّة بعض الامتيازات على حساب الدولة. ولمَّا علم تيمورلنك بِتنصيب سُليمان بن بايزيد في أدرنة، أرسل إليه يُطالبه بِدفع ما يترتب عليه من أموالٍ بِصفته تابعًا له، وفعلًا حضر سُليمان إلى المُعسكر التيموري مُحملًا بِالهدايا، وقدَّم لِتيمور فُروض الولاء والطاعة، فسلَّمهُ الأخير كتاب توليته الممالك العُثمانيَّة الواقعة في الجانب الأوروپي. تفرَّق الإخوة الباقون في مُختلف بلاد الأناضول، فاعتصم مُحمَّد وموسى في إحدى القلاع الجبليَّة الشاهقة في أماسية، وسيطرا على توقاد، واحتمى عيسى في قلعةٍ أُخرى، ثُمَّ جمع ما توفَّر لهُ من الجُند وأعلن نفسه سُلطان آل عُثمان في بورصة، ما وضعهُ في مُواجهة أخيه سُليمان.
أثار خُضُوع الشاهزاده سُليمان لِتيمورلنك حفيظة مُحمَّد چلبي، خاصَّةً بعد أن فشل في تحرير والده من الأسر، فقرَّر أن يُحاول إعادة توحيد الدولة، فأعلن عن حُقُوقه في الأناضول، وهاجم شقيقه عيسى وتغلَّب عليه ونحَّاه، ودخل مدينة بورصة، فالتجأ عيسى عند أمير قسطموني عزُّ الدين إسفنديار بك الجندرلي، الذي أزعجهُ توسُّع مُحمَّد، وحاصر الحليفان مدينة أنقرة، لكنهما فشلا في اقتحامها، واضطرَّ عيسى إلى الفرار إلى إزمير التي شكَّل حاكمها جُنيد بن إبراهيم بهادُر الآيديني حلفًا ضدَّ مُحمَّد ضمَّهُ وأُمراء صاروخان ومنتشة وتكَّة، فطارده مُحمَّد وقبض عليه وقتله، ثُمَّ اصطدم بِقوى التحالف وتغلَّب عليها وضمَّ صاروخان، وحصل على اعتراف الأُمراء به، وانفرد بِحُكم آسيا الصُغرى. تجنَّب سُليمان التدخُّل، في بادئ الأمر، في الصراع الأُسري بين أخويه، مُكتفيًا بِتشجيع عيسى، لكنَّهُ انزعج من انتصارات أخيه مُحمَّد، فتوجَّه إلى الأناضول واستولى على بورصة وأنقرة، بِالإضافة إلى إزمير، مُنهيًا استقلال بني آيدين لِلمرَّة الثانية، بعد أن أعاد لهم تيمورلنك أراضيهم السابقة، واصطحب أميرهم جُنيد بك بن إبراهيم معهُ إلى الروملِّي.
ولمَّا وجد مُحمَّد نفسه في مُواجهة أخيه الأكبر تهيَّب الموقف وتراجع، خشيةً من ارتداد جُنُوده ضدَّه. والواضح أنَّ كفَّة سُليمان كانت الأقوى، وبِخاصَّةً بعد أن اعترف قيصر الصرب بِسيادته، وانضمَّ إليه الأُمراء العُثمانيُّون الذين ساندوا مُحمَّدًا، فتعزَّزت قُوَّة الأخير بمن انضمَّ إليه من الحُلفاء.
في ظل هذا التطوُّر، أعلن الأمير القرماني ناصرُ الدين مُحمَّد بك تبعيَّته لِمُحمَّد چلبي، وهاجم قُوَّات سُليمان، ما دفع مُحمَّد چلبي إلى استقطاب أخيه موسى وعزُّ الدين إسفنديار بك الجندرلي وأمير الأفلاق ميرݘه الأوَّل، وهاجم أخاه سُليمان في الروملِّي يوم 8 شوَّال 812هـ المُوافق فيه 13 شُباط (فبراير) 1410م، وانتصر عليه. ولمَّا طُوِّق سُليمان من قِبل أخيه، التجأ إلى الإمبراطور البيزنطي عمانوئيل الثاني وتعاون معهُ في التصدِّي لِلخطر الداهم، وحتَّى يُمتِّن عِرى التحالف معه، تزوَّج سُليمان من أميرةٍ روميَّةٍ، وسلَّم ابنه وأُخته رهائن إلى الإمبراطور. ويبدو أنَّ هذا التعاون كان واهيًا، إذ لم يستفد منه سُليمان شيئًا، فتخلَّى عنه جُنُوده في وقعةٍ بينه وبين أخيه موسى، فوقع في الأسر يوم 22 شوَّال 813هـ المُوافق فيه 17 شُباط (فبراير) 1413م، وقُتل خارج أسوار أدرنة.
أضحى موسى الحاكم العُثماني الوحيد في الروملِّي، فنازعهُ الطمع وشقَّ عصا الطاعة على أخيه مُحمَّد، وأراد الانفراد بِحُكم أراضي الدولة في أوروپَّا، وحاصر القُسطنطينيَّة لِيستأثر بها لِنفسه، فاستنجد إمبراطورها بِمُحمَّد، فأتى مُسرعًا وأجبر أخاه على رفع الحصار، ثُمَّ تعقَّب أثره حتَّى جنوب شرق صوفية وهزمه في معركةٍ وقتله، وأرسل جُثمانه وجُثمان أخيه سُليمان إلى بورصة لِيُدفنا بجانب أجدادهما.
ولمَّا وصلت أخبار انتصارات مُحمَّد چلبي ومقتل بقيَّة أبناء بايزيد، بما فيهم سُليمان الخاضع لِلمغول، إلى مسامع هؤلاء، حتَّى أرسل شاهرُخ بن تيمورلنك، الذي خلف والده في الحُكم، كتابًا إلى مُحمَّد يُكدِّره فيه لِقتله إخوته، فردَّ مُحمَّد بِرسالةٍ يعتذرُ فيها ويُوضح ما جرى، وحصل بِهذه الرسالة على مُصادقة شاهرُخ على سلطنته، وهكذا انتهى عهد الفوضى الذي عصف بِالدولة العُثمانيَّة بعد هزيمة أنقرة، وانفرد مُحمَّد چلبي بِمُلك بلاد آل عُثمان.

## انفراد مُحمَّد چلبي بِالمُلك

### جُلُوس مُحمَّد الأوَّل على العرش

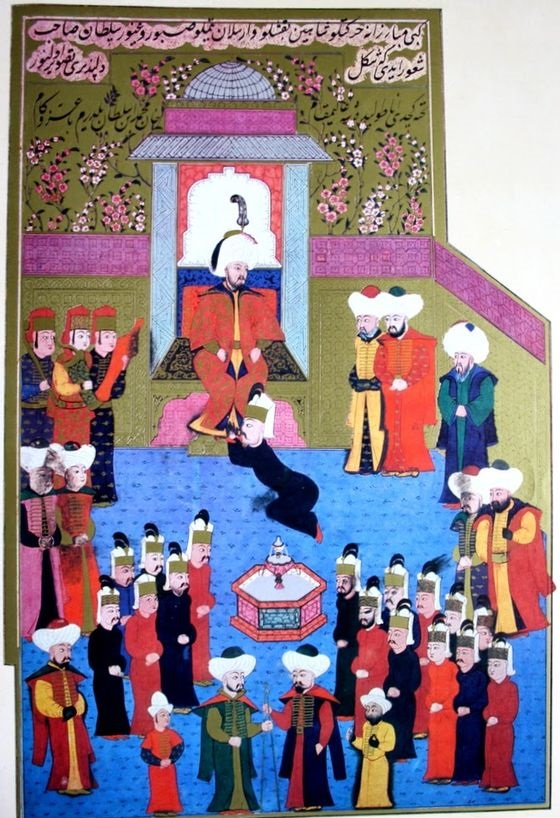
القادة والوُزراء والأُمراء يُبايعون مُحمَّد چلبي سُلطانًا على العُثمانيين.

بعد وُصول كتاب شاهرُخ بن تيمورلنك، بايع العُلماء والقادة والأُمراء والوُزراء مُحمَّد چلبي سُلطانًا على العُثمانيين، وذلك في السراي الأميريَّة بِأدرنة، وتنص بعض المصادر على أنَّ بيعته كانت يوم 2 جُمادى الأولى 816هـ المُوافق فيه 30 آب (أغسطس) 1413م، واستقبل وُفودًا من سُفراء الدُول والإمارات الأوروپيَّة المُجاورة الذين جاءوا يُهنئونه على تولِّيه عرش أبيه وأجداده. وكان في مُقدمة الأعمال الضروريَّة التي وجَّه السُلطان انتباهه إليها، تعيين مُربيه بايزيد باشا الأماسيلِّي صدرًا أعظمًا، والعمل على توحيد الوضع السياسي المُبعثر إلى درجةٍ كبيرةٍ في الأناضول، والوُصُول بِالدولة - قدر الإمكان - إلى مرحلةٍ من القُوَّة التي كانت عليها أيَّام والده بايزيد، ولمَّا كان هذا السُلطان مُحاطًا بِثُلَّةٍ من أتباع أخيه موسى المُخلصين، الذين كانوا يرونه غاصبًا لِلسُلطة، كان عليه التخلُّص منهم قبل أن يأتي بأي عملٍ آخر.

### نفي أتباع موسى چلبي
تنص أقوى الروايات، أنَّ سلطنة موسى چلبي في الروملِّي بدأت من يوم الثُلاثاء 22 شوَّال 813هـ المُوافق فيه 17 شُباط (فبراير) 1411م، وانتهت يوم الأربعاء 5 ربيع الآخر 816هـ المُوافق فيه 1 حُزيران (يونيو) 1413م، وهي سنتان وأربعة أشهر وستة عشر يومًا، وخِلال هذه الفترة وقف بجانبه العديد من الأعوان المُخلصين كان في مُقدمتهم قادة وأُمراء غُزاة الحُدود الذين كانوا يتوقون لِلغزو والجهاد في سبيل الله بعد أن أقعدهم الشاهزاده سُليمان بن بايزيد وعطَّلهم عن مهامهم ودورهم الجهادي والعسكري طيلة فترة جُلُوسه على العرش في أدرنة، وانغمس هو نفسه في الملذَّات، فلمَّا تولَّى موسى چلبي العرش أطلق يدهم وحمل معهم عدَّة حملات على الصرب ومقدونية وفتح بعض القلاع والقُرى والبلدات، كما استخدمهم في حصار القُسطنطينيَّة، ووقف في صفِّه أيضًا قاضي العسكر الشيخ بدرُ الدين محمود بن إسرائيل السماوني، الذي تأثَّر موسى چلبي بِأفكاره ومذهبه الصوفي الاشتراكي الداعي إلى إنكار حق التملُّك، والقول بِشُيُوعيَّة المال والمُلك، فأقصى ونبذ الطبقة الأرستقراطيَّة العُثمانيَّة، فعاداه هؤلاء بينما تقرَّب منه الدراويش والمُتصوِّفة. والحقيقة أنَّ هذا الأمر قضى على حُظوظ موسى چلبي في الاحتفاظ بِعرش أبيه، إذ لم يُقم التوازن المطلوب بين الطبقتين الأرستقراطيَّة والشعبيَّة، فانحاز أعيان العُثمانيين بِالروملِّي إلى مُحمَّد چلبي، فكان لانحيازهم إلى صفِّه دورٌ بِما آلت إليه الأُمور وانتصاره على شقيقه. فلمَّا هوى موسى بعد هزيمته أمام أخيه مُحمَّد، كان الشيخ بدر الدين في مُقدمة الأشخاص الخطرين الذين كان على السُلطان الجديد أن يتخلَّص منهم ويُبعدهم، ولم يشأ أن ينتقم منه أو يقتله، رُبما لِقُوَّة من التفَّ حوله من الأتباع، فأرسله إلى إزنيق ووضعهُ في الإقامة الجبريَّة، وخصَّصه بِراتبٍ شهريٍّ مقداره ألف آقچة، كما نفى بكلربك الروملِّي مُحمَّد بك ميخائيل أوغلي إلى توقاد وزجَّ به في السجن. كذلك، أبعد من حوله الساسة الذين أوصلوا والده إلى كارثة أنقرة واستعاض عنهم بالعُلماء المُحافظين. أمَّا باقي الأُمراء والقادة فقد أذعنوا له واعترفوا بِسُلطانه، وبِذلك صفى لهُ المُلك، ولم يبقَ سوى اعتراف الخِلافة العبَّاسيَّة بِسلطنته حتَّى يُصبح سُلطانًا شرعيًّا بِالتمام والكمال.

### اعتراف الخِلافة العبَّاسيَّة والسلطنة المملوكيَّة بِمُلك مُحمَّد الأوَّل

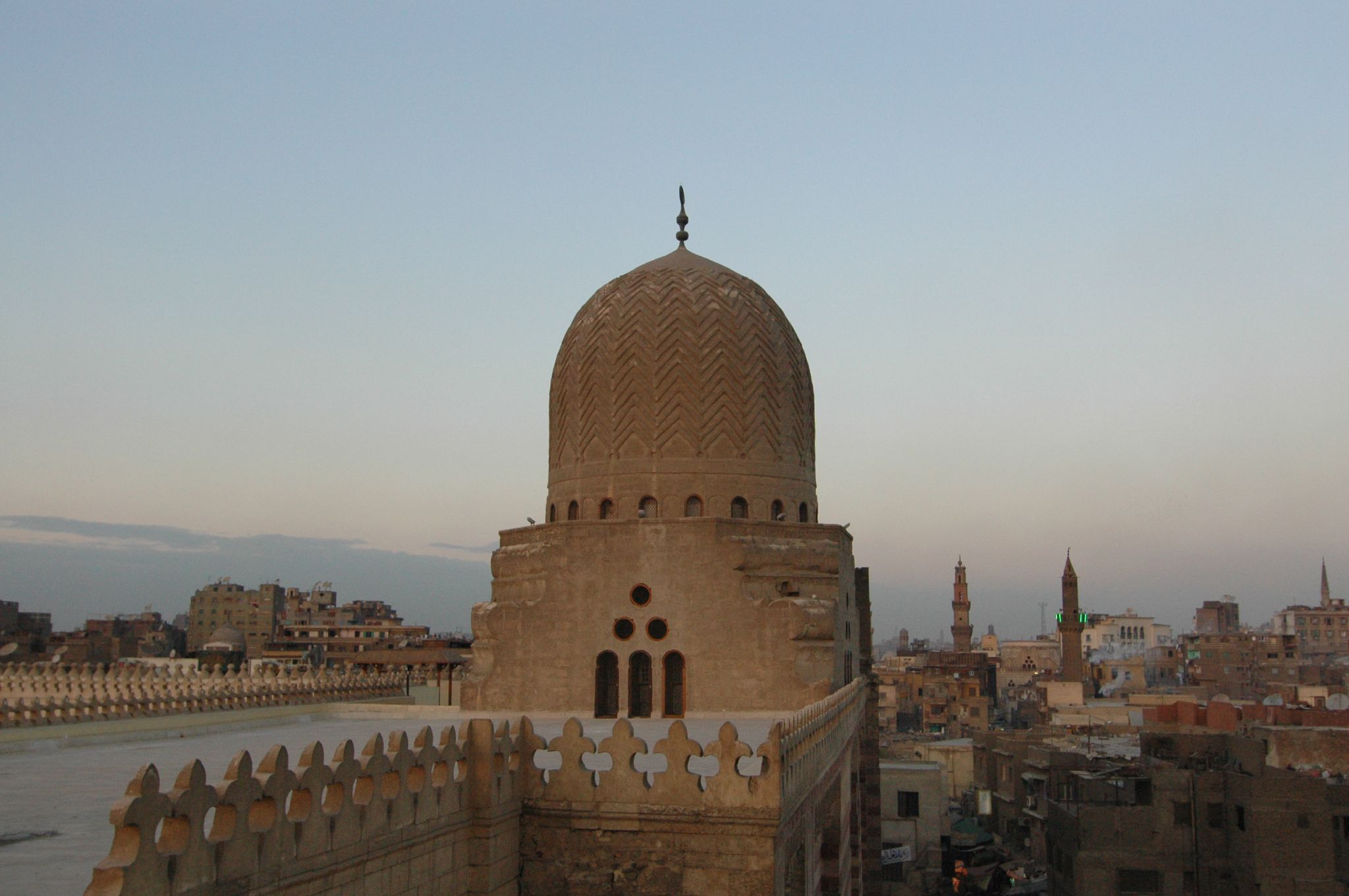
مسجد المؤيد شيخ، السُلطان القائم على العرش المملوكي يوم تربَّع مُحمَّد چلبي على عرش آل عُثمان، في القاهرة.

امتازت العلاقات العُثمانيَّة المملوكيَّة بِالود والتقارب الشديدين، مُنذُ أن قامت الدولة العُثمانيَّة وأخذت على عاتقها فتح بلاد البلقان ونشر الإسلام في رُبُوعها، وخطب السلاطين العُثمانيين ودَّ السلاطين المماليك باعتبارهم زُعماء العالم الإسلامي والقائمين على حماية الخِلافة الإسلاميَّة، واعترفوا لهم بِالأولويَّة السياسيَّة والدينيَّة، بينما خطَّطوا لِأنفُسهم دورًا مُتواضعًا هو دور البكوات حُماة حُدود ديار الإسلام. هذا وقد ظلَّ المماليك ينظرون إلى تحرُّكات العُثمانيين الجهاديَّة كجُزءٍ من المسألة الإسلاميَّة العامَّة. وعلى الرُغم من أنَّ العلاقات المملوكيَّة العُثمانيَّة عرفت بعض الجفاء خِلال عهد بايزيد الأوَّل بِسبب طُمُوحاته التوسُّعيَّة، إلَّا أنها سُرعان ما عادت إلى سابق عهدها عند جُلُوس ابنه مُحمَّد، الذي كان عليه أن يحصل على مُباركة ومُوافقة كُلٍ من الخليفة العبَّاسي المُقيم بِالقاهرة والسُلطان المملوكي على تولِّيه عرش آبائه وأجداده بِصفته سُلطان بني عُثمان الأوحد، خاصَّةً بعد الفوضى والاقتتال الذي جرى نتيجة أسر السُلطان بايزيد ووفاته. وصودف في تلك الفترة أن تولَّى عرش الدولة المملوكيَّة سُلطانٌ جديد هو أبو النصر شيخ بن عبد الله المحمودي الظاهري، فأرسل إليه السُلطان العُثماني كتابًا بِاللُغة العربيَّة، حُرِّر بيد قاضي قصبة إینه‌گول في أواسط ذي الحجَّة سنة 817هـ المُوافق فيه أواخر شُباط (فبراير) سنة 1415م، يُهنأه فيه ويدعو له بِدوام المُلك والعزَّة، ويُخبره بانتصاره وانفراده بِحُكم بلاد آبائه، ويُعلمه أنَّ تحالفه مع الإمبراطور البيزنطي ضدَّ أخيه موسى كان لِدفع الفتنة وتوحيد كلمة المُسلمين، وأهداه أقمشةً فاخرة. أمَّا نص الرسالة فهو:

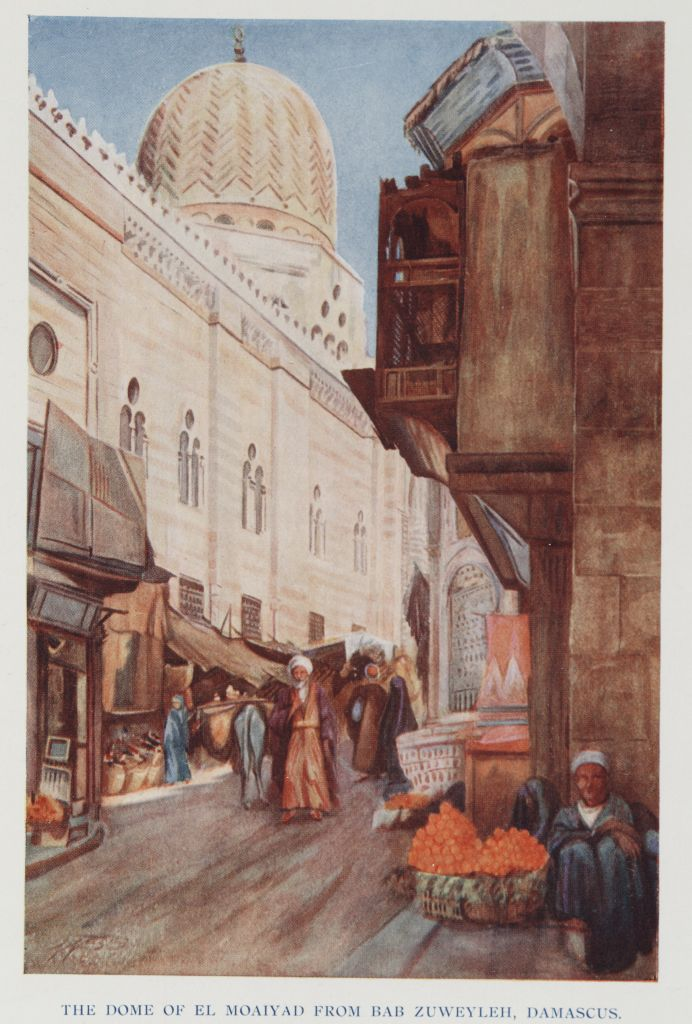
جانب من القاهرة، مقر السلطنة المملوكيَّة والخِلافة الإسلاميَّة زمن السُلطان مُحمَّد الأوَّل.

«أدام الله تعالىٰ عزَّ الجناب العالي العالمي العاملي العادلي الكبيري العوني الغوثي الغيَّاثي النظامي الهمَّامي المُشيدي المُنعمي المُفضلي النصيري المُرابطي الأوحدي الأمجدي الكاملي الكافلي مُحيي مراسم الإسلام، مُبدي الشرائع والأحكام، قاتل الطُغاة وأعداء الدين، ناصر الغُزاة والمُجاهدين، لا زال جنابه الرفيع منبع الشرف الجم ومطلع المجد الأشمّ، محفوفًا بِدولةٍ لا يتهدَّم دارها، وعزَّةٍ لا ينفصم آثارها، المُحب المُخلص الوارث لِمحبَّة المجالس الشريفة، والمقار المُقدَّسة المُنيفة، الحامي بِسُكَّان الحرمين الشريفين من آبائهم العظام، نوَّر الله مضاجعهم، الباذلين حال الحبوة مهجعهم في إعلاء كلمة الله وقهر أعدائه، بعد تقديم محبَّة أصبحت مُنوَّرة بِأنوار الوفاء والإخلاص الصافي، وأضحت مُحجَّلة بِصفاء الولاء والاختصاص الوافي، وأزهرت بِصدق الطوية رياضُها، وامتلأت من زُلال المحبَّة حياضها، ورفع أدعيةً صالحةً مُستجابةً شريفة، وعرض أثنية خالصة مُستطابةً لطيفة، يُنهى ويُبدى لِعلمه الشريف:
إنَّ سبب التأخير في إرسال الكتاب إلى ذلك الجناب وُقُوع الفترة وامتداد المُنازعة بيننا وبين الإخوان، أصلح الله شأنهم، لا سيَّما كثرة المكر، ووفرة الاحتيال الصادر عن تكفور القُسطنطينيَّة، لعنه الله ودمَّره، ومُعاونته لهم وتحريكه إيَّاهم، فلمَّا يسَّر الله لنا في هذه الأيَّام الفُرصة والنصر وبرخًا من [...] الانتقام بِلُطفه الشَّامل العام، جدَّدنا رُسُوم آبائنا العظام وأجدادنا الكرام، أنار الله براهينهم إلى يوم القيام، في إرسال الرُّسل والرسائل إلى عتبتكم العليَّة وسُدَّتكم السُنيَّة، فجهَّزنا قدوة الأماجد والمُقرَّبين مولانا قوَّامُ المُلك والدين، دام فضله، القاضي يومئذٍ بِقصبة إینه‌گول من أعمال بورصة المحميَّة، صانها الله عن الآفات والعاهات والبلبلة، لِتجديد قواعد المحبَّة القديمة، وتمهيد مراسم المودَّة المُستقيمة، بِالرسالة المُنبئة عن خُلوصٍ الطويَّة، والآن يُؤدي نيابة من حضرتنا البهيَّة تهنئة جُلُوسكم على سرير السلطنة في نفس القاهرة، ويُعظِّم في التكاليف العاديَّة الملكيَّة المُلوكيَّة، وينقل عنَّا كلمات الألفة وحكايات الصداقة، كما قرأنا عليه وقرَّرنا إليه بلا زيادة ولا نقيصة، وأصدرنا معه بِرسم الهديَّة من الأقمشة المُتنوعة الروميَّة خمس طقوزات، ومن الإفرنجيَّة ثلٰث طقوزات، ومن العجميَّة بوقجتين، فالمأمول من كرمكم القبول حين الوُصُول، وأن تلتفتوا إلى القاصد المذكور، وتُعيدوه بِالخير الموفور، وتُعلنوا به أخبار سلامتكم وآثار صحتكم، وكيفيَّة أطواركم اللطيفة المُنيفة، والأجوبة المُطابقة لِأسئلتنا الخفيَّة، الله يُؤيدكم وينصُركم إلى قيام القيامة، وجعلنا وإيَّاكم من الهادين المُهتدين غير المغضوب عليهم ولا الضالين آمين.
حُرِّر في أواسط شهر ذي الحجَّة الحرام سنة سبع عشر وثمانمائة»
ولم يتأخَّر السُلطان المملوكي بعد أن سلَّمه قاضي إینه‌گول رسالة السُلطان مُحمَّد عن كتابة رسالةٍ جوابيَّةٍ إليه وصفه فيها بِـ«سُلطان الإسلام والمُسلمين.. نصيرُ أمير المُؤمنين»، والمقصود بِأمير المُؤمنين الخليفة العبَّاسي المُقيم في القاهرة. ودلَّت رسالة السُلطان المملوكي أنَّهُ والخليفة العبَّاسي يتمنون القضاء على بقايا الإمبراطوريَّة البيزنطيَّة وإلحاق أراضيها بِالدولة العُثمانيَّة، كما أكرم السُلطان وفادة المبعوث العُثماني وعيَّن أحد الأُمراء وهو قرطباي الخاصكي لِيُرافقه في القاهرة. كما أهدى السُلطان المملوكي هو الآخر لِلسُلطان العُثماني هدايا تليق بِمقامه، وعيَّن رسولين لِإيصالها. أمَّا نص الرسالة فهو:

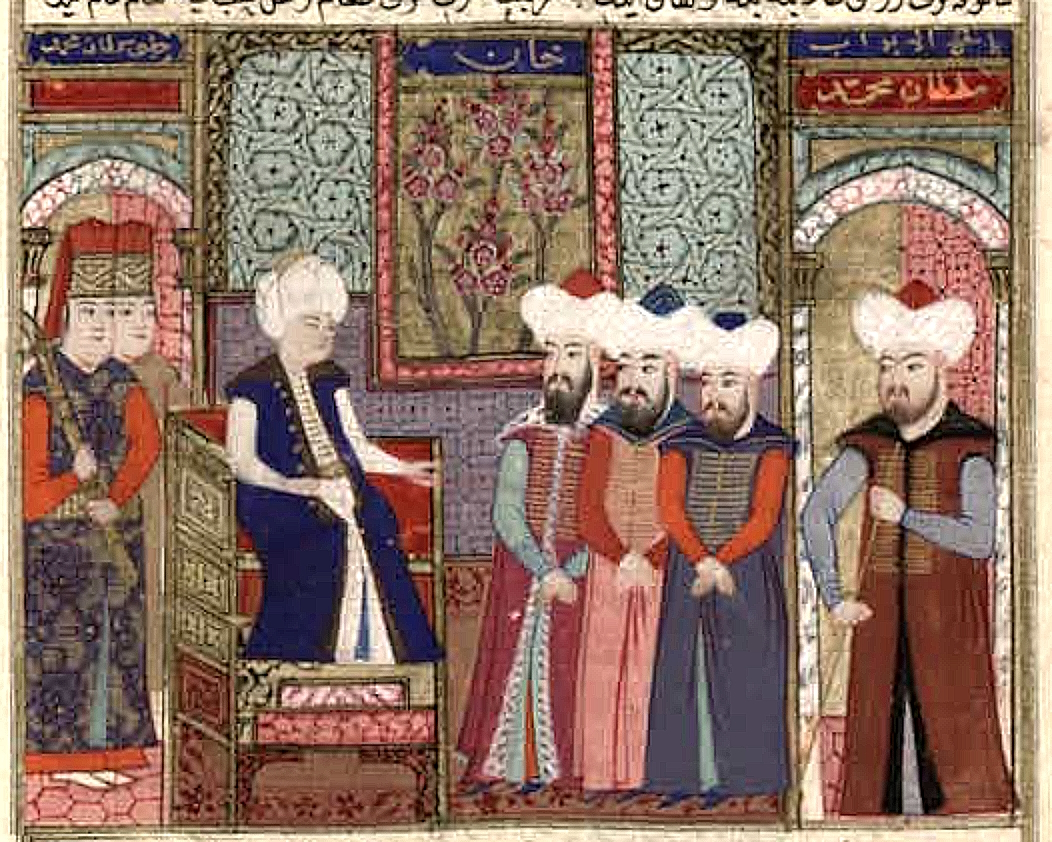
مُنمنمة عُثمانيَّة يُحتفظ بها في جامعة إستنبول تُصوِّرُ السُلطان مُحمَّد ومُستشاريه وبعض السُفراء المماليك.

«حامدًا لله ومُصليًا على نبيِّه مُحمَّد وآله وصحبه، أعزَّ الله تعالىٰ أنصار المقر الكريمي الأعلمي الأعدلي الأمجدي المُثاغري المُرابطي الظهيري النصيري العوني الغوثي الغيَّاثي الإمامي الهمَّامي المُجاهدي الأعزِّي المُعزِّي، سُلطان الإسلام والمُسلمين، ملاذ الغُزاة والمُجاهدين، قاتل الكفرة والمُشركين، نصيرُ أمير المُؤمنين، المُؤيَّد من عند الله الملكُ الصَّمد، مُمهد الدولة والدين، السُلطان مُحمَّد، خلَّد الله تعالىٰ ظلال عدله وإحسانه على مفارق الأنام بِالعزَّة الأبديَّة والسعادة السرمديَّة بِحق صفته الأحديَّة ذي الجلال والإكرام، وبعد:
فلمَّا ورد كتابكم الشريف وخطابكم المُنيف عن يد قُدوة الأماجد والمُقرَّبين، مولانا قوَّامُ المُلك والدين من جُملة قُضاتكم، زيدت فضائله في أحسن الزمان وأطيب الأوان، أخذناه بيد المحبَّة، وقبلناه بِشفاء المودَّة إثر تعظيم القاصد المزبور، وتفخيم المولى المذكور، فقرأناه من أوَّله إلى آخره، واطلعنا ما في باطنه وظاهره، وفرحنا من غلبتكم على العدوان، بِعون الله الملك المنَّان، خُصوصًا عن دفع مكائد التكفور الكفور الوالي بِقُسطنطينيَّة، دمَّرها الله وسخَّرها، وجعل مُلكه وسلطنته مُنتقلة إلى سُدَّتكم العليَّة وعَرَصَتكم الإسلاميَّة، ورفع ظُلمة الفترة بِطُلُوع شمس إقبالكم على تلك المملكة، وانعكس مرآة سُروركم إلينا، وانكشف عنها جمالُ المحبَّة لدينا، وتلألأ مصابيح الاتحاد، وتضأضأ قناديل الوداد، وبششنا زيادة البشاشة عن تشييد مراسم المحبَّة والتهنئة، وشُرِّفنا غاية الشرافة عن تلزيم لوازم المودَّة البهيَّة، وعظَّمناه غاية التعظيم، وكرَّمناه نهاية التكريم، وقُلنا له بيت:
عباراته في النَّظم والنثر كُلُّهاغرائبٌ تصطادٌ القُلُوب بدائعُ
وصرنا محظوظين من الهدايا المُتبرَّكة، والخطابات المُختفية، وأجرنا الرسول المُشار إليه بِكمال الرعاية مع رفاقة الأميري الأمجدي الأكرمي قرطباي الخاصكي، دام عزُّه، وبِالخير أعاده، وأرسلنا معهُ الفرسين الجيدين، والسّرجين المُتخذين من الذهب والفضَّة، وخمس طقوزات من الأقمشة المصريَّة، وأربع طقوزات من الأمتعة الهنديَّة والإسكندريَّة، فالمرجو من ألطافكم الحميمة أن تقبلوها بِأخلاقكم الكريمة، وأن تُفتشوا المُشافهات عنهما، وتُرخِّصوا رسولينا بعد التفحُّص منهما بِالخير والسلامة، وأن تفتحوا أبواب المُكاتبات، وتُهيؤوا أسباب المُراسلات، لئلَّا يُنسج بيننا عناكب النسيان في بُيُوت الحدثان وزوايا الملوان، ختم الله لكم ولنا بِالخير والحُسنى، وأدامكم لِسد الثُغُور الإسلاميَّة في الدُنيا، وحشركم مع الشُهداء والصالحين والغُزاة والمُجاهدين في العُقبى بِحق سيِّد الأنبياء وسند الأصفياء مُحمَّدٍ المُصطفى عليه التحيَّة والثناء وعلى آله وصحبه نُجُوم الهُدى ورُجُوم العدى وسلَّم تسليمًا دائمًا أبدًا.
حُرِّر في أوائل شهر شعبان المُعظَّم سنة ثماني عشرة وثمانمائة»

### مُسالمة الروم والأوروپيين

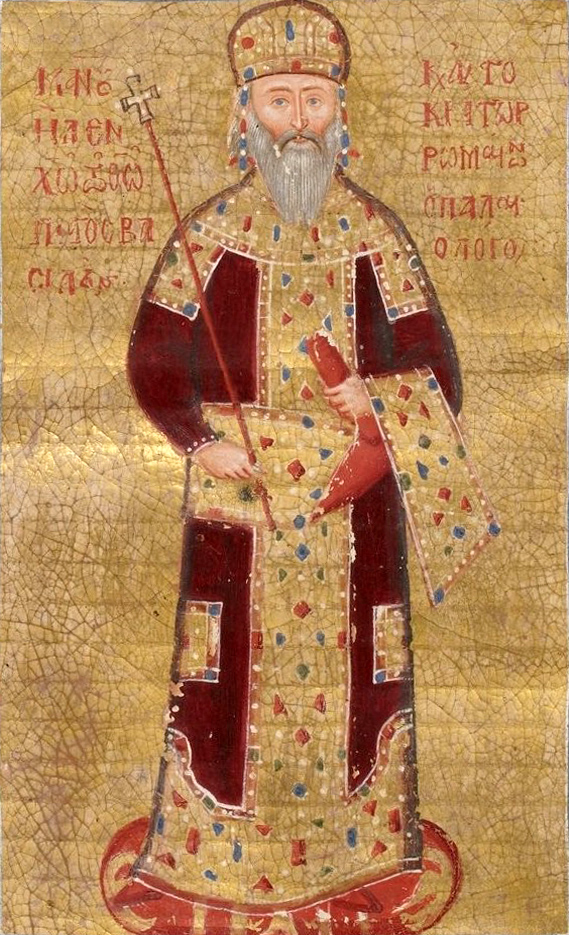
قيصر الروم الإمبراطور البيزنطي عمانوئيل الثاني. سالمهُ السُلطان مُحمَّد الأوَّل في سبيل الانصراف إلى لملمة شتات دولته المُمزقة.

كانت الأعباء المُلقاة على عاتق السُلطان الشاب كبيرة، وفي مُقدمتها إعادة الأمن والاستقرار المفقودين إلى دولته، فاتبع سياسة السلم والمُهادنة مع القوى المُجاورة، لِإبعاد دولته التي تمر بِمرحلة النقاهة عن الأخطار ولِينصرف إلى لملمة أجزائها التي كادت تتبعثر. فخاطب مبعوثي جُمهُوريَّات البُندُقيَّة وجنوة ورجوسة، ومُمثلي الصرب والأفلاق والأرناؤوط، الذين جاءوا يُباركون انتصاره وتربُّعه على العرش قائلًا: «قُولُوا لِحُكَّامِكُم وَأُمَرَائِكُم إِنِّي أُرِيدُ السَّلَامَ مَعَهُم، وَالذِي لَا يُريدُ السَّلَامَ فَخَصمُهُ الله رَاعِي السَّلَام الأَكبَر». ويُروى أنَّ الإمبراطور البيزنطي لمَّا قدَّم الدعم لِمُحمَّد چلبي ضدَّ أخيه موسى، كان قد أبرم معهُ مُعاهدةً في أُسكُدار نصَّت على تعهُّد مُحمَّد لِلإمبراطور البيزنطي بِإعادة جميع الأراضي التي استولى عليها موسى من بيزنطة، الواقعة بِجوار القُسطنطينيَّة وسالونيك، مُقابل مساعدة الإمبراطور له في العُبُور إلى الروملِّي وتقديم المُساعدة العسكريَّة عند الضرورة. لِذلك، أرسل الإمبراطور البيزنطي وفدًا إلى مُحمَّد الأوَّل لِتقديم التهنئة بانتصاره، والطلب منه إعادة الأراضي التي سيطر عليها موسى چلبي من الروم. ولمَّا كان السُلطان العُثماني حريصًا على المُحافظة على مُحالفة إمبراطور الروم في هذه المرحلة الدقيقة من حياة الدولة، ويُدركُ أنَّهُ لولا مُساعدته له لخيف على عرى الدولة من الانفصام، فقد قبل أن يرُدَّ لهُ البلاد التي فتحها أخوه موسى على ساحليّ البحرين الأسود ومرمرة، كما أعاد إليه ضواحي سالونيك. وتذكر المصادر الغربيَّة بأنَّ السُلطان مُحمَّد خاطب مبعوثي الإمبراطور البيزنطي قائلًا: «بَلِّغُوا تَحِيَّاتِي إِلَى وَالِدِي الإِمبَرَاطور الذي بِمُسَاعَدَاتِهِ الفِعلِيَّةِ لِي تَمَكَّنتُ مِن اعتِلاءِ عَرشِ وَالِدِي، سَوفَ أَبقَى مُطِيعًا لَهُ طَاعَةَ الوَلَدِ لِأَبِيهِ».
أكَّد السُلطان مُحمَّد سياسته السلميَّة تجاه جيرانه الأوروپيين خوفًا من ظُهورٍ خطرٍ صليبيٍّ ضدَّ بلاده في تلك المرحلة الحسَّاسة، فاتبع سياسةً مرنةً مع القوى الأوروپيَّة، وأقام علاقاتٍ وديَّةٍ مع أُمراء الصرب والأرناؤوط ودلماسية والأفلاق والبُلغار ويانية، ومع أمير المورة البيزنطي تُيُودور پاليولوگ بن يُوحنَّا الخامس، شقيق الإمبراطور البيزنطي عمانوئيل. أثمرت سياسة السُلطان مُحمَّد السلميَّة سريعًا، إذ رفض الإمبراطور البيزنطي إيواء الشاهزاده أورخان بن سُليمان في القُسطنطينيَّة، عندما بدأ يُعلن حقَّهُ في عرش آل عُثمان بِصفته وليّ عهد أبيه، الذي كان من وجهة نظره السُلطان الحق كونه أقام في العاصمة أدرنة وكان أوَّل من بويع بين إخوته بعد وفاة السُلطان بايزيد، وأيَّده في ذلك جماعة من المُتمردين على حُكم السُلطان الجديد.
رأى الإمبراطور أنَّ مصلحته تقتضي الحفاظ على السلام القائم مع السُلطان مُحمَّد الذي ما يزال قادرًا عليه رُغم ما حل بِدولته من مصائب. سهَّل موقف الإمبراطور البيزنطي من الشاهزاده المذكور من عمليَّة القضاء عليه، فلمَّا أحسَّ أورخان بانعدام فُرصة مُساعدته، غادر القُسطنطينيَّة قاصدًا الأفلاق، وعند وُصوله إلى قصبة «قرين آباد»، اعترضته فرقة عسكريَّة من الآقنجيَّة، ومنعوه من مُتابعة التقدُّم. عند هذه النُقطة، ساق السُلطان مُحمَّد الأوَّل جيشًا لِلقضاء على ابن أخيه ومن والاه من العُصاة، فلقيهم وقاتلهم وأنزل بهم هزيمةً مُنكرة، وأُلقي القبض على أورخان بن سُليمان وسُلِّم إلى السُلطان مُحمَّد، الذي أمر بِسمل عينيه لِيمنعهُ من تكرار فعلته أبدًا، وأرسلهُ منفيًّا إلى بورصة. تنص بعض المصادر أنَّ من ألقى القبض على الشاهزاده المُدعي بِالحق في العرش كان الإمبراطور البيزنطي نفسه، الذي رغب - بحسب الظاهر - أن يُظهر حُسن نواياه تجاه السُلطان العُثماني، فسلَّمه ابن أخيه لِيظهر أمامه بِمظهر الحليف الوفي صائن العُهُود. بعد هذه الحادثة التي أقلقت مضجع السُلطان ووجهت أنظاره ناحية الروملِّي، ساد الهُدوء على الحُدود الغربيَّة لِلدولة العُثمانيَّة حتَّى حين، وأصبح بِإمكان السُلطان مُحمَّد التركيز على حل المُشكلات السياسيَّة بِالأناضول، وأوَّلُها عصيان الأمير القرماني.

## الحرب في الأناضول

### الحصار القرماني لِبُورصة

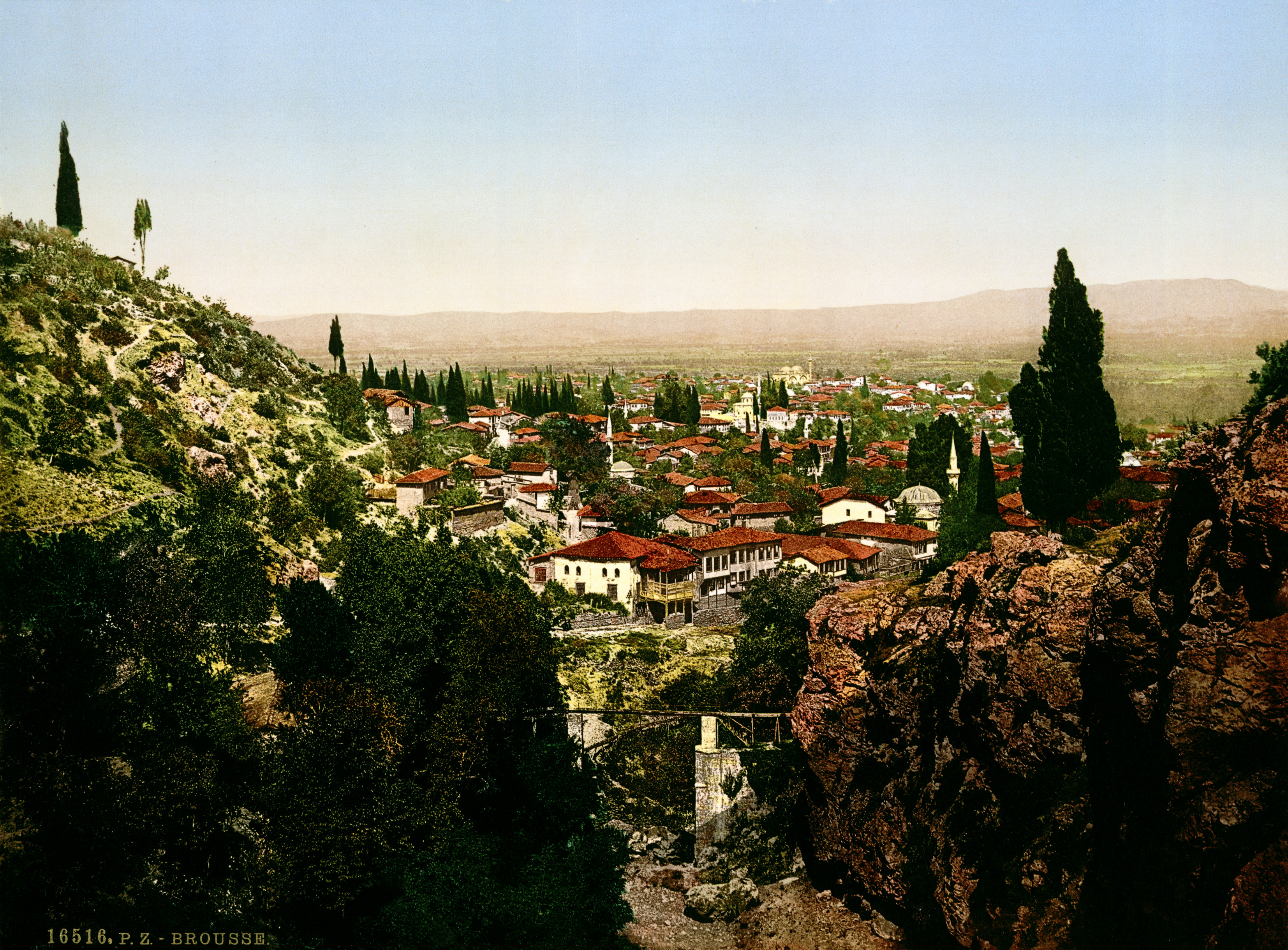
صُورة قديمة لِمدينة بورصة. حاصرها القرمانيُّون سنة 817هـ المُوافقة لِسنة 1414م ردًا على خُضُوع الأمير الكرمياني لِلعُثمانيين واعترافه بِتبعيَّته لهم.

قضى السُلطان مُحمَّد چلبي على إمارة صاروخان خِلال دور الفترة مُنذ سنة 1410م، واعترفت أكثريَّة الإمارات التُركمانيَّة الأناضوليَّة التي أحياها تيمورلنك بِسيادة بني عُثمان عليها مُنذُ عهد الفترة، لكن رُغم ذلك فإنَّ الأراضي التي كانت تحت حماية أو حُكم العُثمانيين في سنة 1413م، تراجعت مساحتها بِمقدار 247,000 كيلومتر مُربَّع عمَّا كانت عليه في عهد السُلطان بايزيد الأوَّل سنة 1402م، وهذه خسارةٌ كبيرة لا يُستهان بها. بلغت مساحة الأراضي الخاضعة لِحُكم مُحمَّد چلبي في سنة 1413م نحو 694,000 كيلومتر مُربَّع، منها 368,000 كلم2 في الأناضول و376,000 كلم2 في الروملِّي، تدخل ضمنها بلاد إمارات تكَّة وآيدين وذي القدريَّة والأفلاق والصرب ورجوسة. أمَّا إمارات كرميان وجندرلي ومنتشة والقرمان، فقد كانت تدعي الاستقلال تمامًا أو تعترف بِسيادة بني تيمور.
كانت إمارة القرمان أشد تلك الإمارات نزعةً نحو الاستقلال ولطالما كان موقف حُكَّامها تجاه العُثمانيين مُتقلِّبًا، إذ كانت ترمي إلى إحياء سلطنة سلاجقة الروم عبر ضم جميع الإمارات التُركمانيَّة الأناضوليَّة تحت جناحها، لِذلك اتخذت تلك الإمارة موقفًا مُعاديًا من العُثمانيين خِلال فترة توسعاتهم في آسيا الصُغرى، وأذعنت لهم وحالفتهم لمَّا أيقنت عدم قُدرتها على مُقارعتهم، ثُمَّ عاد أُمرائها وأشهروا العصيان في أقرب فُرصة مُمكنة، ولم يتغيَّر الأمر في عهد السُلطان مُحمَّد الأوَّل، فعلى الرُغم من أنَّ الأمير القرماني ناصرُ الدين مُحمَّد بك كان قد أعلن تبعيَّته لِلسُلطان العُثماني خِلال دور الفترة، إلَّا أنَّه استغلَّ انشغال الأخير في توطيد حُكمه ومُحاربته أخيه موسى ثُمَّ ابن أخيه أورخان في الروملِّي، فهاجم إمارة كرميان وحاصر عاصمتها كوتاهية، التي لم تلبث أن سقطت بيده ومعها سائر بلاد الكرميانيين بحلول سنة 1411م، فاضطرَّ الأمير الكرمياني يعقوب بك بن عُمر إلى الهُروب من أمام خصمه، والتجأ إلى العُثمانيين في بورصة. مكث يعقوب بك في البلاط العُثماني حوالي سنتين حتَّى استتب الأمر لِلسُلطان مُحمَّد الأوَّل، وحينها أعلن خُضُوعه له، وتبعيَّة الإمارة الكرميانيَّة لِلدولة العُثمانيَّة، مما أثار غضب ناصر الدين مُحمَّد القرماني، فاجتاح الأراضي العُثمانيَّة المُجاورة لِإمارته حتَّى وصل بورصة وضرب الحصار عليها سنة 817هـ المُوافقة لِسنة 1414م. دام الحصار القرماني لِبُورصة أربعة وثلاثين يومًا وفق بعض الروايات، ووفق رواياتٍ أُخرى فقد استمرَّ 31 يومًا. دافع صاحب المدينة، الحاج عوض باشا، دفاعًا مُستميتًا، وردَّ هُجومات القرمانيين في كُلِّ مرَّة، حتَّى يأس ناصر الدين مُحمَّد من الاستيلاء على العاصمة العُثمانيَّة العتيقة، فصبَّ جام غضبه وبأسه على تُربة السُلطان بايزيد الأوَّل، فقام بِعملٍ شنيعٍ أثار حفيظة المُسلمين، إذ نبش قبر بايزيد المُتوفي قبل 10 سنوات، وأخرج رُفاته وأحرقها. وأثناء ذلك كانت وحدة عُثمانيَّة صغيرة تجلب نعش موسى چلبي إلى بورصة لِيُدفن بِجوار أجداده، فظنَّ الأمير القرماني أنَّ هذه الوحدة طليعة الجيش العُثماني الآتي لِنجدة المدينة، ولم يُصدِّق أنَّ مُحمَّد چلبي قد انتصر على شقيقه موسى وقتله، إلَّا بعد أن كُشف عن وجه جُثمان موسى، فامتلأ الأمير القرماني رُعبًا ورفع الحصار عن المدينة فورًا، وأعطى أمر الانسحاب. تنقل بعض المصادر روايةً مفادها أنَّ قائدًا عسكريًّا قرمانيًّا من خاصَّة الأمير ناصر الدين لم يتمالك نفسه بعد إعطاء أوامر الانسحاب، فقال لِسيِّده: «أَيُّهَا الأَمِير، هَرَبتَ مِن ابنَ عُثمَانَ المَيِّت، فَمَاذَا كُنتَ تَفعَل لَو كَانَ القَادِم ابنَهُ الحَي؟» فأُعدم هذا القائد شنقًا في الحال لِجُرأته على هذا القول.

### قتال الأمير جُنيد بن إبراهيم الآيديني

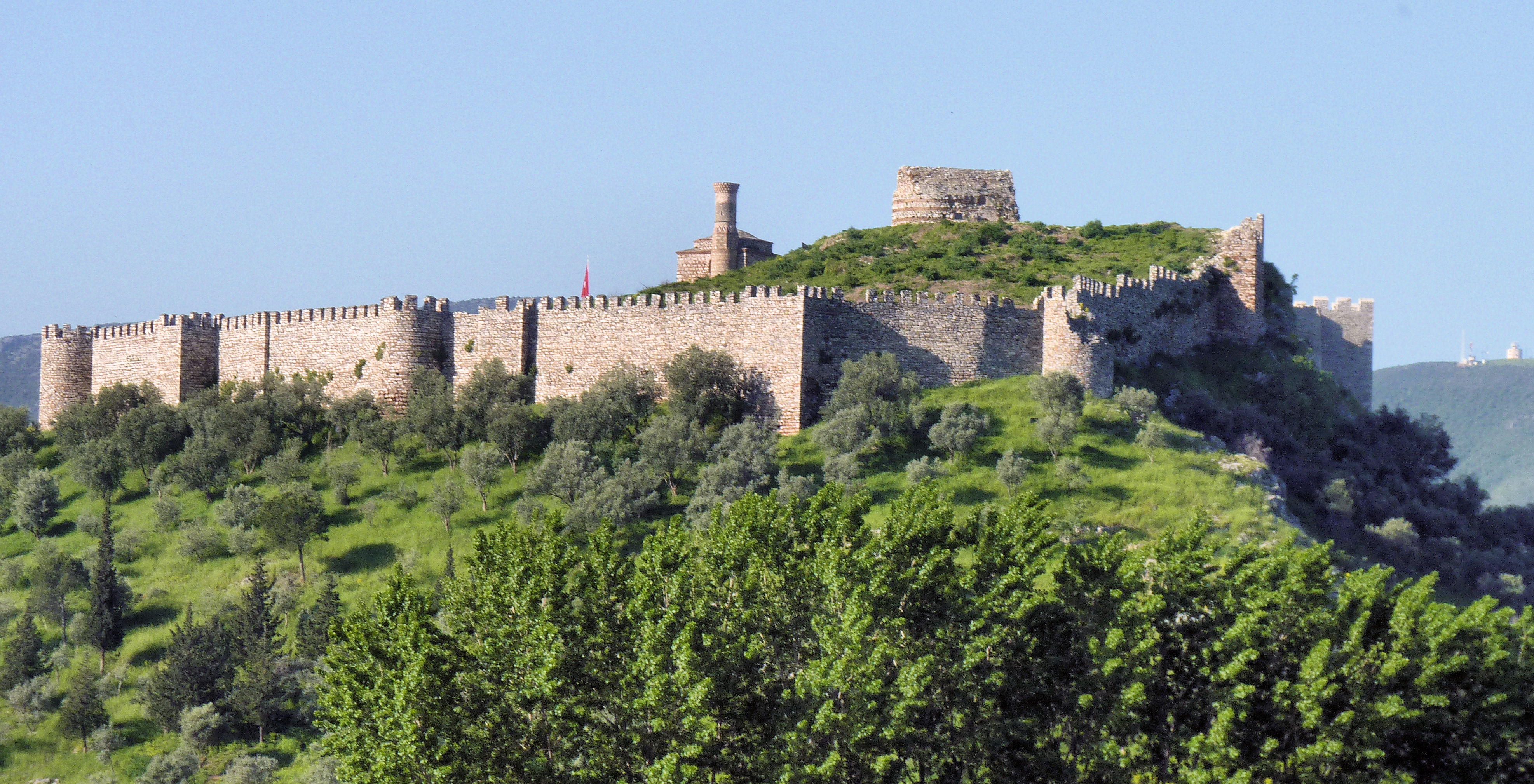
حصن «آيا سلوق». التجأ إليه الأمير جُنيد بك الآيديني هربًا من وجه الجيش العُثماني والسُلطان مُحمَّد الأوَّل.

رُغم انسحاب القرمانيين من أمام أسوار بورصة، إلَّا أنَّ السُلطان مُحمَّد توجَّه إلى الأناضول في سنة 1414م لِمُعاقبة الأمير القرماني على فعلته، ولاستعراض مهاراته العسكريَّة أمام الأُمراء التُركمان وإظهار قُدرة العُثمانيين المُتفوِّقة، كي لا يُداخل أحد الأُمراء فكرة الانفصال عن الدولة العُثمانيَّة مُجددًا. وقبل توجهه لِقتال القرمانيين، ذهب السُلطان لِمُعاقبة جُنيد بك بن إبراهيم بهادُر الآيديني الذي استولى على كوتاهية بِتحريضٍ من الأمير ناصر الدين مُحمَّد القرماني. وجُنيد المذكور هو آخر أُمراء بنو آيدين، وكان قد خضع لِلشاهزاده سُليمان چلبي عندما حمل الأخير على إمارة بني آيدين خِلال دور الفترة، كما أُسلف، فقبض على الأمير جُنيد وأخذه معه إلى الروملِّي وعيَّنهُ حاكمًا على مدينة أُخريذة، ولمَّا قُتل سُليمان على يد أخيه موسى، واستقلَّ الأخير ببلاد الروملِّي، أطلق سراح جُنيد بغية توجهه إلى الأناضول لِإثارة المشاكل في وجه مُحمَّد چلبي. ولمَّا اضطرَّ الأمير القرماني إلى الانسحاب من أمام بورصة، شجَّع جُنيد بك على إشهار العصيان واحتلال كوتاهية وبعض أعمالها في سبيل إشغال العُثمانيين عنه. بدايةً، حاول السُلطان العُثماني تجنُّب الدُخول في معركةٍ مع الأمير الآيديني، وأرسل لهُ يُطالبه بِإعادة البلاد التي استولى عليها، ويُخبره أنَّه سيتركه حاكمًا على إزمير وأعمالها طالما سيعترف بِالسيادة العُثمانيَّة، واقترح عليه أن يتصاهر البيتان العُثماني والآيديني، بأن يتزوَّج السُلطان ابنة جُنيد بك. ولمَّا تلقَّى جُنيد هذه الرسالة، سخر من العرض الوارد فيها، وزوَّج ابنته لِأحد عبيده الأرناؤوطيين، وأرسل إلى السُلطان العُثماني رسالةً مُهينة جاء فيها: «اتَّخَذنَا لِنَفسِنَا صِهرًا أَرنَاؤُوطِيًّا مِثلُك، وَهُوَ عَبدٌ مَعتُوقٌ مِثلُك، لَهُ سَيِّدٌ عَظِيمٌ مِثلُك، بَل هُوَ أصغَرُ مِنكَ سنًّا وَأَكثَرُ مِنكَ حِكمَةً».
أمام هذا الرد القاسي، لم يكن أمام السُلطان خيارٌ سوى قتال جُنيد بك، فتوجَّه على رأس قُوَّاته نحو إزمير، معقل الأمير المُتمرِّد، وحاصرها، وكان جُنيد قد خرج منها بعد أن حصَّنها وتوجَّه إلى حصن «آيا سلوق». وفي أثناء حصار إزمير، وفد على السُلطان مُحمَّد أُمراء تكَّة وكرميان وجاءته التماسات من حُكَّام جُزر فوجة ومدللي وساقز، ومن شيخ فُرسان الإسبتاريَّة، يرجون فيها حمايته لهم، عارضين عليه مُساندتهم العسكريَّة المُباشرة لِقُوَّاته ضدَّ جُنيد. وبحسب بعض المصادر، فإنَّ هؤلاء أقدموا على هذا الطلب بِسبب كُرههم لِحُكم جُنيد المُتصف بِالجشع والدهاء والمُراوغة، فيما كان السُلطان العُثماني حليمًا بِطبعه يميلُ الناس بما فيهم خُصومه إلى التفاهم معه لِميله إلى المُسالمة، كما أنَّ قُوَّة جُيُوشه تجعلُ من الحكمة الخُضُوع له وتفادي الدُخُول معه في قتالٍ مُباشر. فساهمت سُفن رودس الإسبتاريَّة ومدللي في حصار إزمير، كما ساهم أُسطول جنوة المُتواجد في بحر إيجة في هذه العمليَّة أيضًا. وبعد مضيّ عشرة أيَّامٍ على الحصار، خرجت زوجة جُنيد ووالدته وعياله إلى السُلطان العُثماني مُعلنين تسليم المدينة. دخل السُلطان المدينة بعد تسليمها، وأصدر فرمانًا بِالعفو عن جُنيد بك وسلَّمهُ إلى والدته التي حملته إليه، فعاد الأمير الآيديني إلى مدينته ومثُل أمام السُلطان مُعتذرًا عمَّا بدا منه، فسامحهُ الأخير وتناسى كُل ما وقع منه وعيَّنهُ أميرًا على سنجق نيكوبُلي في بُلغاريا، وولَّى إسكندر بن يُوحنَّا شيشمان، ابن آخر قياصرة البُلغار، على إزمير وأعمالها. وأمر السُلطان مُحمَّد بِتدمير قلاع المدينة وحُصونها وبُرجها الذي كان فُرسان الإسبتاريَّة قد أعادوا بناءه. وكانت تلك سياسةٌ حكيمة اتبعها مُحمَّد الأوَّل في التعامل مع الأعداء لِأنَّ تلك التحصينات كانت من العوامل المُشجعة على العصيان دومًا. وبِذلك، دخلت إمارة آيدين في حظيرة الدولة العُثمانيَّة من جديد.

### قتال أمير القرمان

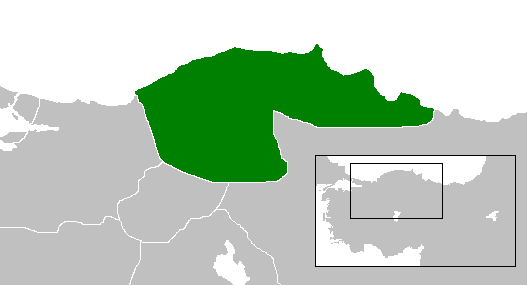
موقع الإمارة الجندرليَّة وحُدودها التقريبيَّة. حمل السُلطان مُحمَّد الأوَّل عليها ما بين حملتيه الهادفتين لِإخضاع الأمير القرماني ناصر الدين مُحمَّد.

بانتهاء تمرُّد جُنيد بك، أصبحت الدولة العُثمانيَّة أكثر قُوَّةً وسُلطانها مُحمَّد أوسع نُفُوذًا، حتَّى غدا بعض الأُمراء التُركمان رهن إشارته، فهبَّ أمير قسطموني عزُّ الدين إسفنديار بك الجندرلي مُرسلًا جيشًا كبيرًا جاعلًا على رأسه ابنه قاسم، لِمُساعدة السُلطان العُثماني في مُواجهته لِلأمير مُحمَّد القرماني، كما قدَّم الأمير الكرمياني يعقوب بك بن عُمر كُل التسهيلات المُمكنة لِإنجاح الحملة العُثمانيَّة على العدو المُشترك. وجَّه السُلطان مُحمَّد ضربتان قاصمتان لِلأمير القرماني، الأولى في سنة 817هـ المُوافقة لِسنة 1414م، والثانية بعدها بِعام. ففي الحملة الأولى اكتسح العُثمانيُّون الإمارة القرمانيَّة واستعادوا بعض المُدن والقلاع مثل بيشهر وآق شهر ويكشهر وسيدي شهر وسعيد إيلي، دون مُقاومةٍ تُذكر. ولم يحل بين العُثمانيين ودُخُول مدينة قونية عاصمة الإمارة القرمانيَّة إلَّا السُيُول الناجمة عن الأمطار الغزيرة التي هطلت على المدينة وضواحيها، وعرقلت حركة العساكر وآلات الحصار، لِذلك قرَّر السُلطان ألَّا يمضي قُدمًا في حملته هذه، ويُؤجِّلها إلى فُرصةٍ قريبة. واصل السُلطان مُحمَّد عمليَّاته العسكريَّة لِيضع حدًا لِلتوتر الحاصل على الحُدود الشرقيَّة لِلدولة، الناجم عن العداء السافر بين الدولتين القره‌قويونلويَّة والآق‌ قويونلويَّة، وحركات عزُّ الدين إسفنديار بك الجندرلي التوسُّعيَّة، إذ حاصر پير عُمر صاحب أرزنجان، المُعيَّن من قِبل الپادشاه القرة‌قويونلوي أبو النصر قره‌يُوسُف بن مُحمَّد مدينة «قره‌حصار شرقي»، الواقعة في أقصى إيالة أرضروم، وتمكَّن من أسر حاكمها قبل وُصُول النجدات العُثمانيَّة إليه، وسيطر إسفنديار بك الجندرلي على مدينة صامصون وبفرة على بحر البنطس (الأسود)، مُعيِّنًا ابنه خضر حاكمًا عليها. ويبدو أنَّ أمير قسطموني كان يطمح بِتوسيع رقعة إمارته الشماليَّة مُستغلًّا انشغال العُثمانيين بِحرب القرمانيين، ويأمل في الوقت نفسه مُحالفتهم بحيث يصرف السُلطان مُحمَّد النظر عن ضم بلاده إليه. على أنَّ السُلطان المذكور لا يبدو أنَّهُ كان لِيقنع بِأقل من استرجاع كُل البلاد التي ضمَّها أبوه بايزيد إلى الدولة العُثمانيَّة، وما كان لِينخدع بِتودد إسفنديار بك إليه ومدِّه بِجيشِ لِقتال الأمير القرماني. لِذلك، أعدَّ السُلطان مُحمَّد حملةً عسكريَّةً سلَّم إمرتها إلى قائدٍ يُدعى حمزة بكر أوغلي، وكلَّفهُ باستراداد القسم المسيحي من مدينة صامصون، وهو القسم الذي يُسيطر عليه الجنويين، بينما قاد هو بنفسه حملة صامصون المُسلمة الخاضعة لِآل الجندرلي. اضطرَّ الجنويين إلى ترك صامصون المسيحيَّة بعد أن أضرموا فيها النار وركبوا سُفنهم ورحلوا، قبل وُصُول الجيش العُثماني إليها. كذلك، استسلم خضر بك بن إسفنديار حاكم صامصون المُسلمة لِلسُلطان مُحمَّد دون مُقاومة، الذي ضمَّ إلى دولته مدينة جانيك أيضًا.

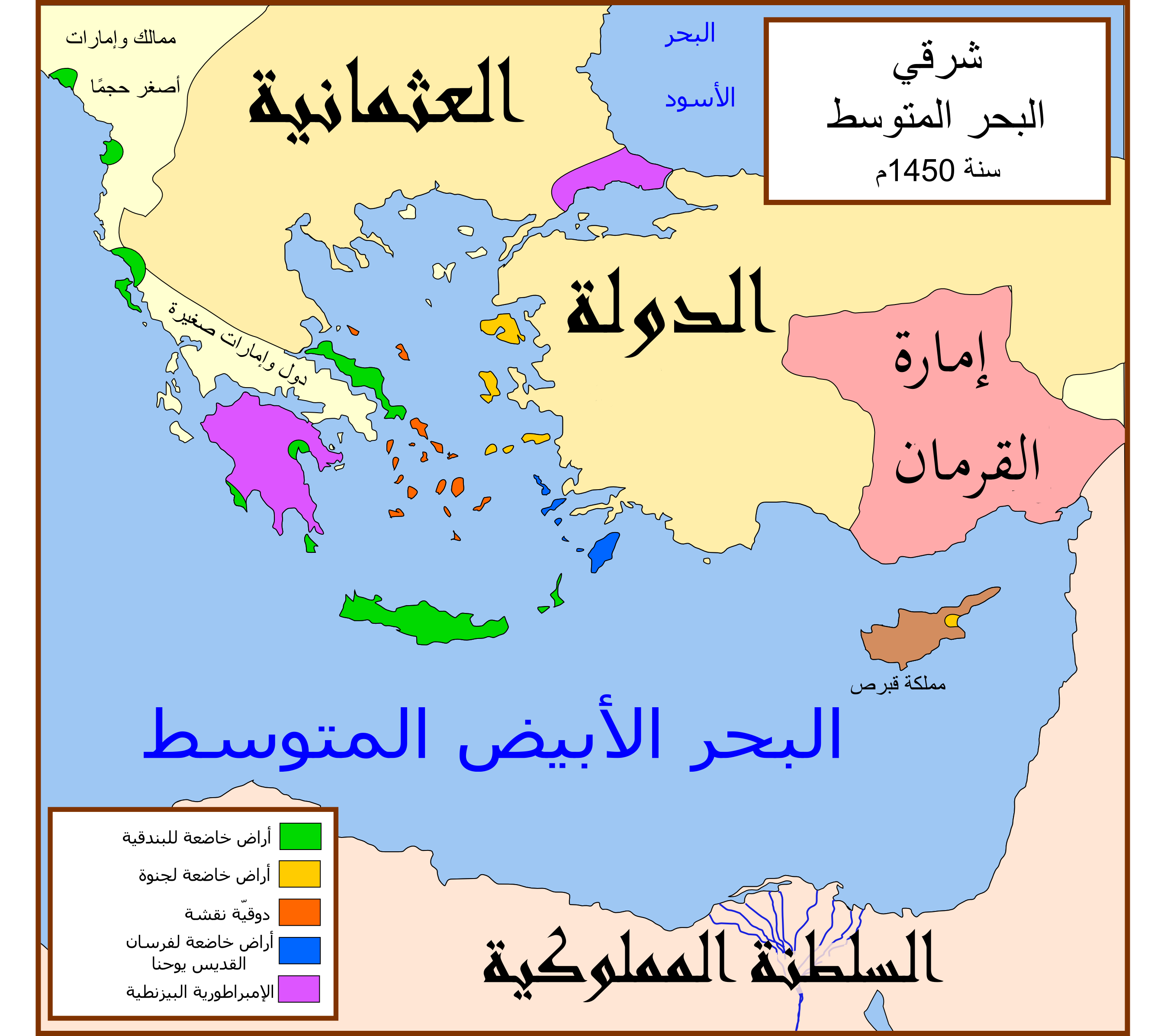
موقع الإمارة القرمانيَّة بِالنسبة لِلدولة العُثمانيَّة والجوار الأناضولي وسائر البلاد القريبة. انتزع السُلطان مُحمَّد بعض البلاد منها عقابًا لِأميرها على عصيانه.

التفت السُلطان مُحمَّد بعد ذلك إلى الأمير القرماني مُجددًا، الذي استردَّ بعض البلاد من العُثمانيين أثناء انشغالهم بِقتال الجندرليين شمال آسيا الصُغرى، فأرسل الصدر الأعظم بايزيد باشا الأماسيلِّي على رأس جيشٍ لِإخضاع ناصرُ الدين مُحمَّد بك بِالقُوَّة، إذ حال المرض دون قيادة السُلطان لِلحملة بِنفسه. توجَّه الصدر الأعظم إلى الإمارة القرمانيَّة سنة 818هـ المُوافقة لِسنة 1415م، وقرَّر أن يُوفِّر عناء القتال على جُنُوده، بأن يُحاول خداع الأمير ناصر الدين وإيقاعه في فخ والقبض عليه، فكتب إليه راجيًا قُدومه بِأقل قُوَّة عسكريَّة مُمكنة لِلتشاور معهُ بِشأن الخُطُوات الواجب اتخاذها فيما لو تُوفي السُلطان العُثماني. استجاب الأمير مُحمَّد لِهذا الطلب، وسار لِلقاء الصدر الأعظم وعسكر على مقرُبةٍ من مدينة أنقرة، فباغته بايزيد باشا ليلًا بِقُوَّةٍ عسكريَّةٍ كبيرة، وألقى القبض عليه وعلى ابنه مُصطفى وسلَّمهُما إلى السُلطان. ولمَّا مثُل الأمير القرماني بين يديّ السُلطان مُحمَّد طلب منهُ العفو والسماح، وقبَّل يده، ثُمَّ أقسم لهُ يمينًا عظيمًا على القُرآن بِأن لا يخون الدولة العُثمانيَّة فيما بعد، فعفا عنهُ السُلطان وأطلق سراحه، وقلَّص حُدود الإمارة القرمانيَّة بِصُورةٍ كبيرة، وذلك بِإلحاقه مُدن وبلدات سيوري حصار، وبك بازار، ويالواچ، وشرقيّ قره‌آغاچ، وقيرشهر، وآق شهر، وبك شهر، وسيدي شهر، التي أعطاها تيمورلنك لِلقرمانيين، إلى الدولة العُثمانيَّة. على أنَّ الأمير القرماني، ما أن غادر وعاد إلى مدينته، حتَّى أعلن أنَّ عدائه مع بني عُثمان مُستحكم من المهد إلى اللحد. أرسل السُلطان مُحمَّد إلى السُلطان المملوكي يُعلمه بِالنصر، ثُمَّ حوَّل انتباهه مُجددًا ناحية الإمارات التُركمانيَّة مُستغلًّا الصراع الداخلي بين أفراد الأُسر الحاكمة لِتعزيز نُفوذه في تلك الإمارات، فاستغلَّ بِنجاحٍ الخلاف بين قاسم بن إسفنديار الجندرلي ووالده، فساند قاسمًا الذي اعترض على تقسيم والده لِلإمارة بينه وبين أخيه خضر، مُتهمًا إيَّاه بِمنح المناطق الغنيَّة لِأخيه، وطالبه بِإعادة التقسيم. قام السُلطان مُحمَّد بِمُحاصرة مدينة سينوپ مُجبرًا أمير الجندرلي على التنازل عن مُدن [جنقرة وتوساية وقلعة جك، ثُمَّ قام بِدوره بِتفويض حليفه قاسم لِإدارة تلك المُدن. وبذلك أنهى السُلطان مُحمَّد مُشكلات الأناضول - حتَّى حين - وأصبح بِإمكانه التفرُّغ لِأوروپَّا مُجددًا.

## الحرب في أوروپَّا

### فُتُوحات الأرناؤوط

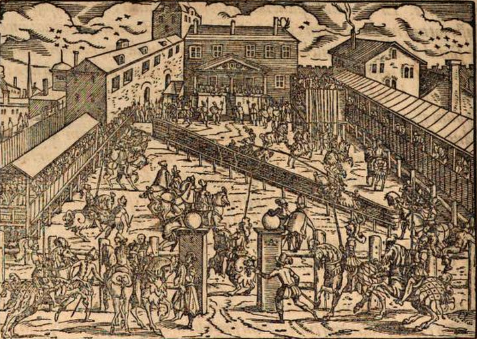
جرجس بن يُوحنَّا كستريو (إسكندر بك لاحقًا) يتدرَّب مع غيره من الفتيان البلقانيين في مكتب الأندرون بِالعاصمة العُثمانيَّة أدرنة.

بعد انتهاءه من قضايا آسيا الصُغرى، يمم مُحمَّد الأوَّل وجهه شطر الروملِّي مُجددًا، لاستعادة هيبة الدولة العُثمانيَّة في الأرناؤوط، لا سيَّما أنَّ أُمرائها ووُجهائها قد أجبروا بعض الحاميات العُثمانيَّة على مُغادرة البلاد، مُستغلين مُدَّة ضعف الدولة وانشغالها في حرب الإخوة ومن ثُمَّ النزاعات في الأناضول. لِذلك، قرَّر السُلطان استهدافها أولًا، فهاجم مدينة آقچة حصار، الواقعة في مركز المناطق الجبليَّة، واستعادها لِلمُسلمين في سنة 1415م، رُغم مناعة استحكاماتها العسكريَّة، وكان الأمير الأرناؤوطي «نيكيتا طوپيا» قد أخرج الحامية العُثمانيَّة من هذه المدينة سنة 1403م، بعد أن انتزعها من شقيقته هيلانة، التي كانت تُدينُ بِالولاء لِلعُثمانيين. كذلك، سيطر السُلطان على كُل أراضي الإمارة الكستريوتيَّة، معقل مُلُوك وأُمراء الأرناؤوط، وأنزل بِأمير تلك الناحية، المدعو يُوحنَّا كستريو، هزيمةً ساحقة، فطلب الأمير المذكور الأمان، وأعلن طاعتهُ لِلسُلطان ودُخوله في تبعيَّته، فكافأه الأخير بأن سمح لهُ بِحُكم بلاد آبائه باسم السلطنة العُثمانيَّة، واصطحب معهُ ابنه الأصغر جرجس (عُرف لاحقًا يِإسكندر بك) البالغ من العُمر 18 سنة، لِيُقيم في البلاط العُثماني بِأدرنة لِضمان التزام والده بِبُنود الاتفاق مع العُثمانيين. ويبدو أنَّ جرجس المذكور أصبح من خاصَّة غلمان الشاهزاده مُراد بن مُحمَّد، فصادقه وقرَّبه إليه، وأُرسل فيما بعد، مع سائر الغلمان البلقانيين المسيحيين المُقيمين بين ظاهريّ العُثمانيين، إلى مكتب الأندرون، وهو المدرسة العسكريَّة المُخصصة لِتدريب وتخريج الإنكشاريين، ولِتلقين الفتيان المسيحيين أُصُول ومبادئ الإسلام بِالإضافة إلى اللُغتين التُركيَّة والعربيَّة وبعض العُلُوم الضروريَّة.

### الحملة البحريَّة على جُزر بحر إيجة
كان البنادقة يحكمون أرخبيل جُزر الكيكلاد مُنذُ عهد الحملة الصليبيَّة الرابعة سنة 600هـ المُوافقة لِسنة 1204م، وكان هدفهم الرئيسي من السيطرة على تلك الجُزر هو تأمين الطريق البحريَّة التجاريَّة المُؤدية إلى الشرق، لِذلك أنشؤوا إلى جانبها مُستعمراتٍ مُتعددةٍ في سواحل الأرناؤوط والمورة واليونان لِتمُدها بالرجال والسلاح والمواد الأوليَّة اللازمة لِضمان صمودها في وجه أعدائها. وشكَّلت هذه الجُزر الهضابيَّة مركزًا عسكريًّا مرموقًا لدى البنادقة، وأسسوا فيها حُكُومةً محليَّة تُدين بِولائها لِلحُكومة المركزيَّة في الوطن الأُم، وتظل مُرتبطة بها على الدوام. اتخذ البنادقة من جزيرة نقشة (ناكسوس) مركزًا لِحُكم هذا الأرخبيل وجعلوا على كُل جزيرةٍ من الجُزر حاكمًا يتبع أمير نقشه، ومن تلك الجُزر جزيرة أندروس التي كان حاكمها في عهد السُلطان مُحمَّد چلبي يُدعى «بُطرس زنون» (بالإيطالية: Pietro Zeno)، ويبدو أنَّهُ تخوَّف من توسُّعات العُثمانيين في الأرناؤوط ومن حركة سُفُنهم في بحر إيجة، خاصَّةً بعد أن سعى السُلطان مُحمَّد إلى تعزيز القُوَّة البحريَّة العُثمانيَّة، فزاد من عدد سُفنه وسعى لِلتضييق على حركة البنادقة في البحر المذكور، مُتحديًا سيطرتهم المُطلقة عليه. تعامل حاكم أندروس مع السُفن العُثمانيَّة بعدائيَّة، وبحسب المُؤرِّخ البُندُقي «مارينو سانوتو الأصغر»، فإنَّ بُطرس زنون أغار على سواحل الدولة العُثمانيَّة وسُفُنها التجاريَّة، مما أثار غضب السُلطان مُحمَّد، ولمَّا كان الحاكم المذكور من جُملة الحُكَّام المحليين الذين لم يقفوا بجانب العُثمانيين أثناء قتالهم الأمير الآيديني جُنيد بك بن إبراهيم، ولم يكن كذلك من ضمن الحُكَّام الذين أقبلوا على السُلطان لِتهنئته والاعتراف بِسلطنته عند انتهاء دور الفترة، فإنَّهُ لم يدخل في قائمة الحُكَّام الأوروپيين الذين شملتهم مُعاهدة السلام العُثمانيَّة، فاستمرَّ السُلطان ينظر إليه بِعين الريبة، فيما بقي هو يُغير على السُفن العُثمانيَّة بين الحين والآخر من تلقاء نفسه، لذلك قرَّر مُحمَّد الأوَّل مُعاقبته على تصرُّفاته، فأمر بإعداد أُسطولٍ في قلِّيبُلِي، بلغ تعداده 30 سفينة، وأوكل قيادته إلى القُبطان جاولي بك وأرسله لِلإغارة على ممالك البُندُقيَّة. هاجمت السُفن العُثمانيُّة جُزر أندروس وبرَّة وميلوس ووابية، وعادت منها مُحمَّلة بِالأسرى والغنائم، ثُمَّ أغارت على ثغر نجربونت وعادت منه بما بين 1,500 و2,000 أسير بيع مُعظمهم رقيقًا، وقد اضطرَّ البنادقة المُقيمين في المُستعمرات المذكورة، أمام الضغط العُثماني المُتزايد، إلى الطلب من حُكُومتهم المركزيَّة أن تسمح لهم بِالدُخول تحت حماية العُثمانيين ودفع جزية سنويَّة لهم، في مُقابل احتفاظهم بامتيازاتهم التجاريَّة وحق الملاحة في البحار الشرقيَّة، لكنَّ الحُكومة رفضت هذا الطلب بِإجماع أعضائها، وقرَّروا غض النظر عن غارات بُطرس زنون، مما زاد من حدَّة الهجمات العُثمانيَّة على المُستعمرات البُندُقيَّة، فلاحت في الآفاق علائمُ حربٍ عُثمانيَّة بُندُقيَّة.

### المعركة البحريَّة الأولى بين العُثمانيين والبنادقة

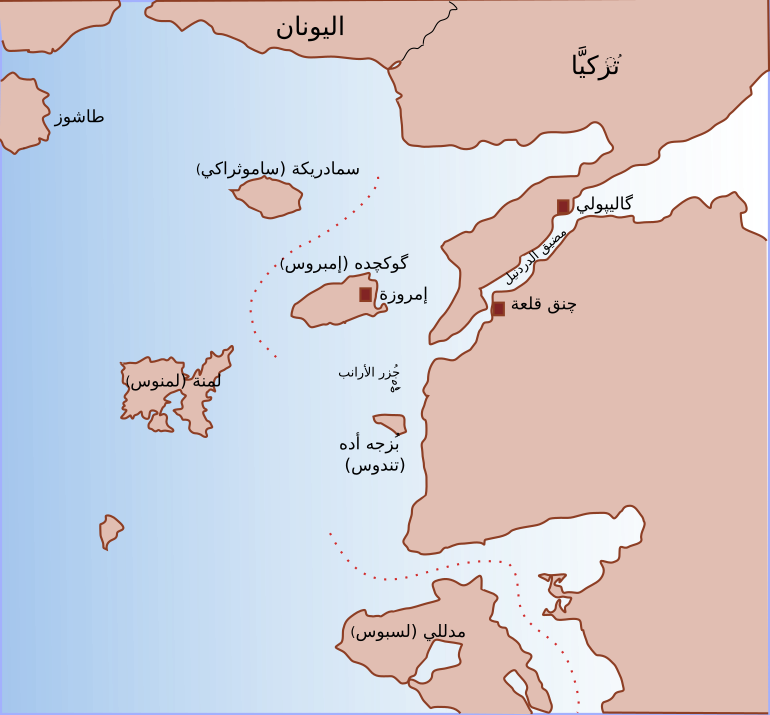
خريطة لِمضيق الدردنيل وشبه جزيرة قلِّيبُلِي وما جاورها من جُزرٍ دارت حولها المعركة البحريَّة الأولى بين العُثمانيين والبنادقة.

أمام استمرار الأعمال العدائيَّة البُندُقيَّة، جهَّز السُلطان مُحمَّد الأوَّل أُسطولًا جديدًا تكوَّن من 42 سفينة، منها ستة غلايين و16 مخولًا و20 شراعيَّةً بِصاريين، وسيَّرها إلى ثغر نجربونت مُجددًا، فقصفت الحصن البُندقي فيه لكنها فشلت في اقتحامه لِمناعة استحكاماته ومُقاومة حاميته، ولمَّا كان هذا الهُجوم العُثماني هو الأعنف حتَّى ذلك التاريخ، قرَّرت الحُكومة البُندُقيَّة إرسال وفدٍ دبلوماسيٍّ لِلتفاوض مع السُلطان في سبيل التوصُّل إلى حلٍ مُرضيٍ لِلطرفين على أساس بُنُود المُعاهدة المُبرمة مع موسى چلبي بِتاريخ 13 جُمادى الأولى 814هـ المُوافق فيه 3 أيلول (سپتمبر) 1411م، عندما كان الأخير ما يزال يُسيطرُ على الروملِّي، والتي اعترف فيها بِحُقوق البنادقة الملاحيَّة وامتيازاتهم التجاريَّة وحُقوقهم الاستيطانيَّة في اليونان والأرناؤوط، مُقابل دفعهم جزية سنويَّة مقدارها 1,000 دوقيَّة. كما هدف البنادقة من وراء بعثتهم هذه إلى مُفاوضة السُلطان حول إمكانيَّة إطلاق سراح الأسرى الذين وقعوا بيده خلال الغارات المُتتالية على المُستعمرات البُندُقيَّة. أعدَّ البنادقة أُسطولًا مُكونًا من خمسة عشر غليونًا سلَّموا قيادته إلى «بُطرس لوريدينو» (بالإيطالية: Pietro Loredan) وفوَّضوه إجراء مُباحثات الصُلح مع السُلطان مُحمَّد چلبي باسم الحُكومة البُندُقيَّة، كما أجازوا له مُهاجمة وقصف الثُغُور العُثمانيَّة فيما لو أصرَّ السُلطان على مُواصلة القتال ولم يجنح لِلسلم. وصل الأُسطول البُندُقي إلى المياه العُثمانيَّة يوم السبت 18 ربيع الأوَّل 819هـ المُوافق فيه 16 أيَّار (مايو) 1416م وفق إحدى المصادر، وفي مصدرٍ آخر فقد وصل يوم الجُمُعة 1 ربيع الآخر 819هـ المُوافق فيه 29 أيَّار (مايو) 1416م، وبحسب المُؤرخين البنادقة، فإنَّ لوريدينو تجنَّب استفزاز العُثمانيين أو الظُهور أمامهم بِمظهرٍ مُعاديّ ما أن وصل ثغر قلِّيبُلِي، الذي شكَّل القاعدة البحريَّة لِلأُسطول العُثماني، لكنَّ الجيش المُرابط في الثغر هالهُ عدد السُفن القادمة ويبدو أنَّهم اعتقدوها آتية لِلحرب، فأمطروها بِالسِّهام، وحاول البنادقة الابتعاد عن مرمى العُثمانيين لكنَّ المد لم يكن في صالحهم، فاقتربوا أكثر من الشاطئ وأُصيب بعضهم، فأمر لوريدينو بقصف مواقع رباط العساكر العُثمانيَّة بِالمدافع، فقتل منهم بضع جُنُود، وانسحب الباقون.

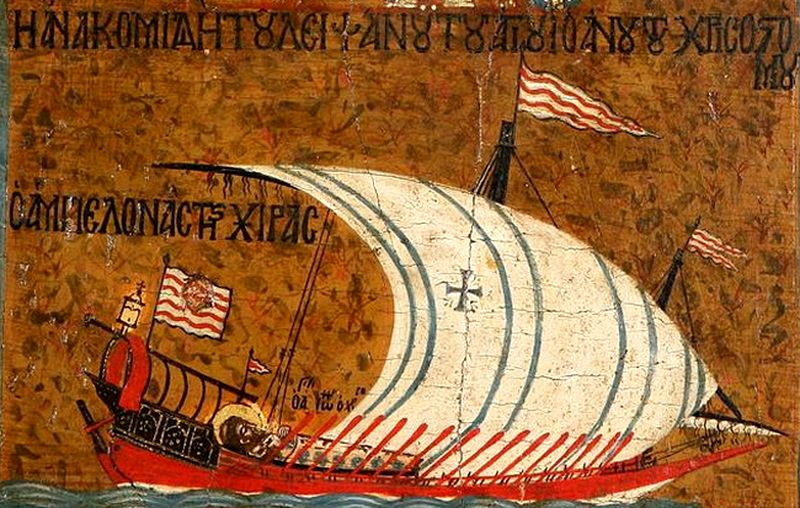
نموذجٌ عن القادس المُستعمل من قِبل البنادقة في حربهم الأولى مع العُثمانيين.

فجر اليوم التالي، أرسل لوريدينو سفينتان إلى ميناء قلِّيبُلِي لافتتاح المُفاوضات، فهاجمتها 32 سفينة عُثمانيَّة، وتطوَّر الأمر إلى معركةٍ بحريَّةٍ مُصغَّرة لم تُحسم لِأي طرف. احتجَّ لوريدينو لدى قائد الحامية العُثمانيَّة في قلِّيبُلِي وأرسل لهُ يُخبره أنَّ هدف البُندُقيَّة ليس إثارة المزيد من المشاكل مع الدولة العُثمانيَّة، بل إنَّها تسعى لِلصُلح والسلام وإنَّ ما جرى كان سوء تفاهم، فأكرم العُثمانيُّون الموفود البُندُقي وأرسلوا إلى لوريدينو يُعلمونه أنَّهم على استعداد تأمين مسارٍ آمنٍ له ولرجاله حتَّى يصل القصر السُلطاني في أدرنة. تنص المصادر الروميَّة، أنَّهُ في اليوم التالي لِهذه المُراسلات، خرجت سفينة تجاريَّة جنويَّة من ميناء القُسطنطينيَّة وفُوجئت بِالسُفن البُندُقيَّة أمامها، فأطلقت عليها بضع طلقاتٍ مدفعيَّة تحذيريَّة، فظنَّ البنادقة أنَّها سفينةٌ عُثمانيَّة تتصرَّف معهم بعدائيَّة، فأطلقوا عليها نيران مدافعهم، وكانت السفن العُثمانيَّة الراسية في ميناء قلِّيبُلِي قد اعتقدت بدوها أنَّ السفينة الجنويَّة تتبعها، فتحرَّكت إحدى الغلايين لِلدفاع عنها.
أمام هذا الواقع، تعقَّد الوضع واعتقد كُلٌ من الطرفين أنَّ الآخر هو البادئ بِالهُجُوم، فأطلق البنادقة النار على الغليون العُثماني، فردَّ عليهم بِالمثل، وتحرَّكت باقي السُفن العُثمانيَّة وأطلق بحَّارتها سهامهم على السُفن البُندُقيَّة، فقتلوا عددًا من أفراد طواقمها، وأُصيب لوريدينو نفسه بِعدَّة أسهُمٍ فقأ أحدها عينه، لكنَّهُ تابع القتال طيلة النهار حتَّى ساعات الليل الأولى وتمكَّن من إنزال هزيمةٍ بِالعُثمانيين، فقُتل قائد الأُسطول جاولي بك وعددٌ من القباطنة والربابنة المُسلمين والكثير من البحَّارة، كما خسر العُثمانيُّون ستَّة غلايين وتسع مخاول، ووقع عدَّة جُنُود في الأسر. بِالمُقابل بلغت خسائر البنادقة حوالي 12 قتيلًا و340 جريحًا. بعد هذا النصر، غادر البنادقة بسُفنهم إلى جزيرة «بُزجه‌أطه» قبالة سواحل الأناضول لِإصلاح ما تضرر منها ولِلعناية بِجرحاهم. وفي الجزيرة المذكورة، عقد لوريدينو مجلسًا حربيًّا لِمُناقشة الخُطوات التالية، فكان الرأي مُواصلة الضغط على العُثمانيين لِإرغام السُلطان على الاعتراف بِالمُعاهدة المُبرمة مع موسى چلبي، إلَّا أنَّ أحد القباطنة البُندُقيين، المدعو «دُلفينُ ڤنير» (بالإيطالية: Dolfino Venier) يبدو أنَّهُ تصرَّف من تلقاء نفسه، فراسل السُلطان مُحمَّد وعرض عليه تبادل الأسرى كخُطوةٍ أولى لاعتماد صُلحٍ شاملٍ، لكنَّ سُرعان ما اعترضت الحُكومة المركزيَّة البُندُقيَّة على هذا التصرُّف، مُعتبرةً أنَّ الأسرى العُثمانيين لا يُمكن الاستغناء عنهم بِهذه السُهولة كونهم بحَّارةٌ مهرة، وإنَّ عودتهم إلى بلادهم تعني إنعاش الأُسطول العُثماني ومُواصلته غاراته البحريَّة على المُستعمرات البُندُقيَّة، فأُمر دُلفينُ ڤنير أن يعود فورًا، ولمَّا وصل إلى البُندُقيَّة قُبض عليه وحوكم بِتُهمة الخيانة، فتوقفت المُفاوضات مع السُلطان العُثماني لِفترةٍ من الزمن.

### الحملة على الأفلاق

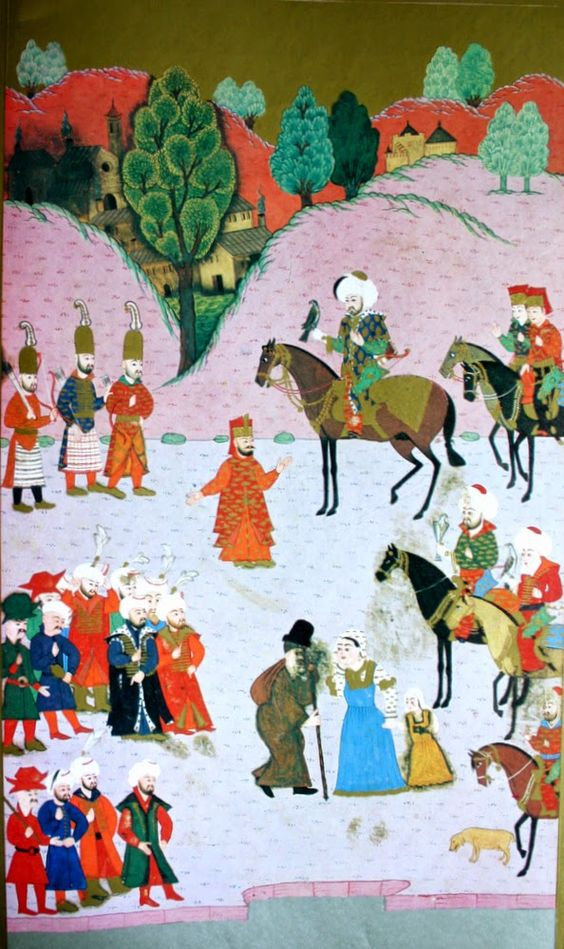
مُنمنمة عُثمانيَّة لِلسُلطان مُحمَّد الأوَّل وهو يصطاد بِالصُقُور على ضفاف نهر الطونة أثناء حملته على الأفلاق.

كانت الإمارة الأفلاقيَّة تخضع لِلسيادة العُثمانيَّة مُنذُ أن قهر السُلطان بايزيد أميرها ميرݘه الأوَّل في معركةٍ طاحنةٍ يوم 26 رجب 797هـ المُوافق فيه 17 أيَّار (مايو) 1395م، وأكرهه على توقيع مُعاهدة يعترف فيها بتلك السيادة ويتعهَّد بِدفع جزية سنويَّة لِلعُثمانيين مع بقاء بلاده له يحكمها بِمُقتضى عادات وقوانين أهلها. ولمَّا وقعت الفوضى بعد وفاة السُلطان بايزيد، وعصى موسى چلبي أخيه مُحمَّد واستقلَّ ببلاد الروملِّي، صاهر الأمير المذكور وتزوَّج ابنته «آرينة»، فدعمه بالرجال والسلاح ضدَّ أخيه مُحمَّد. ولمَّا انفرد السُلطان مُحمَّد بِالمُلك، لم يلتفت ناحية الأفلاق لانشغاله بِوأد المُشكلات والفتن في الأناضول أولًا، ثُمَّ انشغاله بِالأزمة السياسيَّة والحرب مع البُندُقيَّة، وفي تلك الفترة كان ميرݘه قد أشرك معهُ ابنه ميخائيل بِالحُكم، وأصبح الأخير الحاكم الفعليّ لِلبلاد نتيجة مرض والده وانزوائه، فخلع طاعة العُثمانيين واستقلَّ ببلاده مُجددًا مُحتميًا بِسيگيسموند اللوكسمبورغي ملك المجر، قائد حملة نيكوبُلي الصليبيَّة زمن السُلطان بايزيد، الذي ظلَّ على موقفه المُعادي لِلعُثمانيين رُغم هزيمته الكبيرة. وأوعز سيگيسموند المذكور لِميخائيل أن يستمرَّ بِعداء المُسلمين رُغم ما كان ينطوي عليه هذا الأمر من خُطُورة فيما لو قرَّر السُلطان العُثماني مُهاجمة الأفلاق، وذلك لِيجعل دولته حاجزًا بين بلاده والدولة العُثمانيَّة، فما كان من ميخائيل إلَّا أن امتنع عن إرسال الجزية السنويَّة المُقررة عليه لِلسُلطان مُحمَّد، ثُمَّ اتحد مع سيگيسموند وسارا بِجيشٍ كبير وسيطرا على مدينة «تورنو سورين» التي فتحها العُثمانيُّون قبل عدَّة سنوات، على أنَّ المدينة لم ترجع لِحوزة الأفلاق هذه المرَّة، بل وضع الملك المجري يده عليها واستخلصها لِنفسه. أمام هذا التحدي، عزم السُلطان مُحمَّد على تأديب الأفلاق، فنهض ونادى بِجمع الجُيُوش لِقتال ميخائيل وأبيه، واستصحب الوحدات التي أرسلها إليه تابعيه أميرا القرمان وجندرلي، واجتاز نهر الطونة (الدانوب) ودخل الأفلاق. أنزل العُثمانيُّون هزيمةً ساحقةً بِالأفلاقيين، وأجبروا الأمير ميخائيل أن يتنازل لِلدولة عن حصن جورجيو وغيره من الحُصُون الواقعة على امتداد نهر الطونة، وأن يدفع كُل المبالغ المُتوجبة على والده طيلة السنوات الثلاث المُنصرمة، كما فرض السُلطان على الأمير ميرݘه جزية سنويَّة مقدارها 3,000 قطعة ذهبيَّة، مُقابل أن يترك لهُ ولولده من بعده حُكم بلادهم ولا يضُمُّها إلى الدولة العُثمانيَّة. وعمل السُلطان على تمتين الروابط العُثمانيَّة الأفلاقيَّة لِيقطع الطريق على أي مُحاولة تمرُّد مُستقبليَّة، فشيَّد قلاع «تورنوه» و«يركوي» و«إيساقجي» و«يني سالة» على الطونة، وكان لِقلعة «يركوي» تحديدًا أهميَّة سوقيَّة واستراتيجيَّة كبيرة، فوُصفت بأنها «مفتاح قلاع الطونة المُسيطرة على الطريق المُؤدي إلى مركز سُهُول المجر»، وكان تشييدُها بِالذات يهدف إلى إخضاع أمير الأفلاق بشكلٍ دائمٍ. واصطحب السُلطان معهُ إبنا ميخائيل، وهُما «رادو» و«ميخائيل الأصغر»، رهائن لِضمان التزامه السلام وعدم الاعتداء، وأُجبر هذا أيضًا على تقديم مُساعدات عسكريَّة لِلجُيُوش العُثمانيَّة وقتما يُطلب منه ذلك.

### الصُلح مع البُندُقيَّة

الجُزر التابعة لِدوقيَّة الأرخبيل في بحر إيجة. اعترف بها السُلطان مُحمَّد الأوَّل طرفًا مُستقلًا عن جُمهُوريَّة البُندُقيَّة بعد إبرامه الصُلح مع الأخيرة.

بعد عودته من حملته الأفلاقيَّة، سعى السُلطان مُحمَّد إلى مُسالمة البُندُقيَّة وإنهاء الأعمال الحربيَّة بين الدولتين، لِيتفرَّغ لِقتال المجر وملكها سيگيسموند الذي كان أصل الفتنة والبلاء في الحرب الأخيرة مع إمارة الأفلاق. فأرسل أحد وُزرائه، ويُدعى حمزة بك، إلى البُندُقيَّة، ومعهُ 200 أسير من الجُنُود البنادقة الذين وقعوا في قبضة العُثمانيين خِلال غزواتهم البحريَّة، فوصل الوزير المذكور إلى البُندُقيَّة يوم 6 مُحرَّم 820هـ المُوافق فيه 24 شُباط (فبراير) 1417م، واجتمع بِحُكومتها وطالب أعضائها بِإطلاق سراح الأسرى المُسلمين تمامًا كما أُطلق سراح أسراهم. رفضت الحُكُومة البُندُقيَّة هذا المُقترح قائلةً أنَّ هذا لا يصح كونه لا تجوز المُقارنة بين «أسرى الحرب» و«أسرى الغزوات» التي تمَّت دون إعلان الحرب، فلا يُمكن مُقايضة هؤلاء بِما لديها من أسرى عُثمانيين، على أنها قبلت إطلاق سراح كِبار السن والمرضى منهم. وبعد حوالي شهرين، أرسل البنادقة إلى سفيرهم في القُسطنطينيَّة يطلبون منه أن يسعى لِإقناع السُلطان بِقُبُول عرضهم الأوَّل لِلصُلح، وهو إحياء المُعاهدة المُبرمة مع موسى چلبي، فحاول السفير البُنُدقي مُقابلة السُلطان عدَّة مرَّات لكنَّهُ قوبل بِالرفض على الدوام، ويُعتقد أنَّ سبب ذلك هو إصرار السُلطان مُحمَّد على عرضه المُقدَّم إلى البنادقة سالف الذِكر. أمام هذا التصلُّب في المواقف، اضطرَّ البنادقة إلى أن يُوسطوا الإمبراطور البيزنطي بينهم وبين العُثمانيين؛ فقام الإمبراطور البيزنطي عمانوئيل الثاني، الذي كان يُسالم المُسلمين ويُصادق السُلطان العُثماني، بِهذا التوسُّط، فجرت مُذكَّرات مُطوَّلة، وعُقدت مُعاهدة لِلصُلح بين الطرفين، في يوم الثُلاثاء 25 جُمادى الأولى 820هـ المُوافق فيه 21 تمُّوز (يوليو) 1417م، اتُفق فيها على ما يلي:
1. تبادل أسرى الحرب من كلا الجانبين، فيُعيد البنادقة أسرى معركة قلِّيبُلِي بينما يُطلق العُثمانيين أسرى غزوة ثغر نجربونت.
2. الاعتراف بدوقيَّة أرخبيل جُزر بحر إيجة بوصفها طرف مُستقل عن البُندُقيَّة، فلا تتحمل الأخيرة وزر أعمالها العدائيَّة ضدَّ سُفن وثُغُور العُثمانيين.
3. تأكيد حقوق الطرفان: العُثماني والبُندُقي، في التجارة بِأراضي الطرف الآخر بِسلام.
4. اعتراف السُلطان مُحمَّد بسيطرة البُندُقيَّة على 38 حصنًا وجزيرة ومحلَّة، بِأسمائها الصحيحة التامَّة، في بحر إيجة وسواحل البلقان.
5. تدفع البُندُقيَّة جزية سنويَّة قدرها 100 دوقيَّة إلى السُلطان مُحمَّد مُقابل سيطرتها على مدينة ليپانت، و200 دوقيَّة أُخرى لقاء سيطرتها على ثُغُور ليشة ودرشت وإشقودرة في الأرناؤوط.

وبِتمام الصُلح، استقرَّت أوضاع الدولة العُثمانيَّة على أطرافها الجنوبيَّة المُطلَّة على البحر المُتوسِّط، وعادت السُفن البُندُقيَّة تُبحر وتُتاجر مع مُدنها، وأضحى بِإمكان السُلطان مُحمَّد أن يُوجِّه اهتمامه ناحية المجر.

### الحملة على المجر

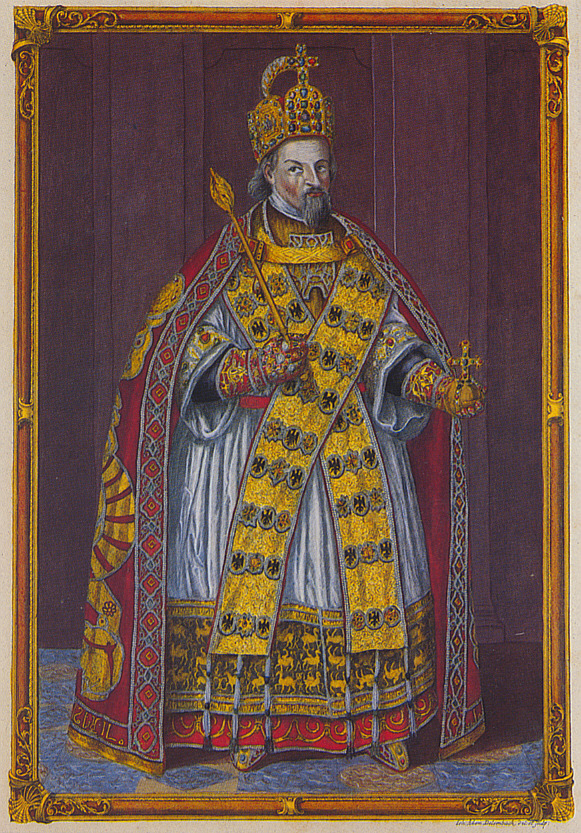
ملك المجر وألمانيا ثُمَّ إمبراطور الرومانيَّة المُقدَّسة، سيگيسموند اللوكسمبورغي.

كان ملك المجر سيگيسموند اللوكسمبورغي، قائد حملة نيكوبُلي الصليبيَّة، قد تُوِّج ملكًا على ألمانيا وإمبراطورًا لِلرومانيَّة المُقدسة يوم 23 شعبان 817هـ المُوافق فيه 8 تشرين الثاني (نوڤمبر) 1414م، بعد أن اختاره الأُمراء الناخبون لِخلافة الملك روبرت الڤيتلسباخي والإمبراطور كارل الرابع، على التوالي. وقد أعلن سيگيسموند استمرار عدائه لِلعُثمانيين عندما أوعز لِلأمير الأفلاقي بِخلع طاعتهم كما أُسلف، ثُمَّ ساعده في السيطرة على بعض المُدن التي كان العُثمانيُّون قد فتحوها؛ ولمَّا أصبح إمبراطورًا، جمع بين مُلك المجر وألمانيا وبوهيميا والكروات، وأصبح بين يديه قُوَّةً عسكريَّةً كبيرة قادرة على تهديد العُثمانيين في بلاد شمال الطونة، لِذا كان على السُلطان مُحمَّد اتخاذ التدابير اللازمة حيال تفاقم هذا الخطر. رتَّب السُلطان هجماتٍ مُنظمةٍ على الأردل (ترانسلڤانيا) عِقابًا لِسيگيسموند، فجهَّز جيشًا جرَّارًا ولَّى إمارته القائد إسحٰق بك، وهو أحد القادة العسكريين العُثمانيين المُخضرمين، من الذين خاضوا معارك عديدة تحت راية السُلطان بايزيد الأوَّل، وعيَّنه أميرًا على سنجق إسكوپية الحُدُودي لِيكون بِالمرصاد لأي مُحاولة تقدُّمٍ أوروپيَّة. في تلك الفترة كان سيگيسموند قد أعدَّ جيشًا صليبيًّا قوامه حوالي 15,000 مجريّ، وسيَّره تحت إمرة اثنين من قادته وفي نيَّته ضم البشناق إلى ممالكه، ولمَّا كان هذا الحراك العسكريّ قريبًا من الحُدُود العُثمانيَّة، فقد سار إسحٰق بك على رأس جيشه المُكوَّن من 15,000 جُندي، حتَّى بلغ مدينة دوبوية البُشناقيَّة حيثُ انضمَّ إليه عدَّة أُمراء على رأس 10,000 جُندي، وقد تهيؤا لِلدفاع عن بلادهم ضدَّ المجريين. تقابل الجمعان في المدينة المذكورة حيثُ أنزل إسحٰق بك هزيمةً كبيرةً بِالجيش المجري وبعثره، ووقع أغلب النُبلاء والقادة المجريين في الأسر. أخافت هذه الهزيمة أعداء العُثمانيين في البلقان، فأعلن دوق الهرسك طاعته لِلسُلطان مُحمَّد وتنازل لهُ عن بعض البلاد، وتابع إسحٰق بك زحفه ففتح بعض المناطق البشناقيَّة، وسيطر على قصبة البوسنة (سراييڤو) الصغيرة، فأمر السُلطان بِتعميرها وتجهيزها والعناية بها كي تكون مركزًا لِسُنجق البوسنة. أكمل إسحٰق بك مسيره فخرق الكروات ودخل شبه جزيرة إستريا وصار على مشارف مدينة تريستة، فجزع سيگيسموند جزعًا شديدًا وتخوَّف من سيطرة العُثمانيين على هذا الميناء التجاري المُهم، فجمع جيشًا جديدًا قوامه الألمان والمجريين وأرسله لِرد المُسلمين، لكنَّهُ مُني بِهزيمةٍ جديدة على يد القائد العُثماني، فخسر 12,000 جُنديٍ من المُشاة، و7,400 خيَّال، و3 قادة. أغرى هذا النصر إسحٰق بك، فسار إلى بلاد الأردل (ترانسلڤانيا) وضرب الحصار على مدينة بريشبوروك، فأرسل سيگيسموند جيشًا من النمسا لِفك الحصار، فاشتبكوا مع العُثمانيين وأرغموهم على فك الحصار، ولقي إسحٰق بك حتفه في هذه المعركة، على أنَّ الجيش العُثماني لم يتراجع، فحوَّل زحفه شرقًا ودخل منطقة بيسارابيا وحاصر قلعة آق كرمان لكنَّهُ لم يتمكن من فتحها، ثُمَّ حوَّل الجيش مسيره جنوبًا مُجددًا حتَّى دخل منطقة دبروجة، وأكمل فتح ما تبقَّى من بلادها، وفرض عليها روابط أمتن مع الدولة العُثمانيَّة. تمخَّضت هذه الحملة بِالعديد من الأسرى والغنائم، وأنهكت الملك المجري وجُيُوشه، فطلب الصُلح من العُثمانيين، وأجابه إليه السُلطان مُحمَّد، بعد أن أثبت له أنَّ الدولة العُثمانيَّة ما زالت قويَّة وقادرة على ردع القوى المُناوئة لها.

### فتح أفلونية

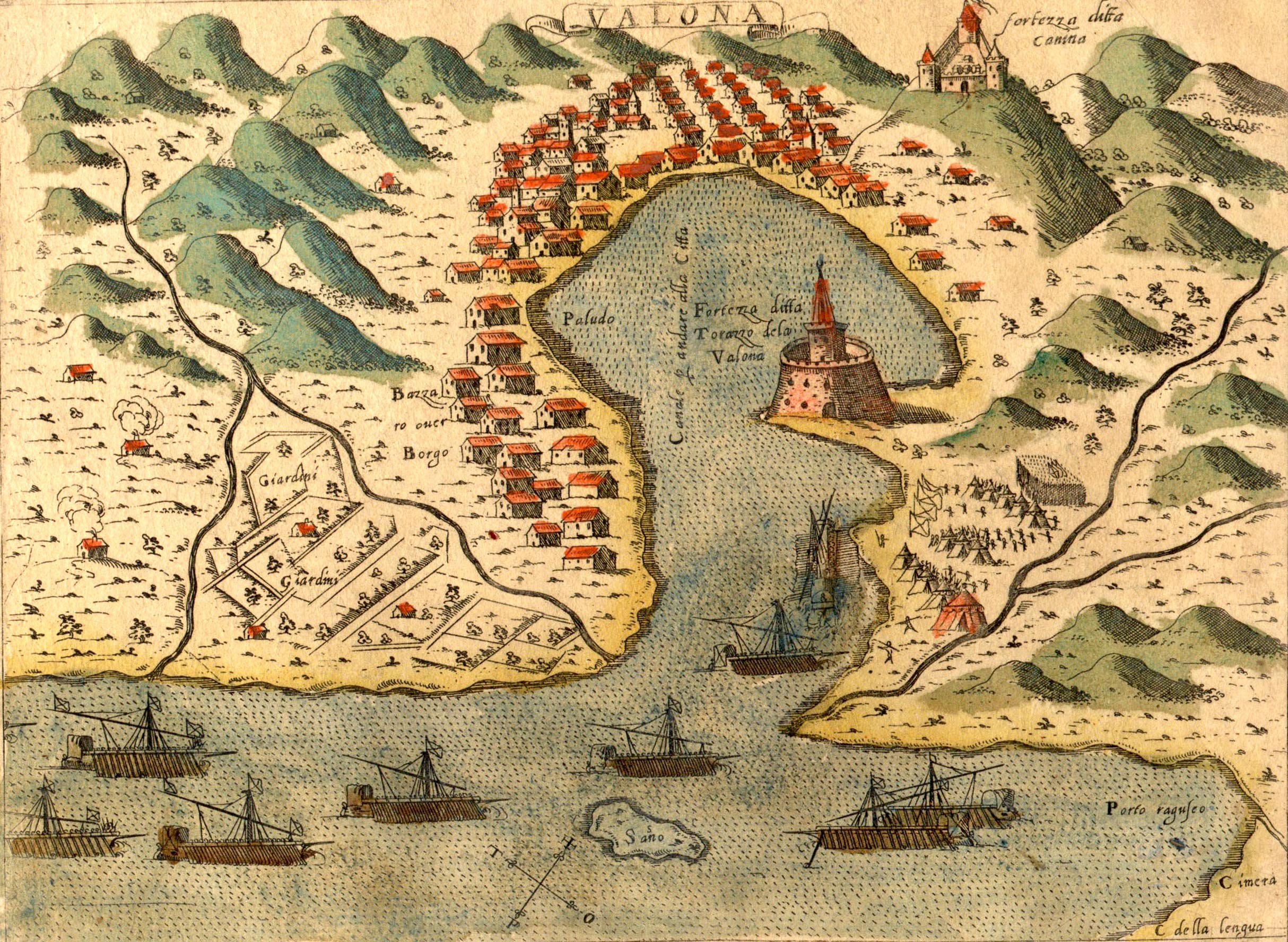
رسمٌ قديمٌ لِأفلونية وقلعتها.

بعد تأمينه الجبهة المجريَّة، تطلَّع السُلطان مُحمَّد مُجددًا صوب الأرناؤوط، وذلك لأنَّ إحدى إماراتها، وهي إمارة أفلونية، كانت تمر بِأزمةٍ سياسيَّةٍ شديدة، إذ تُوفي أميرُها وتولَّت أرملته «رجينا بالشا» شُؤون الحُكم، ولم تُحسن مُهمَّتها، فرأى السُلطان في ذلك فُرصةً مُلائمةً ينبغي استغلالها لِضم تلك الإمارة إلى الممالك العُثمانيَّة.
ولمَّا شعرت الأميرة سالِفة الذِكر بِعزم العُثمانيين على ضم بلادها إلى دولتهم، وأدركت عجزها عن مُقاومتهم، راسلت البنادقة وعرضت عليهم تسليمهم الإمارة مُقابل 10,000 دوقيَّة، ولمَّا كانت البنادقة يرغبون بِالسيطرة على هذه المنطقة مُنذُ زمن في سبيل الحيلولة دون وُصُول العُثمانيين إلى البحر الأدرياتيكي، فقد قبلوا هذا العرض، على أنَّهم اعترضوا على المبلغ المطلوب وطالبوا تخفيضه إلى 8,000 دوقيَّة، لكنهم لم يتمكنوا من تقديم مُقترحهم هذا، إذ سيطر العُثمانيُّون على أراضي الإمارة المذكورة، وفتحوا عاصمتها في الوقت الذي كان فيه الوفد البُندُقي مُتوجهًا إليها. وقد بقيت هذه البلاد جُزءًا من الدولة العُثمانيَّة لِما يزيد عن أربعمائة سنة، حتَّى خرجت من حوزتها سنة 1912م نتيجة حرب البلقان الأولى.

## حركة الشيخ بدر الدين

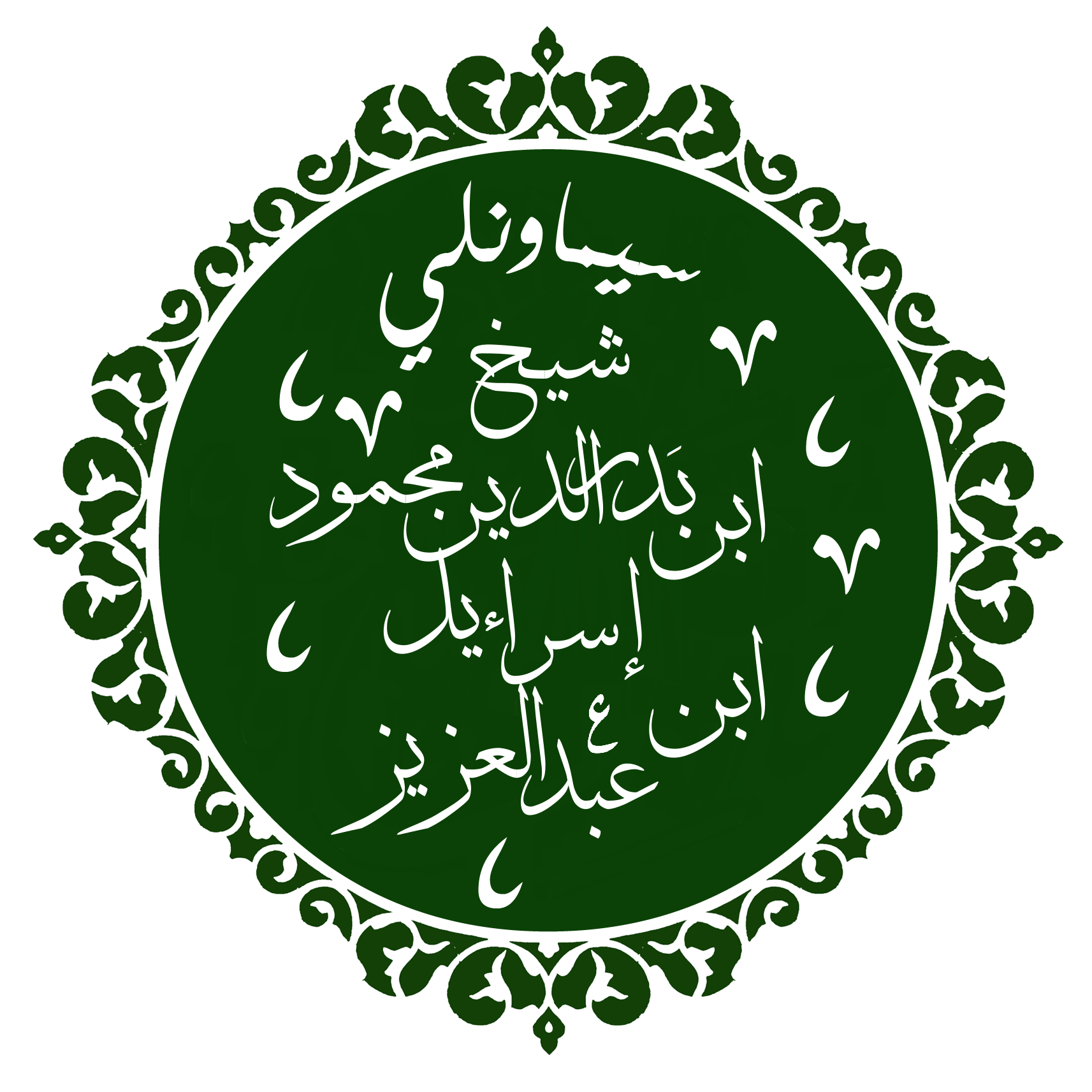
تخطيط اسم الشيخ بدر الدين محمود.

لم يكد السُلطان مُحمَّد الأوَّل يفرغ من حملاته في أوروپَّا ويُعيد لِلدولة هيبتها، ويضعها على الطريق الذي سيُرجع لها مجدها وقُوَّتها الكبيرة السابقة، حتَّى ظهرت لهُ مُشكلة جديدة على درجةٍ عاليةٍ من الخُطُورة، تتمثَّل بِعصيان قاضي العسكر السابق، زمن الشاهزاده موسى چلبي، الشيخ بدر الدين محمود بن إسرائيل السماوني، الذي عاد السُلطان مُحمَّد وعزله ثُمَّ نفاه إلى أزنيق ووضعه في الإقامة الجبريَّة بعد أن رتَّب لهُ معاشًا يليقُ به، كما أُسلف. ينحدرُ الشيخ بدر الدين من سلاجقة الروم، على الأغلب، فوالده ابن أُخت السُلطان السُلجُوقي علاءُ الدين كيقباد بن فراموزس، ووُلد ابنه بدر الدين في زمن السُلطان مُراد الأوَّل بِقرية «سماونة»، وهي إحدى قُرى أدرنة، التي عُيِّن أبوه قاضيًا لها وأميرًا على عسكر المُسلمين فيها، وكان فتح تلك القرية على يديه أيضًا لمَّا رافق السُلطان المذكور في حملته على اليونان. تلقَّى بدر الدين عُلُومه الأولى على يد والده، فحفظ القُرآن، ثُمَّ ذهب إلى أدرنة حيثُ تتلمذ على يد المولى المُشتهر بِالشَّاهدي، وتعلَّم الصرف والنحو على يد المُلَّا يُوسُف، ودرس على يد قاضي بورصة مُحمَّد أفندي والعلَّامة فيض الله في قونية، فتلقَّى من الأخير عُلُومًا شتَّى ومنها الفلك. انتقل بعد ذلك إلى مصر وأكمل دراساته العُليا في الجامع الأزهر، فقرأ على يد الشريف الجُرجاني والعالم مُبارك شاه المنطقي، وحجَّ مع هذا الأخير سنة 758هـ، وقرأ بِمكَّة على يد الشيخ جمال الدين الزيلعي، ثُمَّ تابع دُروسًا في التصوُّف على يد الشيخ حُسين الأخلاطي الساكن بِمصر وقتئذٍ، وبِتأثيرٍ من هذا الرجُل مال بدرُ الدين إلى التصوُّف وأولع بِالإلهيَّات والفلسفة والمنطق، وأصبح مُعلمًا لِوليِّ العهد زين الدين فرج بن برقوق، فكان عالمًا مُحترمًا بِمعايير التُراث الإسلامي السُني الواسع. لكنَّ تصوُّف الشيخ بدر الدين قاده بعيدًا، فأرسله مُعلِّمه حُسين الأخلاطي إلى تبريز لِلإرشاد، ولمَّا استقرَّ فيها دخل في نقاشاتٍ علميَّةٍ مع العُلماء الإيرانيين، فاعترفوا بِفضله، وقرَّبهُ تيمورلنك إليه بعد أن أُعجب بِسعة علمه، فأكرمه ومنحهُ مالًا جزيلًا. وعاش مُدَّةً في مدينة قزوين، المعروفة بِشُيُوع الأفكار الباطنيَّة فيها. وبعد موت أُستاذه حُسين الأخلاطي في مصر، عاد إليها، وعرج في طريقه على العراق حيثُ زار العتبات المُقدَّسة، ولمَّا وصل القاهرة خلف أُستاذه في رئاسة زاويته لِمُدَّة ستَّة أشهر، ما لبث بعدها أن غادر مصر إلى بيت المقدس فدمشق فحلب، ثُمَّ عاد إلى الأناضول مع جُيُوش تيمورلنك المُتوجهة لِقتال العُثمانيين بِقيادة السُلطان بايزيد.

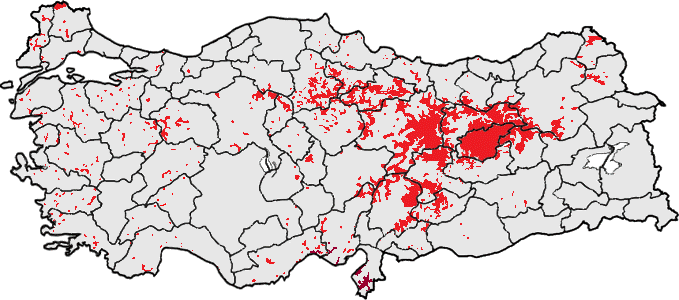
مناطق توزُّع النُصيريين في آسيا الصُغرى. جال الشيخ بدر الدين على الكثير من هذه المناطق أثناء رحلة عودته من مصر إلى الأناضول، وعاش في بعضها لِفترةٍ من الزمن، خلال الفترة التي شهدت حُروبًا بين أبناء السُلطان بايزيد وأزماتٍ معيشيَّةٍ عديدة عانى منها الناس نتيجة غزوات المغول ونكسة أنقرة. فكانت حركته بِمثابة ثورة سياسيَّة - اجتماعيَّة - اقتصاديَّة.

عند هذه النُقطة، بدأت مرحلة جديدة من حياة الشيخ بدر الدين، حيثُ عاش وطاف في بلادٍ أغلب أهلها من النُصيريين في آسيا الصُغرى والبلقان، مثل بعض بلاد إمارتيّ القرمان وكرميان، ومغنيسية ودلِّي أورمان، كما كان الكثير من أهالي البلاد الأُخرى مسيحيين بقوا على دينهم بعد أن افتُتحت بلادهم، ومنهم الروم والبُلغار والصربيين والأفلاقيين والأرناؤوطيين، وكانوا ما يزالون في مرحلة التثاقف مع المُسلمين والتعرُّف على الدين الإسلامي، فعرفت تلك المُجتمعات أحاسيس دينيَّة مُتضاربة، زادها تضارُبًا التزاوج المُختلط بين الرجال المُسلمين والنساء المسيحيَّات، أو بين الرجال المسيحيين الذين أشهروا إسلامهم وتزوَّجوا بِنساءٍ مُسلماتٍ، وهُم ما زالوا غير مُنخرطين تمامًا في الثقافة الإسلاميَّة، وما زالت المُؤثرات الثقافيَّة الروميَّة العريقة مُتجذرة في نُفُوسهم. وإلى جانب هؤلاء، عاشت جماعاتٌ من اليهود السفارديين الهاربين من محاكم التفتيش في الأندلس، وانخرطت في هذا المزيج العجيب من الأقوام والأديان واللُغات والثقافات، ويبدو أنَّ الجميع تنازعتهم الحاجة إلى ملء فراغهم الروحي، أو تبديد هواجسهم العميقة، أو الاستجابة لمن يدعوهم إلى مُعتقدٍ جديد. وقد دأب السلاطين العُثمانيين، مُنذُ عهد السُلطان أورخان بن عُثمان، على عقد الندوات الدينيَّة لاستمالة ودعوة الرعايا الجُدد من أهالي المناطق المفتوحة إلى الإسلام، فكانوا يسدُّون فراغهم الروحي بِهذه الطريقة ويضمنون عدم حُصُول اضطرابات ثقافيَّة أو فكريَّة بِقدر الإمكان، لكنَّ هزيمة أنقرة وتزعزع أركان الدولة، وقتال أبناء بايزيد، ثُمَّ انصراف السُلطان مُحمَّد إلى إعادة هيبة دولته، ترك مجالًا لِبعض الأشخاص الآخرين كي يتولُّوا هذه المُهمَّة. ومن هذا المُنطلق، شكَّل الشيخ بدر الدين جماعةً من المُريدين لمَّا عاد إلى أدرنة، وتقرَّب من الشاهزاده موسى چلبي، الذي تأثَّر بِأفكاره وعلمه، فعيَّنهُ قاضيًا لِلعسكر كما أُسلف، ثُمَّ سقط معه ونُفي إلى أزنيق، لكنَّهُ فرَّ من مكان إقامته ولجأ إلى أمير قسطموني عزُّ الدين إسفنديار بك الجندرلي، وحاول الهُروب إلى بلاد التتر بِالقرم، فلم يأذن لهُ إسفنديار خوفًا من السُلطان مُحمَّد، فأرسله إلى بلدة «زغرة» بالروملِّي، حيثُ أخذ يدعو إلى مذهبه القائم على المُساواة بين الأديان السماويَّة الثلاثة: الإسلام والمسيحيَّة واليهوديَّة.

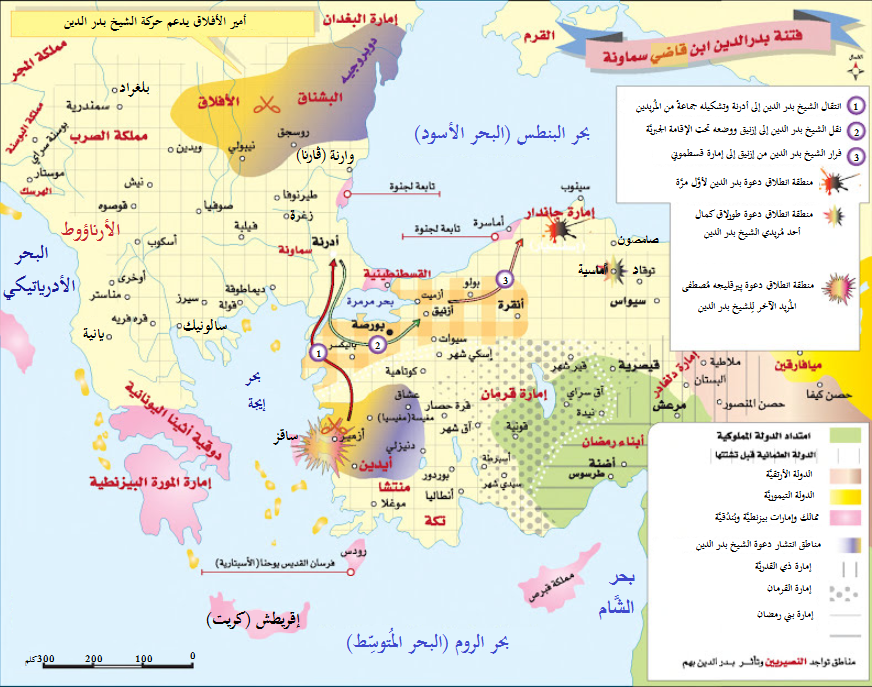
خريطة تُظهر حركة تنقُّل الشيخ بدر الدين ومناطق انطلاق دعوته في كُلٍ من الروملِّي والأناضول، ومناطق انطلاق حركة مُريداه طورلاق كمال وپيرقليجه مُصطفى.

والواقع أنَّ الشيخ بدر الدين كوَّن فلسفةً خاصَّةً به: باطنيَّة صوفيَّة اجتماعيَّة، وكانت نظرته إلى الدُنيا وقضاياها وما يجري فيها من أحداث مُمتلئة بِالشك، لِذا مال فكره إلى الواقعيَّة، ونظر إلى الله والعالم على أنهما واحد، وتضمَّن مُؤلَّفه الشهير، وهو «كتاب الواردات»، أهم أفكاره القائمة على: وحدة الوُجُود، وإنكار الجنَّة وجهنَّم ويوم القيامة والملائكة والشياطين، وقصَّر الشهادة على نصفها الأوَّل أي «لا إله إلَّا الله» وحذف نصفها الثاني أي «مُحمَّد رسول الله»، ودعا إلى الزُهد المُطلق والمهدي المُنتظر. وقال بِتطوُّر الشريعة الإسلاميَّة كُلَّما تغيَّر العصر، وسعى إلى تحقيق المُساواة من واقع إلغاء الملكيَّة الفرديَّة، وقال إنَّ الثروات ملكٌ لِلشعب، فكان فكره أشبه بِالفكر الاشتراكي الذي ظهر في الغرب بعد بضعة قُرُون، واتهم الطبقات الغنيَّة بِأنها تتوارى وراء الأديان من أجل مصالحها، وكان يقوم بِنفسه بِالتجوال بين الناس، مُلاحظًا ودارسًا لِبُنية المُجتمع، وخلص إلى أنَّ لا حقَّ لِأحد في حرمان الناس من استخدام الأرض التي هي ملك الله، واتهم أصحاب الإقطاعات المُتكاثرة في الأناضول والروملِّي بِالتسلُّط واستغلال الناس. ومن هُنا بدأت حملة الشيخ بدر الدين ضدَّ الإقطاع مُستندةً على مُرتكزٍ سياسيٍّ، فاستغلَّ الأوضاع السياسيَّة المُضطربة في البلاد العُثمانيَّة وفراغ السُلطة، بعد نكسة أنقرة، ثُمَّ أتبع حملته من الناحية الاقتصاديَّة بِأنَّ توالي الحُرُوب الأهليَّة بين أبناء بايزيد الأوَّل أدَّى إلى خراب الكثير من القُرى، وإتلاف المزروعات، فانتشرت البطالة وعمَّ الفقر والظُلم الطبقات الشعبيَّة، وتعطَّلت الحياة الاقتصاديَّة. وازداد سخط الطوائف على ما آلت إليه الحالة الاجتماعيَّة من تردٍّ، يُضاف إليها الاضطراب الفكري والثقافي الذي كانت تعيشه، فكان من الطبيعي أن تتعلَّق بِمُخلِّص، وكان الشيخ بدر الدين أفضل من يقوم بِهذا الدور، وذلك بِقدر ما كان وجيهًا ومُنحدرًا من أوساط تتمسَّك بِنقاء العقيدة، وأيَّده السپاهيَّة وأصحاب التيمارات الذين حُرموا من تيماراتهم، وظاهره النصارى من أرباب الإقطاعات، وسانده اليهود، إذ انتشرت دعوته بين نصارى الدولة بِشكلٍ واسعٍ جدًا، كما انتشرت بين اليهود بِنسبةٍ أقل، وكذلك بين المُسلمين. ويُؤكِّد هذا الكلام المُؤرِّخ الرومي «دوكاس» الذي كان يعيش قريبًا من المناطق التي انطلق منها الثُوَّار، حيثُ تابع الأحداث الجارية، وقتئذٍ، باهتمامٍ بالغٍ، فيقول أنَّ ثورة بدر الدين لقيت تأييدًا قويًّا من الجماهير المسيحيَّة ومن خالطها، إذ بدا عليها الارتباك والتعثُّر حيال المسائل الدينيَّة؛ ولِذلك فقد سعت لِإيجاد وسائل لِلتعايش السلمي. خصَّ أتباع الشيخ بدر الدين زعيمهم هذا بِالنُبُوَّة، فقادهم في ثورته على الدولة العُثمانيَّة بِهدف امتلاك العالم وتقسيمه بينهم بِقُوَّة العلم وسر التوحيد، وإبطال قوانين أهل التقليد ومذهبهم وتحليل بعض المُحرَّمات، فكان يقول: «إِنِّي سَأَثُورُ مِن أَجلِ امتِلَاكِ العَالَم، وَبِاعتِقَادَاتِي ذَاتِ الإِشَارَاتِ الغَيبِيَّةِ سَأُقسِمُ العَالَمَ بِينَ مُرِيدِيِّ بِقُوَّةِ العِلمِ وَسِرِّ التَوحِيدِ، وَسِأُبطِلُ قَوَانِينَ أَهلِ التَقلِيدِ وَمَذهَبِهِم، وِسَأُحَلِّلُ - بِاتِسَاعِ مَشَارِبِي - بَعضَ المُحَرَّمَاتِ». وساعده في نشر أفكاره مُريدان كانا على درجةٍ عاليةٍ من الحيويَّة والنشاط، أحدُهُما يُدعى «طورلاق كمال»، يُقال أنَّ أصله يهودي، وكان يدعو في جهات أماسية وفي المناطق التي يكثر فيها النُصيريُّون، والآخر هو «پيرقليجه مُصطفى» (أي صاحب العلم مُصطفى) المعروف بِـ«دەده سُلطان»، وهو مسيحي اعتنق الإسلام، وكان على علاقةٍ وطيدةٍ مع رُهبان جزيرة ساقز، ويُنادي بِالمزج بين المسيحيَّة والإسلام، وكان يدعو في مناطق إزمير وفي قره‌بورون.

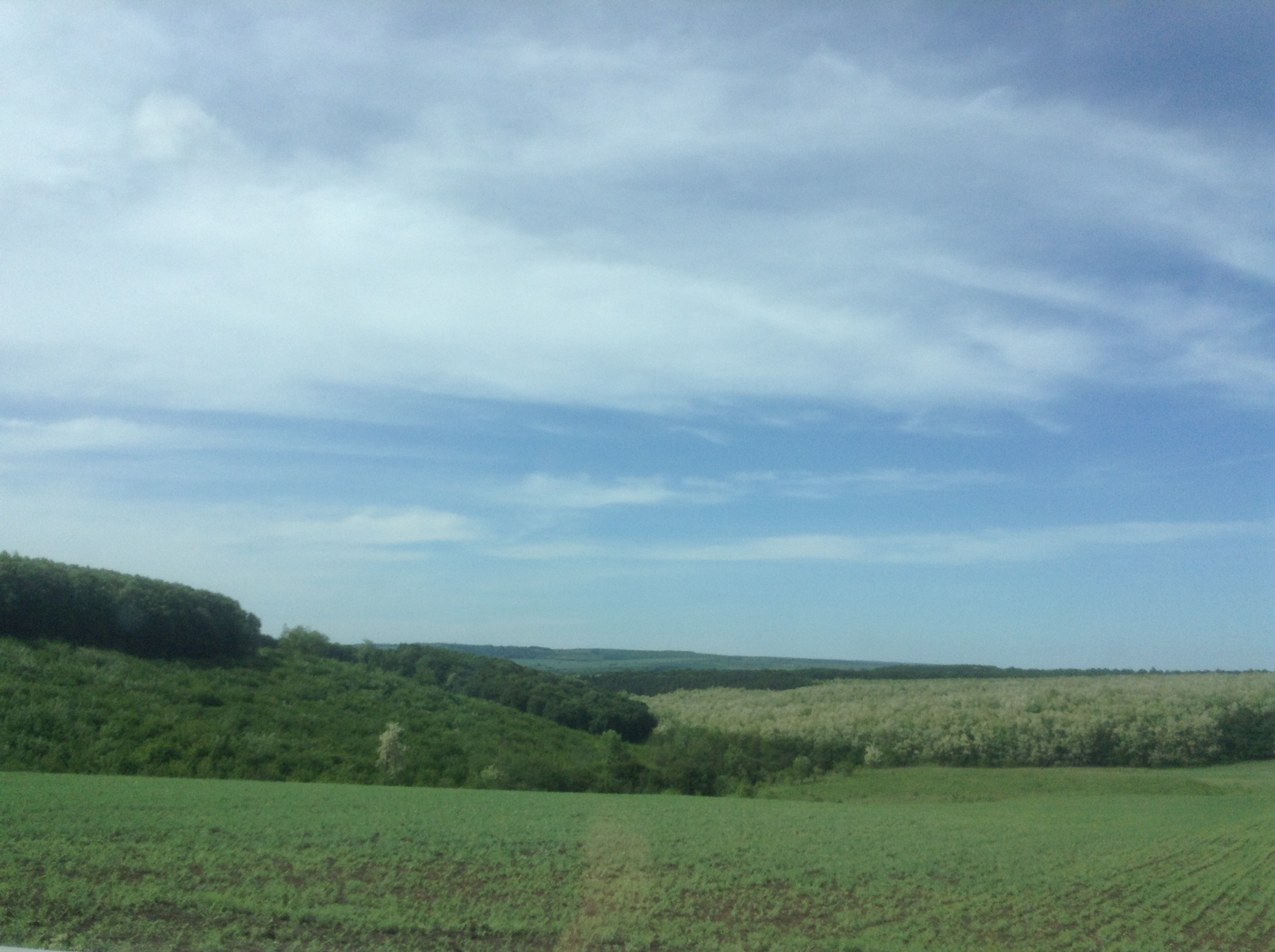
إحدى نواحي دلِّي أورمان حيثُ استقرَّ الشيخ بدر الدين في المرحلة الأخيرة من ثورته.

اتصف الشيخ بدر الدين بِالتأنِّي والحنكة السياسيَّة، فلم يُعطِ أتباعه إشارة البدء بِالثورة إلَّا عندما كانت الدولة مُنهمكة في لمِّ شعثها وهي غارقةٌ في بحرٍ من الفوضى والدماء، فأوعز إلى مُريده طورلاق كمال بِالبدء بِالثورة في مغنيسية وآيدين، وفي الوقت نفسه راح پيرقليجه مُصطفى يجمع الأتباع حوله في جبل أستيلاريوس عند الطرف الجنوبي من خليج إزمير، في قره‌بورون، وأغار على المناطق المُجاورة. وتمادى الثائرون في غاراتهم حتَّى أضحت تُهدد أمن الدولة، فأخذوا في نشر مذهبهم بِالقُوَّة وتعرَّضوا لِلناس والأموال، وقتلوا الآلاف، فخيف على الدولة العُثمانيَّة من امتداد المذهب الجديد، مما دفع السُلطان مُحمَّد إلى إعطاء الأوامر لِقادته لِلتصدي لِلحركة ومن يقودها. وعلى الرُغم من أنَّ بيزنطة كانت تُؤيِّد هذه الحركة بِقُوَّة، رُغم السلام القائم بينها وبين السُلطان العُثماني، أملًا منها في تقويض الدولة العُثمانيَّة واجتثاثها من جُذُورها، إلَّا أنَّ الكنيسة الروميَّة الأرثوذكسيَّة عارضتها كونها هدَّدتها كما هدَّدت الدولة العُثمانيَّة، وساهم رجالُ الدين الروم الأرثوذكس في مُقاومة الشيخ بدر الدين وأتباعه والحيلولة دون تمدد مذهبه.
أمر السُلطان حاكم إزمير إسكندر بن يُوحنَّا شيشمان، ابن آخر قياصرة البُلغار، الذي اعتنق الإسلام، بِالتصدي لِلثائرين في منطقة إزمير، وكان پيرقليجه مُصطفى مُتحصنًا في شعاب جبل أستيلاريوس، فسار إليه إسكندر على رأس جيشٍ جرَّار، وما أن تلاقى الجيشان حتَّى انهزم جيش السُلطان وقُتل قائده المذكور، ولمَّا علم مُحمَّد الأوَّل بما أصاب جيشه، حشد جيشًا آخر وولَّى على قيادته الصدر الأعظم بايزيد باشا الأماسيلِّي والشاهزاده مُراد، وكلَّفهُما بِمُحاربة الثائرين. والتقى الجيش العُثماني بِجيش الثائرين في ضواحي إزمير وتغلَّب عليه، ووقع پيرقليجه مُصطفى وكثيرًا من أتباعه في الأسر، فأقام عليهم الصدر الأعظم حد الحرابة وقتلهم جميعًا، ثُمَّ تحوَّل نحو مغنيسية حيثُ تصدَّى لِطورلاق كمال، فهزمه وقبض عليه وصلبه.

اقتياد الشيخ بدر الدين إلى المشنقة لِتنفيذ حُكم الإعدام به.

وهكذا أُخمدت الثورة بعد انتشارها بِشكلٍ خطر، ما دفع الشيخ بدر الدين إلى الفرار نحو دبروجة، واستقرَّ في بلدة دلِّي أورمان البُلغاريَّة، لِيُدير الثورة منها، والمعروف أنَّ هذه المنطقة كانت مأوى لِلباطنيَّة، وتعُجُّ بِأتباع بابا إسحٰق، الذي قاد ثورةً باطنيَّةً مُسلَّحةَ ضدَّ سلطنة سلاجقة الروم في سنة 638هـ المُوافقة لِسنة 1240م، وفي هذه البلدة توسَّعت حركة عصيان الشيخ مُجددًا وتقوَّت بِفضل ما حصلت عليه من دعمٍ ماديٍّ وعسكريٍّ من أمير الأفلاق ميرݘه الأوَّل، وعندما سمع السُلطان مُحمَّد بِذلك قام بِنفسه لِحرب الشيخ بدر الدين، واتخذ من مدينة سيروز مركزًا لِقيادته، وأرسل جيشًا إلى الشيخ فقاتله وهزمه، وفرَّ الأخير بعد هزيمته وحاول أن يتوارى عن الأنظار، إلَّا أنَّ اثنين من قادته خاناه وسلَّماه لِلسُلطان. وعندما تقابل الرجُلان قال السُلطان مُحمَّد لِلشيخ: «مَا لِي أَرَى وَجهَكَ قَد اصفّرَّ؟»، فأجابه: «إِنَّ الشَّمسَ يَا مَولَاي، تَصفَرُّ عِندَمَا تَقتَرِبُ مِنَ الغُرُوبِ». أُقيمت مُناظرة علميَّة حُرَّة بين الشيخ بدر الدين وعُلماء الدولة الكبار، ثُمَّ أُقيمت محكمة شرعيَّة، ترك القُضاة فيها الكلمة الأخيرة لِلمُتهم نفسه لِيُصدر الحُكم الشرعي الذي يراه. وأصدر الشيخ بدر الدين حُكمه بِنفسه على نفسه، وكان الإعدام. وأفتى المولى بُرهانُ الدين حيدر بن مُحمَّد الخوافي الهروي أنَّ دم الشيخ بدر الدين حلال استنادًا إلى الحديث النبويّ: «مَنْ أَتَاكُمْ وَأَمْرُكُمْ جَمِيعٌ عَلَى رَجُلٍ وَاحِدٍ، يُرِيدُ أَنْ يَشُقَّ عَصَاكُمْ، أَوْ يُفَرِّقَ جَمَاعَتَكُمْ، فَاقْتُلُوهُ»، أمَّا ماله فحرام، فلم يمس أحدٌ من رجال السُلطة ماله، ثُمَّ أُعدم شنقًا على شجرةٍ في مدينة سيروز، وبِمقتله انتهت ثورة الباطنيَّة ضدَّ الدولة العُثمانيَّة.

## ظُهور الشاهزاده مُصطفى بن بايزيد
لم يكد بال السُلطان مُحمَّد يهدأ بعد انتصاره على الشيخ بدر الدين وأشياعه حتَّى ظهر أخوه مُصطفى فجأة بعد غيابٍ دام 16 سنة، وهو الأخ الذي لم يوقف لهُ على أثرٍ بعد واقعة أنقرة التي أُسر فيها السُلطان بايزيد الأوَّل. لا توجد معلومات مُؤكدة عن حياة مُصطفى وأعماله خِلال سنوات اختفائه، لكن يُعتقد أنَّهُ وقع في أسر المغول بعد معركة أنقرة، فأرسله تيمورلنك إلى سمرقند في ما وراء النهر، وأُطلق سراحه بعد وفاة تيمور سنة 1405م، ويُعتقد كذلك أنَّ شاهرُخ بن تيمور أطلق سراح مُصطفى چلبي عن قصد، إذ اعتبر أنَّ تعزيز مُحمَّد الأوَّل لِلوحدة العُثمانيَّة في الأناضول تحديًا لِلدولة التيموريَّة، ولِذلك أطلق سراح أسيره في مُحاولةٍ لِإشعال الفوضى الدبلوماسيَّة، وردًا على تصرُّفات شاهرُخ كتب السُلطان مُحمَّد رسالة له قال فيها أنَّ تجزُّؤ الدولة العُثمانيَّة لن يُفيد أحدًا غير أعداء الإسلام. وبجميع الأحوال، فقد عاد مُصطفى چلبي إلى بلاده واستقرَّ في مدينة نيغدة بِالأناضول، التابعة لِإمارة القرمان. واختفى خلال مُدَّة صراع الإخوة، ثُمَّ التجأ إلى إمارة قسطموني، فحرَّضهُ أميرها على المُطالبة بِالعرش. ولمَّا كان مُصطفى المذكور أكبر سنًّا من مُحمَّد، فقد طالبه بِعرش آل عُثمان على اعتبار أنَّهُ الأحق به بعد وفاة والدهما، لكنَّ مُحمَّدًا لم يُصدِّق أنَّ هذا الشخص هو أخيه الحقيقي، فأعلن أنَّهُ رجلٌ مُحتال وسمَّاه «مُصطفى الدجَّال» (بالتُركيَّة العُثمانيَّة: دوزمجه مُصطفى). فما كان من مُصطفى إلَّا أن توجَّه إلى الأفلاق فحصل على تأييد أميرها ميرݘه، الذي أمدَّهُ بِجُنُودٍ سعيًا وراء إيجاد الفتن في داخل الممالك العُثمانيَّة، ثُمَّ انطلق من الأفلاق وجاء إلى مقدونية عن طريق بُلغاريا، واتصل بِالأمير جُنيد بن إبراهيم الآيديني، الذي عفا عنه السُلطان مُحمَّد سابقًا وعيَّنهُ أميرًا على سنجق نيكوبُلي، فسانده في مسعاه، وانضمَّ إليه الإمبراطور البيزنطي، وطلب مُساعدةً من البُندُقيَّة، كما انضمَّ إليه أُمراء الروملَّي والفُرسان أصحاب التيمارات والآقنجيَّة الذين عرفوه سابقًا خِلال فترة حياة والده. بعد ذلك، أعلن الشاهزاده مُصطفى الثورة على أخيه مُحمَّد، ونزل إلى الجنوب مع بعض الوحدات التي انضمَّت إليه وأغار على إقليم تسالية بِبلاد اليونان، ويبدو أنَّهُ استولى على قسمٍ من الروملِّي على الأقل وحكمها في سنة 822هـ المُوافقة لِسنة 1419م، إذ تنص بعض فهارس المسكوكات العُثمانيَّة أنَّ هُناك سكًّا فضيًّا ضُرب في أدرنة بِالسنة المذكورة باسم «مُصطفى بن بايزيد خان»، كما وُجدت مكسوكاتٍ ضُربت باسمه أيضًا في مدينة سيروز، ولِهذا السبب ترد فترة حُكم مُصطفى چلبي في فهارس المسكوكات بأنها ما بين سنتيّ 822 و825هـ المُوافقة لِما بين سنتيّ 1419 و1422م، على أنَّ عُهُود هذه الفترة من التاريخ العُثماني تبقى غامضة ومُجرياتها غير مُؤكَّدة على وجه الدقَّة.
بناءً على المصادر الروميَّة، فقد حصلت المُواجهة بين السُلطان مُحمَّد والشاهزاده مُصطفى على مشارف سالونيك، وأسفرت عن انتصار مُحمَّد الأوَّل، وفرَّ مُصطفى إلى سالونيك واحتمى بِحاكمها البيزنطي «دمتريوس لاسكاريس»، والمعروف أنَّ هذه المدينة عادت إلى كنف الإمبراطوريَّة البيزنطيَّة بعد معركة أنقرة. وطلب السُلطان من الإمبراطور البيزنطي تسليمه الشاهزاده المذكور، فأبى الإمبراطور ذلك مُعتبرًا أنَّ مُصطفى ضيف الإمبراطوريَّة وأنَّ تسليمه لا يتوافق مع شيم الأباطرة، لكنَّهُ في الحقيقة كان يعُدُّه ورقة ضغط يُمكن تحريكها في أيِّ صراعٍ مُستقبليٍّ مع الدولة العُثمانيَّة، على أنَّه وعد بِأن لا يُطلق سراحه ما دام السُلطان على قيد الحياة، فقبل السُلطان مُحمَّد هذا الاقتراح ورتَّب لِأخيه راتبًا سنويًّا مقداره 300,000 قطعة ذهبيَّة، ثُمَّ أرسله الإمبراطور لِلإقامة في جزيرة لمنى (لمنوس) ووضع عليه حراسة مُشددة. واتخذ بعض المُؤرخين العُثمانيين والعديد من مُؤرخي الروم مسألة تعيين السُلطان مُحمَّد الراتب الكبير سالف الذِكر لِمُصطفى چلبي قرينةً على صحَّة نسبه الذي ادعاه، فقالوا أنَّهُ الأخ الفعلي لِمُحمَّد الأوَّل ولم يكن مُجرَّد شخصٍ طامعٍ في المُلك. عفا السُلطان مُحمَّد عن الأمير جُنيد بن إبراهيم الآيديني مرَّة أُخرى، رُغم دوره البارز في هذه الفتنة، كما عفا عن عدَّةٍ من مُحازبيه، وذلك في سنة 1419م، لكنهُ لم يُعده إلى منصبه السابق، بل سلَّمهُ إلى الإمبراطور البيزنطي الذي وضعه تحت المُراقبة في إحدى كنائس القُسطنطينيَّة. وبذلك نجا كُلٌ من مُصطفى وجُنيد بك، وكانت هذه الفتنة آخر الحُرُوب الداخليَّة التي خضَّبت أراضي الدولة العُثمانيَّة بِدماء أبنائها بِسبب إغارة تيمورلنك عليها، وتفرَّغ مُحمَّد الأوَّل لِبناء دولته.

## وفاة مُحمَّد الأوَّل

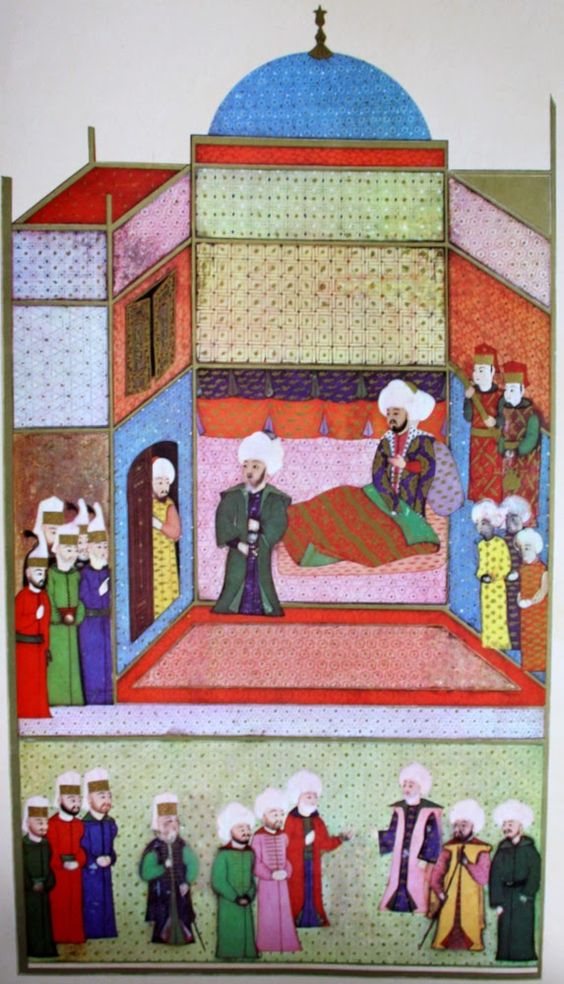
مُنمنمة عُثمانيَّة تُصوِّرُ السُلطان مُحمَّد الأوَّل طريح الفراش بعد أن داخله مرض الموت، وحوله حاشيته والوُزراء. ويبدو قادة الإنكشاريَّة في الخارج للإطمئنان على صحَّته.

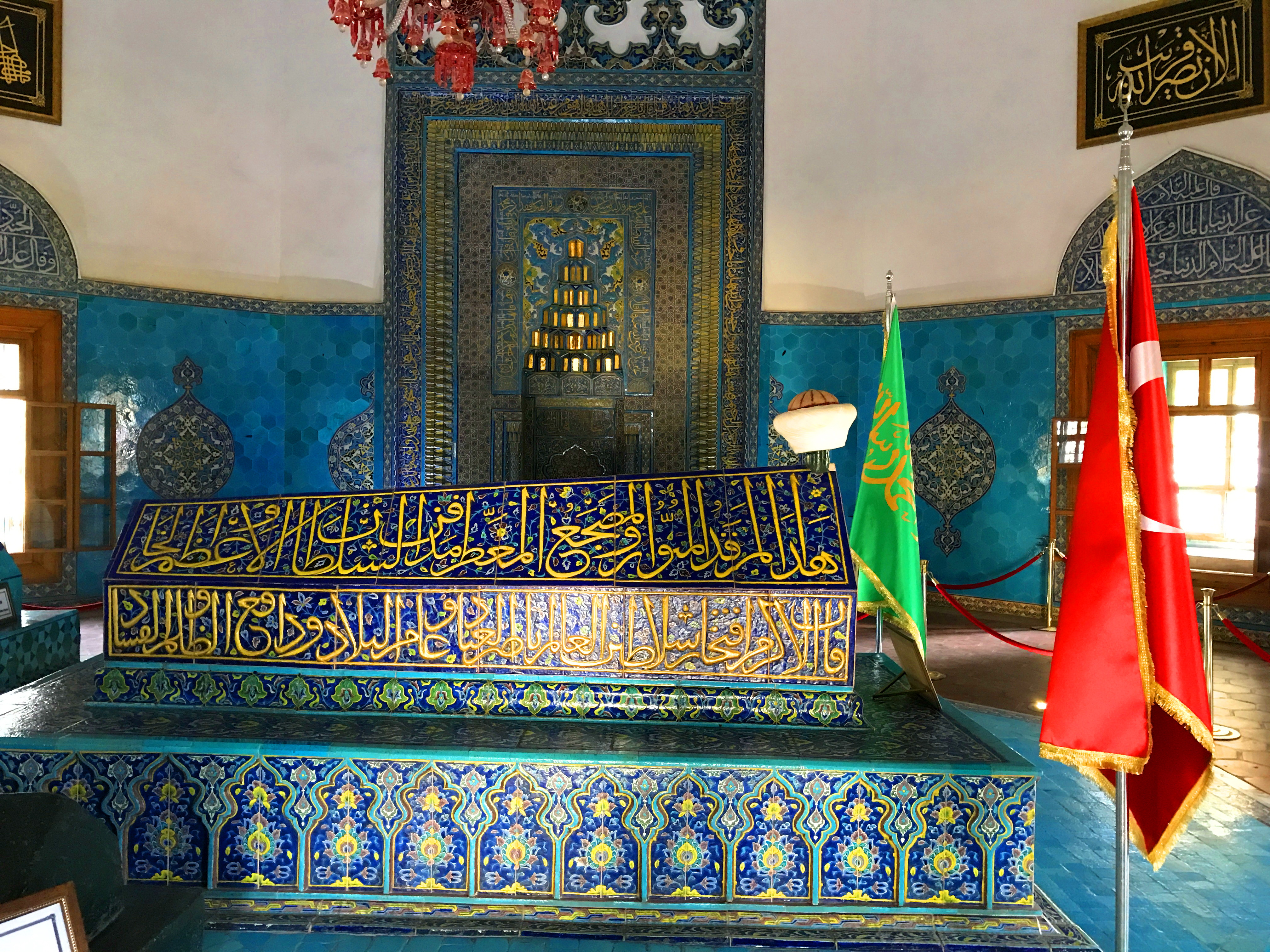
قبر السُلطان مُحمَّد الأوَّل داخل الضريح الأخضر مكتوبٌ عليه بِخط الثُلث بِزخارف البلاط الخزفي الصيني الأزرق والأخضر والأصفر:. ومن الناحية الأُخرى للقبر مكتوب:.

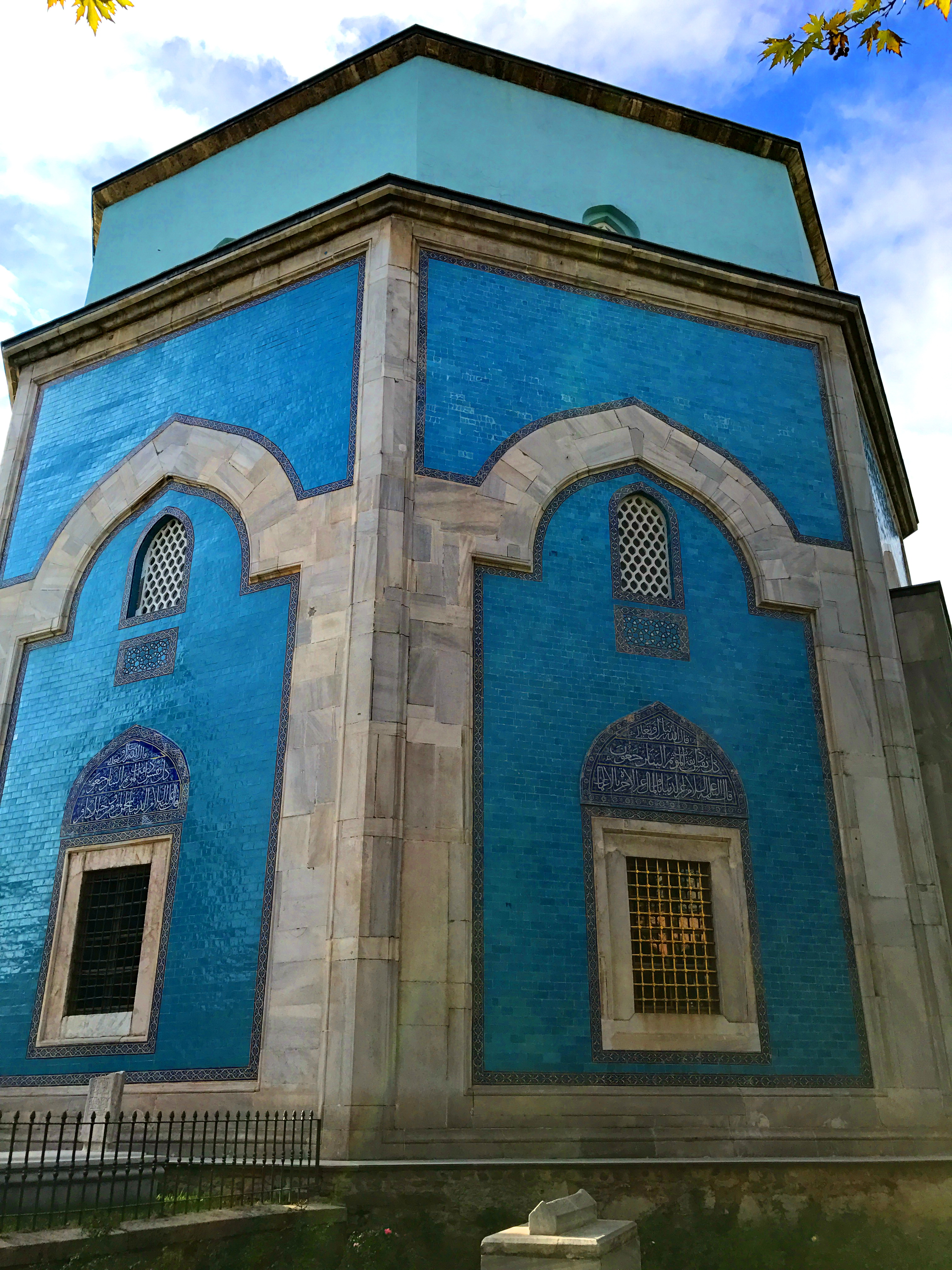
الضريح الأخضر، أو التُربة الخضراء من الخارج، وهي مدفن السُلطان مُحمَّد الأوَّل. بنى هذا الضريح المُهندس الحاج عوض باشا جوار الجامع الأخضر في بورصة.

بعدما سُوِّيت مسألة مُصطفى چلبي، توجَّه السُلطان مُحمَّد إلى القُسطنطينيَّة حيثُ زار الإمبراطور البيزنطي بِصُورةٍ رسميَّةٍ لِلمرَّة الثانية، ويُقال أنَّ بعض رجال الإمبراطور همُّوا بِالقبض على السُلطان العُثماني حينها، إلَّا أنَّ الإمبراطور لم يقبل ذلك، فرحَّب بضيفه ورافقهُ عند عودته وعبر معهُ إلى أُسكُدار، أي حتَّى حُدُود الأراضي العُثمانيَّة. أمضى السُلطان مُحمَّد فترةً من الزمن بِمدينة بورصة، بعد أن نقل تخت السلطنة إليها، حيثُ بذل قُصارى جُهده في محو آثار الفتن التي قامت في وجهه بِإجرائه الترتيبات الداخليَّة الضامنة لِعدم حُدُوث شغب في المُستقبل، وأكمل بناء الأبنية التي توقَّف العمل بها خِلال مُدَّة حرب الإخوة وما تلاها من نزاعات، ثُمَّ عاد وعبر إلى أدرنة بحرًا، عن طريق قلِّيبُلِي، وبينما كان مُشتغلًا بِالمهام السلميَّة في المدينة المذكورة، داهمهُ المرض وأقعده. ووفق إحدى الروايات فإنَّ مرض السُلطان دام ستَّة أشهر، أمَّا ماهيَّته فقد اختلفت المصادر بشأنها، فقالت إحدى الروايات أنَّهُ أُصيب بِنزلةٍ وافدةٍ أثناء تجوُّله على فرسه بِجوار أدرنة، فسقط من على الفرس وحُمل إلى قصره حيثُ حاول الأطباء مُعالجته، لكنَّهُ تُوفي في اليوم التالي مُباشرةً؛ وتقول رواياتٌ أُخرى أنَّ داء النُقطة اعتراه وهو على جواده فانكبَّ عن فرسه ومات، أو أنَّهُ مات من الإسهال، أو من مرضٍ لم يُشخَّص. وقيل أيضًا أنَّهُ أُصيب بِأزمةٍ قلبيَّةٍ خِلال رحلة صيد بِجوار أدرنة، وقيل كذلك أنَّهُ سقط عن حصانه أثناء مُطاردته خنزيرًا بريًّا في رحلة صيدٍ قُرب المدينة سالِفة الذِكر، وتأذَّى عموده الفقري، فأُصيب بِالشلل ثُمَّ تُوفي. ووفق المصادر القائلة بِقُعُود مُحمَّد الأوَّل فترةً من الزمن قبل أن يُسلم الروح، فإنَّهُ لمَّا شعر بِدُنُوِّ أجله دعا الصدر الأعظم بايزيد باشا الأماسيلِّي وقال له: «عَيَّنتُ ابنِي مُرَاد خَلِيفَةً لِي، فَأَطِعهُ وَكُن صَادِقًا مَعَهُ كَمَا كُنتَ مَعِي. أُرِيدُ مِنكُم أَن تَأتُونِي بِمُرَاد الآن لِأَنَّنِي لَا أَستَطِيعُ أَن أَقُومَ مِنَ الفِرَاشِ بَعد، فَإِن وَقَعَ الأَمرُ الإِلٰهِي قَبلَ مَجِيئِه حَذَارِيَ أَن تُعلِنُوا وَفَاتِيَ حَتَّى يِأتِي». وكان قصد السُلطان تُدارُك وُقُوع الفوضى في الدولة فيما لو أُعلنت وفاته قبل مجيء الشاهزاده مُراد الذي كان يتولَّى أماسية، خاصَّةً أنَّ مُصطفى چلبي كان سيتحرَّك مُباشرةً لِلمُطالبة بِالعرش، مما سيُدخله في نزاعٍ مع مُراد، فيسفك العُثمانيين دماء بعضهم البعض مُجددًا. ترك السُلطان مُحمَّد ثلاثة أبناءٍ آخرين إلى جانب مُراد، هم: مُصطفى الأصغر البالغ من العُمر اثنتا عشرة سنة، وكان واليًا على الحميد، ويُوسُف ومحمود، وكانا صغيرين في عهدة الصدر الأعظم بايزيد باشا، وقد أوصى والدهما في أن يتولَّى الإمبراطور البيزنطي رعايتهما، ويبدو أنه خشي من نُشُوب صراعٍ على السُلطة قد يُشكِّل خطرًا عليهما، فأراد إبعادهما عن مسرح الأحداث. تُوفي السُلطان مُحمَّد في أدرنة يوم الأحد 1 جُمادى الأولى 824هـ المُوافق فيه 4 أيَّار (مايو) 1421م، عن عُمرٍ ناهز 43 سنة. وتُشير رواية أُخرى أنَّهُ مات في يوم الإثنين 23 جُمادى الأولى المُوافق فيه 26 أيَّار (مايو) من السنتين سالِفتا الذِكر، وهُناك روايات تُشيرُ فقط إلى وفاته في شهر جُمادى الأولى المُوافق لِشهر أيَّار (مايو)، من دون ذكر اليوم، وهذا ما يظهر من النقش الموجود على قبره في بورصة.
امتثل الصدر الأعظم لِرغبة السُلطان، فتعاون مع الوزير إبراهيم باشا الجندرلي على إخفاء موت مُحمَّد الأوَّل عن الجُند حتَّى يحضر ابنه، فأشاعا أنَّ السُلطان مريض، وأمرا بِإغلاق كُل الحُدُود خوفًا من قُدُوم مُصطفى چلبي من جزيرة لمنى (لمنوس) التي هي أقرب إلى أدرنة وجُلُوسه على العرش، فلم يُذع خبر وفاة السُلطان طيلة 41 يومًا؛ بل إنَّهُ بِموجب إحدى الروايات، لم يعرف أحدٌ من الناس في أدرنة بِذلك، بل إنَّ الخبر أُخفي حتَّى عن أركان القصر، فكان هذا السُلطان أوَّل سُلطانٍ عُثمانيٍّ يُخفى خبر موته.
حُنِّط جُثمان السُلطان لِلحيلولة دون تحلُّله طيلة فترة انتظار وُصُول وليّ العهد، ولمَّا طالب الجُند بِرُؤية سُلطانهم بعد أن اختفى عنهم مُدَّةً طويلة، ولم يقبلوا عُذر الوُزراء والأعيان، أشار طبيب السُلطان الخاص المدعو «كزوزان» بِأن يُجلس السُلطان على هيئته، ويقف خلفه أحدهم في ثيابه حتَّى يُقيِّمه ويُحرِّك بعض أطرافه كأنَّهُ حي، وأن تُجعل الغُرفة مُظلمة وكأنها خُصصت لِراحة السُلطان، ثُمَّ أُذن لِمُقدِّمي العسكر في الدُخُول إلى الغُرفة لِينظروا إلى سُلطانهم، ولمَّا وصلوا إلى مُحاذاته ونظروا إليه من بعيد، دخل عليهم كزوزان الطبيب فصاح وضرب الأرض بِعمامته، وشوَّش أنظارهم بِشتائمه وصيحته، وقال لهم: «إِنَّكُم أَعدَاءَ السُّلطَان لَا تُرِيدُون صِحَّته، فَإِنَّا نُعَالِجه فَيَمِيلُ إِلَى الصِّحَّةِ، وَأَنتُم تُزعِجُونَهُ بِالتَحرِيكِ وَالإِغضَابِ». فندم المُقدِّمون على ما فعلوا من الإبرام والإلحاح، ولم يشُكُّوا بِأنَّ السُلطان حي، فخرجوا وأعلموا جُنُودهم بِهذا الاعتقاد.
وما أن وصل مُراد إلى بورصة حتَّى أُعلنت وفاة السُلطان مُحمَّد، بعد سلطنةٍ مُنفردةٍ دامت 7 سنوات و9 أشهُرٍ و26 يومًا، وإذا ما أُدخلت فترة حُكمه خِلال دور الفترة فإنَّ سلطنته تُصبح 18 سنة و9 أشهر و7 أيَّام، ثُمَّ نُقل جُثمانه إلى بورصة ودُفن مُقابل الجامع الأخضر الذي شرع بِبنائه خِلال حياته، وفي وقتٍ لاحقٍ أمر السُلطان مُراد بِتشييد ضريحٍ فوق قبر والده، وأوكل مُهمَّة تصميمه وتشييده إلى المُهندس الحاج عوض باشا، فكان أن بُني الضريح الأخضر أو التُربة الخضراء (بالتُركيَّة العُثمانيَّة: يشيل تُربه)، وأصبح معلمًا من معالم بورصة. وعند وفاة السُلطان مُحمَّد كانت الدولة العُثمانيَّة قد وصلت إلى سابق قُوَّتها وسعتها، ولو أنها لم تسترجع كامل البلاد التي افتتحها السُلطان بايزيد.

## أهميَّة مُحمَّد الأوَّل

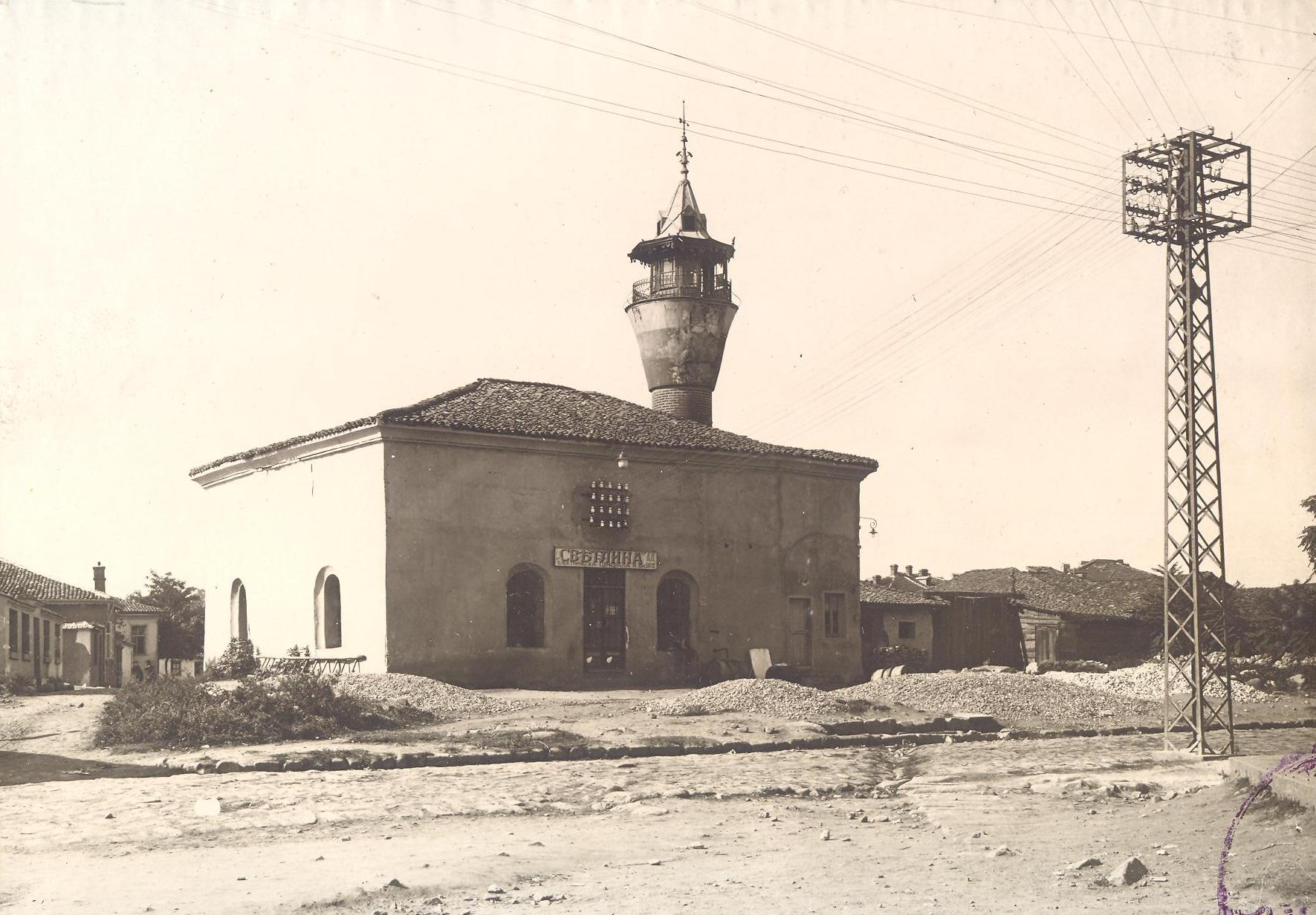
إحدى المساجد التي بناها المُسلمون في بلدة تتر بزارجق كما بدا سنة 1928م.

يُعدُّ السُلطان مُحمَّد الأوَّل المُمهِّد الفعليّ لِنُمو الدولة العُثمانيَّة على يد خليفتيه، ابنه مُراد وحفيده مُحمَّد الثاني، وعدَّهُ المُؤرخون العُثمانيُّون بِمثابة نوحٍ الذي حافظ على سفينة الدولة من الغرق حين هدَّدها طوفان الغزوات المغوليَّة والحُرُوب الداخليَّة والفتن الباطنيَّة، فاعتُبر المُؤسس الثاني لِلدولة. وعلى الرُغم من أنَّ بعض سلاطين آل عُثمان قد فاقوه شُهرة، إلَّا أنَّ ما فعله خلال فترة حُكمه القصيرة كان ما مهَّد الطريق لِهؤلاء لِيتبوَّأوا مكانتهم الكبيرة في التاريخ لاحقًا، فاستحقَّ لقب «مُمهِّد الدولة والدين»، وفي هذا المجال يقول عبدُ الرحمٰن شرف بك: «لَعَلَّ إِنجَازَات مُحَمَّد چَلَبِي تَبدُو خَافِتَةً مُقَارَنَةً بِإِنجَازَات حَفِيدِه السُّلطَان سَلِيم القَاطِع، أَو إِنجَازَات سَمِيِّه مُحمَّد الثَانِي خَان الفَاتِح، وَلَكِنَّهَا أَهَمُّ فِي مَا لَو أُخِذَت الأَوضَاعَ العَامَّة بِعَينِ الاعتِبَارِ». كانت مساحة الدولة العُثمانيَّة سنة 1402م تصلُ إلى 942,000 كلم2، وعند وفاة السُلطان مُحمَّد بلغت مساحتها 870,000 كلم2، ولا ينبغي النظر إلى الفارق (وقدره 72,000 كلم2) على أنَّهُ نقص، بل إنَّ الدولة تُعتبر قد قطعت مرحلةً كبيرةً في استرجاع الأراضي التي سلخها عنها تيمورلنك، أمَّا هذا النقص فقد نشأ أساسًا عن ظُرُوف دور الفترة وما اكتنفها من كثرة المناطق الداخلة في حماية الدولة، وهي: جُمهُوريَّة رجوسة، وإمارة الأفلاق، وقيصريَّة الصرب، وإمارات القرمان، وذي القدريَّة، وقسطموني، وتكَّة، ومنتشة، وكرميان. ساهم مُحمَّد الأوَّل - بشكلٍ غير مُباشر - في أسلمة بعض مناطق الروملِّي، عندما نقل بقايا عشائر المغول والتتر من الأناضول إلى البلقان وأسكنهم بِالقُرب من مدينة فيلِپَّة البُلغاريَّة، فأسسوا لهم بلدةً أصبحت تُعرف باسم «تتر بزارجق». أمَّا سبب نقل تلك العشائر من موطنها فكان لأنَّ التُرك العُثمانين لم يكونوا راغبين بِرُؤية المغول والتتر بِجوارهم بعد الحملة التيموريَّة، فانتشرت البغضاء والكراهيَّة بينهم، واتخذ السُلطان مُحمَّد من عدم إعلان خان التتر «منت بك» خُضُوعه وتبعيَّته له، وعدم حُضُوره لاستقباله بعد عودته من حملته على صامصون حُجَّةً لِينقله وعشائره إلى الروملِّي ويقطع دابر الفتنة، والواقع أنَّ الخان المذكور كان مُتغيبًا عن دياره يومها لِحُضُور إحدى حفلات الزفاف، لكنَّ السُلطان قال: «هَذَا عَلَامَةُ دَعوَى الاستِبْدَادِ وَالاسْتِقلَالِ، كَيفَ لَا وَهُم يَكُونُونَ فِي الأَمنِ وَالأَمَانِ فِي بِلَادِنَا وَفِي ظِلِّ دَولَتِنَا؛ فَأَخرُجُ إِلَى السَّفَرِ مَعَ العَسكَرِ فَلَا يَحضُر أَحَدٌ مِنهُم الخِدْمَة، مَعَ أَنَّ التَّتَرَ لَا يَلِيقُ أَن يَكُونُوا فِي مُلكِنَا؛ فَإِنَّهُم خَائِنُونَ ظَالِمُون». فكان من نتيجة فعله هذا أن زُرعت بذرة الإسلام في تلك الناحية من البلاد البُلغاريَّة.

## شخصيَّته وصفاته

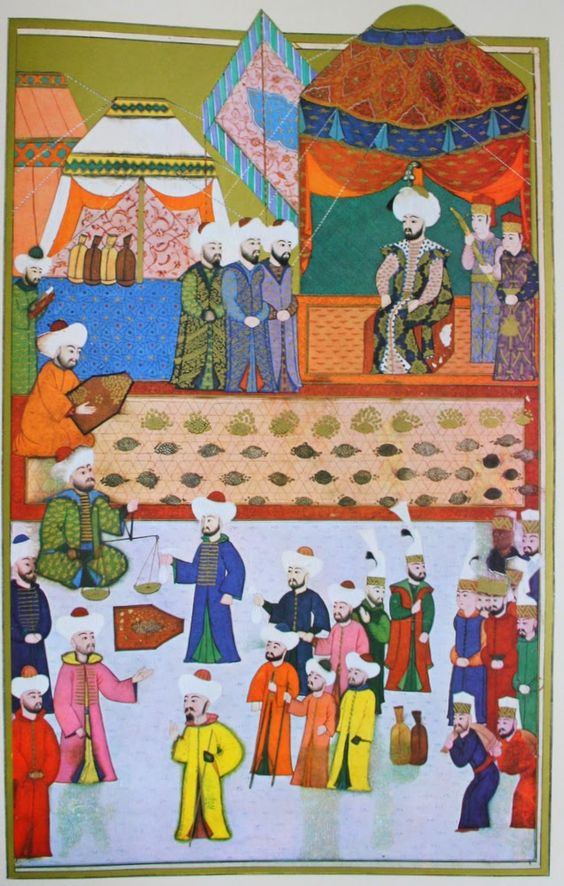
السُلطان مُحمَّد يُوزِّع العطايا على الجُند ويشهد إعداد الصرَّة لِإرسالها إلى الحرمين الشريفين.

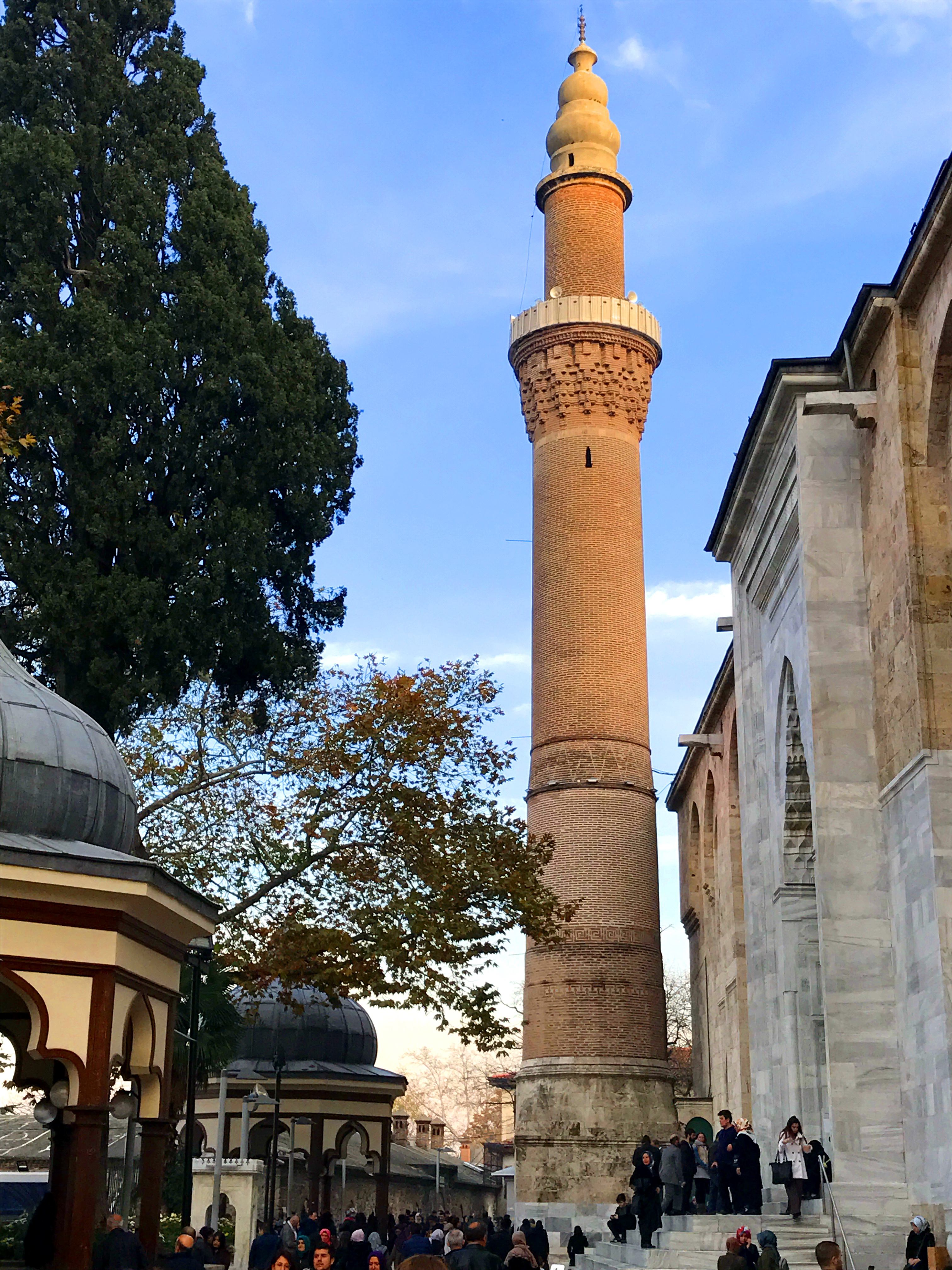
المئذنة الشرقيَّة لِمسجد أُولُو جامع، التي بناها مُحمَّد الأوَّل على بُعد مترٍ واحدٍ من جدار الجامع الذي بناه والده بايزيد في مدينة بورصة.

وُصف مُحمَّد الأوَّل بِأنَّهُ مربوع القامة، وداكن اللحية، ومُستدير الوجه، وعريض الصدر. وبعض المصادر الأُخرى تصفه بِأنَّهُ عريض الجبهة، وأسود العينين، وعاقد الحاجبين، وكث اللحية، وعريض المنكبين، وهزيل البُنية. ولكنَّ الكلام الأخير مطعونٌ به، إذ يُعرف بأنَّ مُحمَّد الأوَّل كان مُصارعًا قديرًا، فلو كان هزيل البُنية ما كان لِيستطيع مُمارسة هذه الرياضة. وفي مصادر غيرها وُصف هذا السُلطان بِـ«المُحبب»، فتناسق جسده، وذائقته السليمة، ومواقفه اللبقة، جعلت منه شخصًا نُخبويًّا. كما قيل أنَّ نظراته كانت حادَّة كالنسر، وأنَّهُ كان «قويًّا جدًا كالأسد». يُقال إنَّهُ كان يصنع أوتار الأقواس في صغره وأنَّهُ اشتغل حبَّالًا، لِهذا لُقِّب بِالوتَّار، ولكنَّ هذا اللقب يرد في مصادر أُخرى على أنَّهُ يعني «المُصارع»، وذلك بسبب التشابه اللفظي بين كلمتيّ «كرشجي» (بالتركية: Kirişci) بِمعنى «وتَّار» و«گُرشچي» (بالتركية: Güreşçi) بِمعنى «مُصارع»، وقد سُمِّي في بعض الكُتُب «چلبي المُصارع»، كما أنَّ الشعب العُثماني أطلق على سُلطانه لقب «پهلوان» ومعناها «البطل» أو «البطل المُصارع»، وذلك بِسبب قُوَّته البدنيَّة وشجاعته ونشاطه الجم وأعماله الكبيرة وعبقريَّته الفذَّة التي قاد من خلالها الدولة العُثمانيَّة إلى بر الأمان. يُعتبر مُحمَّد چلبي من أهم الفُرسان العُثمانيين، وقد شكَّل فصيلين من الفُرسان المهرة الذين جمعهم من أماسية ومرزيفون عندما كان واليًا عليهما، وجعل الفصيلين في إطارٍ مُنظَّمٍ، وكان الفصيلان يخوضان المُسابقات، ولهُما مُشجعون من أوساط القصر. ومع الزمن، تحوَّل الفصيلان إلى ناديين رياضيين لِلفُروسيَّة، واتخذ المرزيفونيُّون من الملفوف شعارًا لهم، أمَّا الأماسيُّون فكانت البامياء شعارًا لهم، واستمرَّ التنافس بين هذين الفريقين حتَّى القرن التاسع عشر الميلاديّ. وكان مُحمَّد چلبي، شأنه شأن والده، مُولعًا بِالصيد، فمارس هذه الهواية بانتظام لِصقل قُدراته القتاليَّة، وقد ورد في القُيُود أنَّهُ شارك في أربعٍ وعشرين معركة، وأُصيب أربعين إصابة، وكان يمتلك مهارةً عاليةً في استخدام الأسلحة والشجاعة الكافية لِلقتال في الصُفُوف الأماميَّة.

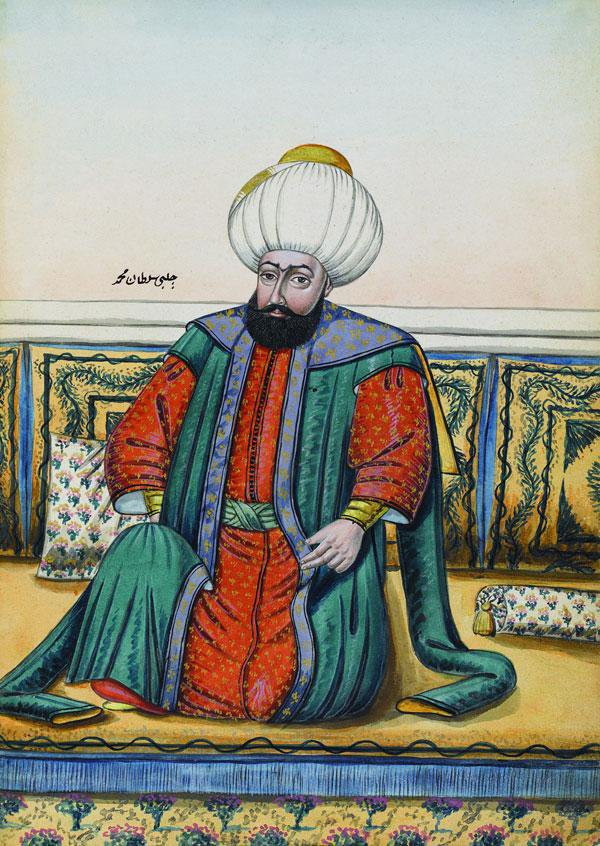
رسم لِلسُلطان مُحمَّد الأوَّل مُتربعًا على تخت المُلك ويرتدي أطلسًا رقيقًا أحمرًا فوقه ديبا.

ومن المعروف أيضًا أنَّ هذا السُلطان كانت لديه مكتبة خاصَّة، وقد زاره المُؤرِّخ الشهير شهاب الدين ابن عربشاه في أدرنة، ودخل قصره، وحظي بِإحسانه ومُجاملته. ومن المعروف أنَّ ابن عربشاه وقَّع على ترجماتٍ كثيرةٍ أنجزها خِلال سنوات إقامته في أدرنة، حتَّى إنَّهُ حضر اجتماعات الديوان العالي، وعيَّنهُ السُلطان كاتبًا له. وبعد وفاة السُلطان، عاد ابن عربشاه إلى القاهرة. وقد أنجز ترجمة تفسير أبي الليث السمرقندي أثناء إقامته في القصر، وأهداه لِمُحمَّد چلبي. يقول المُؤرِّخ وشيخ الإسلام في الدولة العُثمانيَّة، حسن خير الله أفندي، أنَّ مُحمَّد الأوَّل كان موهوبًا بِالكتابة ونظم الشعر، وإنَّهُ كان يهوى الشعر بِالأخص، وكانت رعايته لِلعُلماء واحترامه لِرجال الدين عظيمين. وكان على خُلُقٍ رفيع، وحزمٍ متين، وحُلمٍ فريد، وسياسةٍ فذَّة في مُعاملة الأعداء والأصدقاء، فكانت شخصيَّته هادئة وجادَّة وحازمة، ويعرفُ جيدًا كيف يُسيطرُ على غضبه، وهي الصفات التي أعطت الثقة لِرجال دولته وجيشه. حسب مُدوَّنة تتعلَّق بِلباس مُحمَّد چلبي، كان يرتدي أطلسًا رقيقًا أحمرًا فوقه ديبا (قماش ثقيل من الحرير أو المُخمل مُطرَّز بِالذهب والفضَّة)، ويبدو أنَّهُ كان يعتمر لفَّةً مُختلفةً عن لفَّات أجداده، فكان يلُف القماش الرقيق حول قُبَّعته طبقات؛ مُشكلًا بُروازات عديدة، ولا يبقى ما يظهر من القُبَّعة سوى رأسها. وكان تفصيل قفطانه يُشبه قفطانات السلاطين الذين سبقوه، ولكنَّ البطانة استُبدلت بِفراء سمُّورٍ، ثُبِّت على أطراف القفطان أيضًا. بِالرُغم من أنَّ أيًّا من السلاطين العُثمانيين لم يحج، إلَّا أنَّ هُناك روايةً تُفيد بأنَّ مُحمَّد الأوَّل عزم على الحج قبل أن يتولَّى العرش، وقد ورد هذا في كتاب المُؤرِّخ يحيى أفندي بُستان زاده، وعلى الرُغم من أنَّ مُحمَّدٍ الأوَّل لم يحج، إلَّا أنَّهُ كان أوَّل من أعدَّ صرَّة الحج السُلطانيَّة من سلاطين بني عُثمان، وكانت هذه الصرَّة تتضمَّن أموالًا وهدايا لِتُوزَّع على الفُقراء والمساكين في مكَّة والمدينة المُنوَّرة، فأصبح هذا التقليد عادةً مُتبعةً من بعده، واستمرَّ حتَّى خِلال أصعب الظُرُوف الاقتصاديَّة لِلدولة حتَّى نهاية الحرب العالميَّة الأولى. ولا يُهمل يحيى بُستان زاده إبراز الجانب الخيِّر والمُتواضع لدى مُحمَّد الأوَّل، فيقول إنَّهُ لِكثرة هوسه بِعمل الخير كان يأمر بِطهي الطعام من ماله الخاص مساء كُل جُمُعة، ويُوزِّعه بِنفسه على الفُقراء، و«إحسانه غير المحدود أفرح اليتامى ومكسوري الخاطر». وقد بنى هذا السُلطان جامعين وحمَّامين في قصبة مرزيفون، وابتنى مئذنةً شرقيَّةً لِمسجد أولو جامع في بورصة، الذي بناه والده السُلطان بايزيد، ويبقى الجامع الأخضر هو دُرَّة أعمال مُحمَّد الأوَّل العُمرانيَّة، وقد صممه المُهندس الحاج عوض باشا، وكان الهدف استخدامه مسجدًا وسرايًا حُكُوميًّا في آنٍ، على أنَّ السُلطان لم يمتد به العُمر لِيراه في حُلَّته النهائيَّة، فأكمل بناءه ابنه مُراد.

### تلقبه بِلقب «خليفة»

مسكوكة نقديَّة ترجع لِزمن مُحمَّد الأوَّل يظهر عليها اسمه: «السُلطان مُحمَّد بن بايزيد» على الوجه، و«بن مُراد خلَّد الله مُلكهُ» على الخلف، دون إشارة لِلقب الخليفة.

يقول المُستشرق البريطاني طوماس آرنولد أنَّ السلاطين العُثمانيين تسمُّوا بِلقب «خليفة» قبل فتح الشَّام ومصر بِزمنٍ طويل، وسبب تلقبهم بِهذا يرجع إلى أنَّ الكثير من الأُمراء المُسلمين قليلي الأهميَّة في العالم الإسلامي كانوا ينتحلون هذا اللقب الفخم مُنذُ أن سقطت بغداد بِيد المغول وقُتل آخر خُلفاء بني العبَّاس أبو عبد المجيد عبدُ الله المُستعصم بِالله سنة 656هـ المُوافقة لِسنة 1258م، فلا يُستغرب عندها - برأيه - ألَّا يرفض سلاطين آل عُثمان الأقوياء هذا المديح. ويُقال أنَّ أوَّل سُلطانٍ عُثمانيٍّ لقَّب نفسه بِخليفة المُسلمين كان مُراد الأوَّل، وأنَّ ابنه بايزيد استعمل هذا اللقب أيضًا، ثُمَّ انتحله ابنه مُحمَّد، ففي كتابٍ أرسله إلى شاهرُخ بن تيمور سنة 1416م تحدث عن أعمال السلطنة والخِلافة، وفي كتابه إلى يُوسُف نویان بن مُحمَّد القره‌قويونلوي سُلطان الدولة القره‌قويونلويَّة سنة 1418م يصف عاصمته بِدار الخِلافة. وكتب إليه أحد الأُمراء فوصفه بِأنَّهُ «الشمس في سماء الخِلافة»، كما وصفه الشروانشاه (حاكم الدولة الشروانيَّة) خليلُ الله بن إبراهيم بأنَّهُ «فهرست كتاب السلطنة، وديباجة رسالة الخِلافة الإِلٰهيَّة».
هذا ويجدر بِالذكر أنَّ المسكوكات النقديَّة المضروبة في البلاد العُثمانيَّة زمن هذا السُلطان لا يظهر عليها نقش لقب الخليفة، وإنما أسماء مُحمَّد وبايزيد ومُراد والدُعاء لهُ بِدوام المُلك.

## زوجاته وأولاده

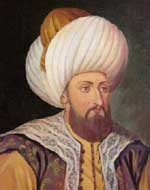
مُراد الثاني، خليفة والده مُحمَّد على عرش آل عُثمان.

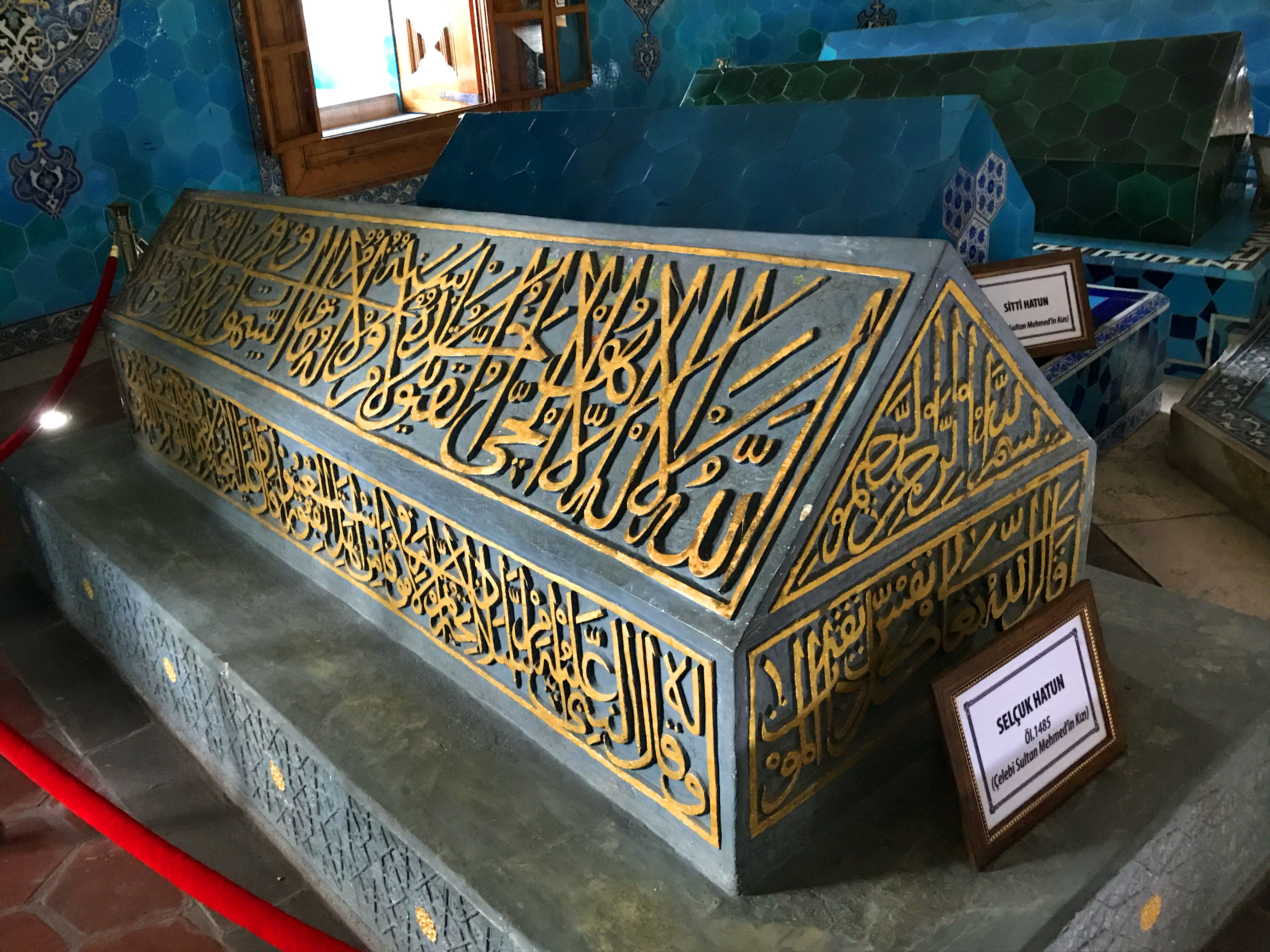
قبر سُلجُوق خاتون بنت مُحمَّد الأوَّل. تظهر عليه زخارف قُرآنيَّة وأحاديث نبويَّة. نُقشت عليه البسملة، والآية:. وجُزء من آية الكُرسي:. وحديثٌ نبويٌّ.

تزوَّج مُحمَّد الأوَّل ثلاث نساءٍ خِلال حياته وأنجب منهُنَّ جميع أبنائه وبناته، وقد اعتمد أُسلوب الزواج السياسي لِلمُحافظة على الهُدوء في دولته لِينصرف إلى بنائها، فتزوَّج من بنات أُمراءٍ أناضوليين، وزوَّج بعض أولاده من أبناء وبنات أُمراءٍ آخرين. أمَّا زوجاته وأولاده فهم:
زوجاته
- شاهزاده خاتون، ابنة الأمير أحمد باشا الدوادار الجانقي، ثالث الحُكَّام القُطلُوشاهيين لِإمارة جانق؛
- أمينة خاتون (تزوجها حوالي سنة 1403م)، ابنة الأمير شعبان صولي بن قراقة، خامس أُمراء ذي القدر؛
- قمرة خانُم، والدة سُلجُوق خاتون. أصلها جارية.

أبناؤه
- مُراد الثاني، ابن أمينة خاتون وخليفة والده على عرش آل عُثمان؛
- مُصطفى چلبي الأصغر (كُجُك مُصطفى) (1408 – قُتل في شهر تشرين الأوَّل (أكتوبر) سنة 1423م)؛
- محمود چلبي (1413 – آب (أغسطس) 1429م، مات بِالطاعون في بورصة؛ دُفن في تُربة أبيه)؛[79]
- يُوسُف چلبي (1414 – آب (أغسطس) 1429م، مات بِالطاعون في بورصة؛ دُفن في تُربة أبيه)؛[79]
- أحمد چلبي (تُوفي في حياة أبيه وهو بعدُ رضيعًا)؛[79]
- قاسم چلبي (تُوفي خِلال شهر كانون الثاني (يناير) 1406م، دُفن في مقبرة الأُمراء بِأماسية)؛
- بايزيد چلبي (1403 - 1420م)

بناته
- سُلجُوق خاتون (تُوفيت يوم 14 شوَّال 890هـ المُوافق فيه 25 تشرين الأوَّل (أكتوبر) 1485م، دُفنت في تُربة أبيها بِبورصة)، تزوَّجت الأمير تاجُ الدين إبراهيم بك بن إسفنديار الجندرلي، صاحب قسطموني؛
- سُلطان خاتون (ت. 1444م)، تزوَّجت الأمير قاسم بك بن إسفنديار الجندرلي؛
- خديجة خاتون، تزوَّجت قراجة باشا؛
- حفصة خاتون (دُفنت في تُربة والدها بِبورصة)، تزوَّجت الأمير محمود بك بن إبراهيم الجندرلي؛
- إلعالدة خاتون، تزوَّجت الأمير إبراهيم بك بن مُحمَّد القرماني؛
- إنجي خاتون، تزوَّجت الأمير عيسى بك بن مُحمَّد القرماني؛
- عائشة خاتون (دُفنت في تُربة أبيها بِبُورصة)؛ تزوَّجت الأمير علاءُ الدين عليّ بن خليل القرماني؛
- فاطمة خاتون، تزوَّجت الوزير عرُّوج باشا بن تيمورطاش.

### فهرست المراجع
بِاللُغات العربيَّة والفارسيَّة والعُثمانيَّة
1. 1 2  حلاق وصباغ (1999)، ص. 66.
2. 1 2 3 4  أرمغان (2014)، ص. 31.
3. 1 2 3 4 5  فريد بك (1981)، ص. 149.
4. ↑  ياغي (1998)، ص. 43-44.
5. 1 2  فريد بك (1981)، ص. 147-148.
6. ↑  العقالي (2014)، ص. 118-119.
7. ↑  الشهابي (1900)، ص. 526.
8. 1 2  الصلابي (2001)، ص. 85.
9. 1 2  فريد بك (1981)، ص. 152.
10. ↑  مصطفى (1986)، ص. 63.
11. ↑  أرمغان (2014)، ص. 33-34.
12. ↑  موسوعة مقاتل من الصحراء (1).
13. ↑  أوزتونا (2010)، ص. 104.
14. ↑  سعد الدين (1862)، ص. 135-136.
15. ↑  القرماني (1985)، ص. 17.
16. ↑  يزدى (1335هـ.ش)، ص. 185-186.
17. ↑  كامل (1327هـ)، ص. 47.
18. ↑  فريد بك (1981)، ص. 146.
19. ↑  ابن تغري (1963)، ص. 267-268.
20. ↑  دهموس (1992)، ص. 192.
21. 1 2  أوزتونا (2010)، ص. 111-112.
22. 1 2  القرماني (1985)، ص. 20.
23. ↑  أرمغان (2014)، ص. 30.
24. ↑  ابن عربشاه (1868)، ص. 136.
25. ↑  مانتران (1993)، ص. 79.
26. ↑  ابن عربشاه (1868)، ص. 138.
27. ↑  مانتران (1993)، ص. 80-81.
28. 1 2  طقوش (2013)، ص. 75.
29. 1 2 3 4 5  أوزتونا (2010)، ص. 114-115.
30. ↑  سرهنك (1895)، ص. 497.
31. ↑  خليل (2011)، ص. 174.
32. 1 2 3 4 5 6 7 8 9 10 11 12 13 14  موسوعة مقاتل من الصحراء (2).
33. 1 2 3 4 5  أوزتونا (2010)، ص. 116.
34. 1 2 3  موسوعة مقاتل من الصحراء (3).
35. ↑  طقوش (2013)، ص. 81.
36. ↑  طقوش (1997)، ص. 399.
37. 1 2  بيات (2010)، ص. 3-7.
38. 1 2  تدمري (2018).
39. ↑  هاممۀ (1329)، ص. 118.
40. ↑  ابن النزهت (1330)، ص. 121.
41. ↑  طقوش (2013)، ص. 79.
42. ↑  قره‌چلبي زاده (1248هـ)، ص. 362.
43. ↑  جواد (1316هـ)، ص. 80.
44. ↑  سعد الدين (1862)، ص. 277-278.
45. ↑  آق كوندوز وأوزتورك (2008)، ص. 102.
46. ↑  شرف (1316هـ)، ص. 200-201.
47. ↑  مانتران (1993)، ص. 84.
48. 1 2 3 4  فريد بك (1981)، ص. 150.
49. ↑  لطفى پاشا (1341هـ)، ص. 70.
50. ↑  القرماني (1985)، ص. 21-22.
51. ↑  الأدرنوى (1276هـ)، ص. 19.
52. ↑  ابن تغري بردي(2) (1963)، ص. 25.
53. ↑  منجم باشي (1276هـ)، ص. 331.
54. 1 2 3 4 5  أوزتونا (2010)، ص. 117.
55. 1 2 3 4  آق كوندوز وأوزتورك (2008)، ص. 102-103.
56. ↑  طقوش (2013)، ص. 60.
57. ↑  فريد بك (1981)، ص. 139.
58. ↑  أحمد (2008)، ص. 4.
59. ↑  أوزتونا (2010)، ص. 111.
60. 1 2 3 4 5  المغلوث (2017)، ص. 452.
61. 1 2  طاشكبري زاده (1975)، ص. 49-50.
62. 1 2 3 4  خياط (2010)، ص. 119.
63. ↑  غازي (2015)، ص. 68.
64. 1 2  كحالة (1993)، ص. 152.
65. ↑  الزركلي (2002)، ص. 165.
66. 1 2 3 4  زخاريادو (1995)، ص. 158-160.
67. ↑  طقوش (2013)، ص. 82.
68. 1 2 3  حرب (1994)، ص. 109-110.
69. ↑  طقوش (2013)، ص. 83.
70. 1 2  أوزتونا (2010)، ص. 118.
71. ↑  حرب (1994)، ص. 111-112.
72. ↑  الصلابي (2001)، ص. 89-90.
73. 1 2 3 4 5  فريد بك (1981)، ص. 151.
74. 1 2  گولن (2014)، ص. 41-43.
75. ↑  مراد (1330هـ)، ص. 455.
76. ↑  آق كوندوز وأوزتورك (2008)، ص. 104.
77. ↑  سرهنك (1895)، ص. 499.
78. 1 2 3 4  أوزتونا (2010)، ص. 119.
79. 1 2 3 4  حليم (1905)، ص. 54.
80. ↑  أرمغان (2014)، ص. 32.
81. 1 2  الصلابي (2001)، ص. 91.
82. ↑  القرماني (1985)، ص. 22.
83. ↑  منجم باشي (2009)، ص. 392.
84. ↑  طقوش (2013)، ص. 84.
85. ↑  منجم باشي (2009)، ص. 385-386.
86. 1 2 3  أرمغان (2014)، ص. 32-34.
87. 1 2  گولن (2014)، ص. 44.
88. ↑  الخربوطلي (1969)، ص. 254.

باللُغات التُركيَّة والأوروپيَّة
1. 1 2 3 4  İnalcık (2003), p. 391.
2. 1 2  Kastritsis (2007), p. 2.
3. ↑  Sakaoğlu (2008)، ص. 60–61.
4. ↑  Uzunçarşılı (2011), p. 534-658-659.
5. ↑  Sakaoğlu (1999), p. 63-68.
6. ↑  Biyografya (2018).
7. ↑  Danişmend (1971), p. 9.
8. ↑  Açıkel (2012), p. 222.
9. ↑  Yücel (1963), p. 133-144.
10. ↑  Shaw (1976), p. 30f.
11. ↑  Kastritsis (2007), p. 65.
12. ↑  Zachariadou (1980), p. 474-478.
13. ↑  Kastritsis (2007), p. 66-67.
14. ↑  Kafadar (1996), p. 18.
15. ↑  Tucker (2010), p. 140.
16. ↑  Kastritsis (2007), p. 68.
17. ↑  Sevim & Yücel (1990), vol. 2, p. 72.
18. ↑  Finkel (2006), p. 32.
19. ↑  Shaw (1976), p. 41.
20. ↑  Eversley (2017), p. 61.
21. ↑  Doukas (1956), p. 59.
22. ↑  Solakzade (1989), p. 169.
23. ↑  Neşrî (1949), p. 524.
24. ↑  Âşıkpaşazâde (2003), p. 85-86.
25. ↑  Uzunçarşılı (1968), p. 4.
26. ↑  Magoulias (1975), p. 115.
27. ↑  Şapolyo (1961), p. 75.
28. ↑  Shaw (1976), p. 42.
29. ↑  Mélikoff (1965), p. 599–600.
30. ↑  Akın (1947), p. 80.
31. ↑  Sevim & Yücel (1990), p. 202-293.
32. ↑  Neşri (1949), p. 450.
33. ↑  Konyalı (1967), p. 56.
34. ↑  Konyalı (1967), p. 676.
35. ↑  Danışman (1964), p. 209.
36. ↑  Anamali (2002), p. 251-252.
37. ↑  Norris (1993), p. 141.
38. ↑  Frashëri (2002), p. 86.
39. ↑  Setton & Hazard (1990), p. 293.
40. ↑  Fabris (1992), p. 172-173.
41. ↑  Sanudo (1733), p. 899.
42. ↑  Miller (1908), p. 598–599.
43. ↑  Setton (1976), p. 8.
44. ↑  Sanudo (1733), p. 899–900.
45. ↑  Fabris (1992), p. 173–174.
46. ↑  Setton (1978), p. 7.
47. ↑  Sanudo (1733), p. 901–902.
48. ↑  Sanudo (1733), p. 902–903.
49. ↑  Magoulias (1975), p. 118–119.
50. ↑  Sanudo (1733), p. 907.
51. ↑  Fabris (1992), p. 174–175.
52. ↑  Giurescu (1938), p. 369.
53. ↑  Treptow (2000), p. 37.
54. ↑  Engel (2001), p. 236.
55. ↑  Giurescu (1938), p. 370.
56. ↑  Fabris (1992), p. 176.
57. ↑  Setton (1978), p. 8.
58. ↑  Fine (1994), p. 468.
59. ↑  Tacan (1936), p. 13.
60. ↑  Miller (1921), p. 437.
61. ↑  Fine (1994), p. 65.
62. ↑  Balcıoğlu (1940), p. 271.
63. ↑  Uzunçarşılı (1945), p. 134.
64. ↑  Sevim & Yücel (1990), p. 86-88.
65. ↑  Akın (1947), p. 81.
66. 1 2  Pay (2009), p. 106.
67. ↑  Uluçay (1985), p. 27-30.
68. ↑  Colin (2009), p. 77.

### ثبت المراجع(مُرتَّبة حسب تاريخ النشر)
كُتُب ودوريَّات باللُّغة العربيَّة:
- عبد العزيز بن حسام الدين الحسيني قره‌چلبي زاده (1248هـ). روضة الأبرار المُبين بِحقائق أخبار الخافقين. القاهرة: الهيئة العامة لدار الكتب والوثائق القومية. {{استشهاد بكتاب}}: تحقق من التاريخ في: |سنة= (مساعدة)
- شهاب الدين ابن عربشاه (1868)، عجائب المقدور في أخبار تيمور (PDF) (ط. 1)، القاهرة: مطبعة وادي النيل، OCLC:4770998620، QID:Q123979986
- إسماعيل سرهنك (قرابة 1895)، حقائق الأخبار عن دُول البحار (ط. 1)، القاهرة: الهيئة العامة لشؤون المطابع الأميرية، ج. 1، QID:Q119269108 {{استشهاد}}: تحقق من التاريخ في: |publication-date= (مساعدة)
- حيدر بن أحمد الشهابي (1900)، تاريخ الأمير حيدر أحمد الشهابي المُسمَّى الغُرر الحسان فى تاريخ حوادث الأزمان: وهو يتضمَّن تاريخ ألف وماية واثنين وستين سنة من مولد النبي ﷺ إلى موت الأمير أحمد المعني، تحقيق: نعوم مغبغب، القاهرة، ج. 1، OCLC:70801467، QID:Q125258899{{استشهاد}}:  صيانة الاستشهاد: مكان بدون ناشر (link)
- إبراهيم بك حليم (1905)، كتاب التُحفة الحليميَّة في تاريخ الدولة العليَّة (PDF) (ط. 1)، القاهرة: مطبعة ديوان عموم الأوقاف، OCLC:4770987464، QID:Q107563203
- ابن تغري بردي (1963)، النُّجُوم الزَّاهرة في مُلُوك مصر والقاهرة (PDF)، القاهرة: وزارة الثقافة المصرية، ج. 12، QID:Q123995683{{استشهاد}}:  صيانة الاستشهاد: ref duplicates default (link)
- ابن تغري بردي (1963)، النُّجُوم الزَّاهرة في مُلُوك مصر والقاهرة (PDF)، القاهرة: وزارة الثقافة المصرية، ج. 14، QID:Q125404094
- علي حسني الخربوطلي (1969)، الإسلام والخلافة، بيروت: دار بيروت للطباعة والنشر، OCLC:13262557، QID:Q123735153
- طاشكبري زاده (1975)، الشقائق النُعمانيَّة في عُلماء الدولة العُثمانيَّة: ويليه العقد المنظوم في ذكر أفاضل الرُّوم، بيروت: دار الكتاب العربي، OCLC:14820694، QID:Q119418883{{استشهاد}}:  صيانة الاستشهاد: ref duplicates default (link)
- محمد فريد (1981)، تاريخ الدولة العليَّة العُثمانيَّة، تحقيق: إحسان حقي (ط. 1)، بيروت: دار النفائس للطباعة والنشر والتوزيع، OCLC:6150666، QID:Q113541212
- أحمد بن يوسف القرماني (1985)، تاريخ سلاطين آل عُثمان، تحقيق: بسام عبد الوهاب الجابي (ط. 1)، دمشق: دار البصائر، OCLC:4770362328، QID:Q119078151
- أحمد عبد الرحيم مصطفى (1986)، في أُصُول التاريخ العُثماني (ط. 2)، القاهرة: دار الشروق، OCLC:4771066482، QID:Q119368991
- جوزيف دهموس (1992)، سبع معارك فاصلة في العُصُور الوسطى، ترجمة: محمد فتحي الشاعر (ط. 2)، القاهرة: الهيئة المصرية العامة للكتاب، OCLC:4770455013، QID:Q123978256
- روبير مانتران (1993). تاريخ الدولة العُثمانيَّة. ترجمة: بشير السباعي (ط. 1). القاهرة: دار الفكر للدراسات والنشر والتوزيع. ج. 1. ISBN:977-5091-13-6. QID:Q119268097.
- عمر رضا كحالة (1993). مُعجم المُؤلِّفين: تراجم مُصنِّفي الكُتُب العربيَّة (ط. 1). بيروت: مؤسسة الرسالة. ISBN:978-9933-23-192-7. OCLC:4770872170. QID:Q120220616.
- محمد حرب (1994)، العُثمانيُّون في التاريخ والحضارة (ط. 1)، مدينة نصر: المركز المصري للدراسات العثمانية وبحوث العالم التركي، OCLC:4771244672، QID:Q119269538
- أليزابيث أ. زخاريادو (صيف العام 1416هـ - 1995م). "الحوار الديني بين البيزنطيين والأتراك خِلال التوسُّع العُثماني" (PDF). الاجتهاد: مجلَّة مُتخصِّصة تُعنى بقضايا الدين والمُجتمع والتجديد العربي الإسلامي. ترجمة: جهاد التُرك. بيروت: دار الاجتهاد ع. 28. مؤرشف من الأصل (PDF) في 2023-06-29. {{استشهاد بدورية محكمة}}: تحقق من التاريخ في: |سنة= (مساعدة)
- محمد سهيل طقوش (1997). تاريخ المماليك في مصر وبلاد الشام (ط. 1). بيروت: دار النفائس للطباعة والنشر والتوزيع. ISBN:978-9953-18-320-6. OCLC:4771288090. QID:Q107191418.
- إسماعيل أحمد ياغي (1998)، الدولة العُثمانيَّة في التاريخ الإسلامي الحديث (ط. 2)، الرياض: مكتبة العبيكان، OCLC:4770676997، QID:Q123648617
- حسان حلاق؛ عباس صباغ (1999)، المُعجم الجامع في المُصطلحات الأيوبيَّة والمملوكيَّة والعُثمانيَّة ذات الأُصُول العربيَّة والفارسيَّة والتُركيَّة: المُصطلحات الإداريَّة والعسكريَّة والسياسيَّة والاقتصاديَّة والاجتماعيَّة والعائليَّة (بالعربية والفارسية والتركية العثمانية) (ط. 1)، بيروت: دار العلم للملايين، OCLC:45287094، QID:Q118039384
- علي الصلابي (2001). السُلطان مُحمَّد الفاتح وعوامل النُهُوض في عصره. الإسكندرية: دار الإيمان للطباعة والنشر والتوزيع. ISBN:977-331-105-8. QID:Q114357988.
- خير الدين الزركلي (2002)، الأعلام: قاموس تراجم لأشهر الرجال والنساء من العرب والمستعربين والمستشرقين (ط. 15)، بيروت: دار العلم للملايين، ج. 7، OCLC:1127653771، QID:Q113504685
- أحمد آق كوندوز؛ سعيد أوزتورك (2008). الدولة العُثمانيَّة المجهولة: 303 سُؤال وجواب توضح حقائق غائبة عن الدولة العُثمانيَّة. إسطنبول: وقف البحوث العثمانية. ISBN:978-975-7268-39-0. OCLC:4770841329. QID:Q114411691.
- علي خليل أحمد (2008). "جهود السلطان مُحمَّد الأوَّل في إعادة بناء الدولة العُثمانيَّة (1413م - 1421م)". مجلة جامعة كركوك للدراسات الإنسانية. كُليَّة التربية في جامعة كركوك. ج. 3 ع. 1. ISSN:1992-1179. مؤرشف من الأصل في 2024-04-09.
- أحمد منجم باشي (2009)، جامع الدُّول في التَّاريخ: قسم سلاطين آل عُثمان إلى سنة 1083هـ، تحقيق: غسان علي الرمال (ط. 1)، مكة المكرمة: دار الشفق للطباعة والنشر، OCLC:543658290، QID:Q119705199
- أسد خياط (2010). العلويَّة الأناضوليَّة (ط. 1). القاهرة: شمس للنشر والتوزيع. ISBN:978-977-493-031-7. OCLC:898070637. QID:Q125417246.
- فاضل بيات (2010). البلاد العربيَّة في الوثائق العُثمانيَّة (بالعربية والتركية العثمانية) (ط. 1). إسطنبول: مركز الأبحاث للتاريخ والفنون والثقافة الإسلامية. ج. 1. ISBN:978-92-9063-209-2. OCLC:706130749. OL:30636708M. QID:Q125396468.
- يلماز أوزتونا (2010)، موسوعة تاريخ الإمبراطوريَّة العُثمانيَّة السياسي والعسكري والحضاري: 629 - 1341هـ / 1231 - 1922م، ترجمة: عدنان محمود سلمان (ط. 1)، بيروت: الدار العربية للموسوعات، ج. 1، QID:Q119025953
- علي خليل أحمد (2011). الدولة العُثمانية في سنوات المحنة: المُقدِّمات، الوقائع، النتائج. عَمَّان: دار الحامد للنشر والتوزيع. ISBN:978-3-500-01238-4. OCLC:6914267780. QID:Q114441743. مؤرشف من الأصل في 2019-12-17.
- محمد الدمرداش العقالي (2014). الإسلام السياسي: من عام الجماعة إلى حُكم الجماعة (ط. 1). بيروت: سما للنشر والتوزيع. ISBN:978-977-6451-42-1. OCLC:869761085. OL:31222350M. QID:Q125257712. مؤرشف من الأصل في 2019-12-17.
- محمد سهيل طقوش (2013). تاريخ العُثمانيين من قيام الدولة إلى الانقلاب على الخلافة (ط. 3). بيروت: دار النفائس للطباعة والنشر والتوزيع. ISBN:978-9953-18-443-2. OCLC:1025663587. QID:Q107311111.
- صالح گولن (2014). سلاطين الدولة العُثمانيَّة. ترجمة: منى جمال الدين (ط. 1). أسكدار: دار النيل للنشر. ISBN:978-975-315-462-8. OCLC:1139855026. QID:Q119860320.
- مصطفى أرمغان (2014). التاريخ السرِّي للإمبراطوريَّة العُثمانيَّة: جوانب غير معروفة من حياة سلاطين بني عُثمان. ترجمة: عبد القادر عبد اللي (ط. 1). بيروت: الدار العربية للعلوم ناشرون. ISBN:978-614-01-1122-6. OCLC:913807734. QID:Q119023002.
- مؤميد أحمد غازي (2015). تاريخ الدولة التُركيَّة (ط. 1). عَمَّان: دار الجنادرية للنشر والتوزيع. ISBN:978-9957-501-95-2. OCLC:7317401878. QID:Q125417818.
- سامي المغلوث (2017). أطلس الفرق والمذاهب في التاريخ الإسلامي (ط. 1). الرياض: مكتبة العبيكان. ISBN:978-603-509-083-4. OCLC:1078654658. OL:44389091M. QID:Q125416926.
- عمر عبد السلام تدمري (20-5-2018). "العلاقة بين العُثمانيين والمماليك". جريدة البيان. ع. 413. مؤرشف من الأصل في 20-5-2018. اطلع عليه بتاريخ أكتوبر 2020. {{استشهاد بمجلة}}: تحقق من التاريخ في: |تاريخ الوصول= (مساعدة)

مواقع وب بالعربيَّة:
- "«أولو جامع» الجامع الكبير في بورصة". تُرك پرس. 13 يوليو 2017. مؤرشف من الأصل في 2018-06-12. اطلع عليه بتاريخ 2018-01-04.
- "بايزيد الأوَّل (يلدرم الصاعقة)". موسوعة مُقاتل من الصحراء. مؤرشف من الأصل في 2017-08-27. اطلع عليه بتاريخ 2017-08-27.
- "مُحمَّد الأوَّل (جلبي السُلطان مُحمَّد) 816 - 824هـ \ 1413 - 1421م". موسوعة مُقاتل من الصحراء. مؤرشف من الأصل في 2018-05-19. اطلع عليه بتاريخ 2018-05-19.
- "عهد الفترة (الفوضى): الأُمراء سُليمان وعيسى وموسى ومُحمَّد". موسوعة مُقاتل من الصحراء. مؤرشف من الأصل في 2018-05-20. اطلع عليه بتاريخ 2018-05-19.

باللُّغتين العُثمانيَّة والفارسيَّة:
- أحمد منجم باشي (١٢٧٦). صحائف الأخبار في وقائع الإعصار (بالتركية العثمانية). إستانبول: تقويمخانۀ مطبعەسى. {{استشهاد بكتاب}}: تحقق من التاريخ في: |سنة= (مساعدة)
- مُحمَّد بن مُحمَّد الأدرنوى (١٢٧٦). نُخبة التواريخ والأخبار (بالتركية العثمانية). إستانبول: تقويمخانۀ مطبعەسى. {{استشهاد بكتاب}}: تحقق من التاريخ في: |سنة= (مساعدة)
- سعد الدين بن حسن جان (١٨٦٢ - ١٨٦٣). تاج التواريخ (بالتركية العثمانية). إستانبول: طبعخانۀ عامره. ج. ١. مؤرشف من الأصل في 2023-06-05. {{استشهاد بكتاب}}: تحقق من التاريخ في: |سنة= (مساعدة)
- عبد الرحمٰن شرف (١٣١٦). زُبدة القصص (بالتركية العثمانية). إستانبول: مطبعۀ عامرۀ. {{استشهاد بكتاب}}: تحقق من التاريخ في: |سنة= (مساعدة)
- على جواد (١٣١٦). مكمِّل عُثمانلى تاريخى (بالتركية العثمانية). إستانبول: قصيار مطبعەسى. {{استشهاد بكتاب}}: تحقق من التاريخ في: |سنة= (مساعدة)
- كامل پاشا (۱۳۲۷). تاريخ سياسي دولت عليَّه عُثمانيَّه (بالتركية العثمانية) (ط. ۱). إستانبول: مطبعه أحمد إحسان. {{استشهاد بكتاب}}: تحقق من التاريخ في: |سنة= (مساعدة)
- هاممۀ. ر (۱۳۲۹). دولت عليَّة عُثمانيَّۀ تاريخى: عُثمانليرك مبادئ ظهورندن، قاينارجۀ عهدنامۀ سنۀ قدر (بالتركية العثمانية). ترجمة: محمد عطا. إستانبول: كستۀ بدروسيان مطبعەسى. ج. ۱. {{استشهاد بكتاب}}: تحقق من التاريخ في: |سنة= (مساعدة)
- جواد ابن النزهت (۱۳۳۰). خاطره تاريخ عثمانى دولت عُثمانيَّۀ احوال سياسيَّۀ ووقائع مُهمَّۀ سيندن باحتدر (بالتركية العثمانية). دار سعادت: قصيار مطبعەسى. {{استشهاد بكتاب}}: تحقق من التاريخ في: |سنة= (مساعدة)
- محمد مراد (١٣٣٠). تاريخ ابو الفاروق (بالتركية العثمانية). إستانبول: مطبعۀ آمدى. ج. ١. {{استشهاد بكتاب}}: تحقق من التاريخ في: |سنة= (مساعدة)
- لطفى پاشا (١٣٤١). تواريخ آل عُثمان: ٩٦١ سنۀ سنۀ قدر اولان وقوعاتدن باحثدر (بالتركية العثمانية). إستانبول: مطبعۀ عامرۀ. {{استشهاد بكتاب}}: تحقق من التاريخ في: |سنة= (مساعدة)
- شرف الدين يزدى؛ مُصحح: عبد الحُسين نوائى (۱۳۳۵). ظفرنامه (بالفارسية). مُحقق: سيد سعيد مير مُحمَّد صادق. ج. ۲. مؤرشف من الأصل في 10-9-2017. اطلع عليه بتاريخ 10-9-2017. {{استشهاد بكتاب}}: تحقق من التاريخ في: |سنة= (مساعدة)

باللُغات التُركيَّة والأوروپيَّة:
- Sanudo, Marin (1733). "Vite de' duchi di Venezia". In Muratori, Ludovico Antonio (ed.). Rerum Italicarum Scriptores, Tomus XXII (بالإيطالية). Milano: Typographia Societatis Palatinae.{{استشهاد بكتاب}}:  صيانة الاستشهاد: ref duplicates default (link)
- Miller, William (1908). The Latins in the Levant, a History of Frankish Greece (1204–1566) (بالإنجليزية). New York: E.P. Dutton and Company. Archived from the original on 2016-03-19.{{استشهاد بكتاب}}:  صيانة الاستشهاد: ref duplicates default (link)
- Eversley, G. Shaw-Lefevre (1917). The Turkish empire, its growth and decay (بالإنجليزية). T. F. Unwin ltd. Archived from the original on 2019-12-17. {{استشهاد بكتاب}}: تحقق من التاريخ في: |سنة= (help)
- Miller, William (1921), "Valona", Essays on the Latin Orient (بالإنجليزية), Cambridge University Press, Archived from the original on 2016-12-07{{استشهاد}}:  صيانة الاستشهاد: ref duplicates default (link)
- Tacan, Necati (1936). Akincilar ve mehemed 11, bayezit 11 zamanlarinda Akinlar (بالتركية). İstanbul: İstanbul Askeri Matbaa.{{استشهاد بكتاب}}:  صيانة الاستشهاد: ref duplicates default (link)
- Balcıoğlu, Tahir Harimi (1940). Türk Tarihinde Mezhep Cereyanları (بالتركية). İstanbul: Kanaat Kitabevi.{{استشهاد بكتاب}}:  صيانة الاستشهاد: ref duplicates default (link)
- Uzunçarşılı, İsmail Hakkı (1945). Osmanli devletinin saray teşkilâti (بالتركية). Ankara: Turk Tarih Kurumu Basimevi. Archived from the original on 2024-04-16.{{استشهاد بكتاب}}:  صيانة الاستشهاد: ref duplicates default (link)
- Giurescu, Constantin C. (1946). Istoria Românilor (بالرومانية). București: Fundația Regală pentru Literatură și Artă. Vol. 1. Archived from the original on 2023-10-25.{{استشهاد بكتاب}}:  صيانة الاستشهاد: ref duplicates default (link)
- Akın, Himmet (1947). "Aydınoğulları Tarihi Hakkında Bir Araştırma". Ankara Üniversitesi Dil Ve Tarih-Coğrafya Fakültesi Dergisi (بالتركية). Ankara Üniversitesi Dil Ve Tarih-Coğrafya Fakültesi. 5 (1). Archived from the original on 2024-04-16.{{استشهاد بدورية محكمة}}:  صيانة الاستشهاد: ref duplicates default (link)
- Neşri (1949). Kitâb-ı Cihannümâ, Neşrî Tarihi (PDF) (بالتركية). Translated by Reşit Unat; Mehmed A. Koymen. Ankara: Türk Tarih Kurumu Basımevi. Archived from the original (PDF) on 2024-04-16.{{استشهاد بكتاب}}:  صيانة الاستشهاد: ref duplicates default (link)
- Doukas, Vladimir Mirmiroğlu (1956). Bizans Tarihi (بالتركية). İstanbul: İstanbul Fethi Derneği. Archived from the original on 2022-09-09.{{استشهاد بكتاب}}:  صيانة الاستشهاد: ref duplicates default (link)
- Şapolyo, Enver Behnan (1961). Osmanlı sultanları tarihi (بالتركية). İstanbul: R. Zaimler Yayınevi. Archived from the original on 2024-04-16.{{استشهاد بكتاب}}:  صيانة الاستشهاد: ref duplicates default (link)
- Yücel, M. Yaşar (1963). "Kastamonu'nun İlk Fethine Kadar Osmanlı-Candar Münasebetleri (1361-1392)". Tarih Araştırmaları Dergisi (بالتركية). 1 (1). Archived from the original on 2020-03-11.{{استشهاد بدورية محكمة}}:  صيانة الاستشهاد: ref duplicates default (link)
- Danışman, Zuhuri (1964). Osmanlı İmparatorluğu Tarihi (بالتركية). İstanbul: Yeni Matbaa. Archived from the original on 2024-04-16.{{استشهاد بكتاب}}:  صيانة الاستشهاد: ref duplicates default (link)
- Mélikoff, I. (1965). "D̲j̲unayd". In Lewis, B.; Pellat, Ch.; Schacht, J. (eds.). The Encyclopaedia of Islam, New Edition, Volume II: C–G (بالإنجليزية). Leiden: E. J. Brill. ISBN:90-04-07026-5.
- Konyalı, İbrahim Hakkı (1967). Âbideleri ve kitâbeleri ile Karaman tarihi: Ermenek ve Mut âbideleri (بالتركية). İstanbul: Baha Matbaasi. Archived from the original on 2024-04-16.{{استشهاد بكتاب}}:  صيانة الاستشهاد: ref duplicates default (link)
- Uzunçarşılı, İsmail Hakkı (1968). Anadolu Beylikleri ve Akkoyunlo Karakoualu Devletleri (بالتركية). Ankara: Türk Tarih Kurumu Basımevi.{{استشهاد بكتاب}}:  صيانة الاستشهاد: ref duplicates default (link)
- Danişmend, İsmail Hâmi (1971). Osmanlı Devlet Erkânı (بالتركية). İstanbul: Türkiye Yayınevi. Archived from the original on 2024-04-16.{{استشهاد بكتاب}}:  صيانة الاستشهاد: ref duplicates default (link)
- Magoulias, Harry, ed. (1975). Decline and Fall of Byzantium to the Ottoman Turks, by Doukas. An Annotated Translation of "Historia Turco-Byzantina" by Harry J. Magoulias, Wayne State University (بالإنجليزية). Detroit: Wayne State University Press. ISBN:0814315402.{{استشهاد بكتاب}}:  صيانة الاستشهاد: ref duplicates default (link)
- Setton, Kenneth M. (1976). The Papacy and the Levant (1204–1571), Volume I: The Thirteenth and Fourteenth Centuries (بالإنجليزية). Philadelphia, Pennsylvania: The American Philosophical Society. ISBN:0871691140. Archived from the original on 2019-05-11.
- Shaw, Stanford (1976). History of the Ottoman Empire and modern Turkey (PDF) (بالإنجليزية). New York: Cambridge University Press. Vol. 1. ISBN:9780521291668. Archived from the original (PDF) on 2015-09-25.{{استشهاد بكتاب}}:  صيانة الاستشهاد: ref duplicates default (link)
- Setton, Kenneth M. (1978). The Papacy and the Levant (1204–1571), Volume II: The Fifteenth Century (بالإنجليزية). Philadelphia: The American Philosophical Society. ISBN:0871691272. Archived from the original on 2019-05-11.{{استشهاد بكتاب}}:  صيانة الاستشهاد: ref duplicates default (link)
- Zachariadou, Elizabeth A. (1980). "Manuel II Palaeologos on the Strife between Bāyezīd I and Ḳāḍī Burhān al-Dīn Aḥmad". Bulletin of the School of Oriental and African Studies, University of London (بالإنجليزية). 43 (3). Archived from the original on 2016-03-14.{{استشهاد بدورية محكمة}}:  صيانة الاستشهاد: ref duplicates default (link)
- Uluçay, M. Çağatay (1985). Padişahların Kadınları ve Kızları (بالتركية). Ankara: Türk Tarih Kurumu. Archived from the original on 2024-04-16.{{استشهاد بكتاب}}:  صيانة الاستشهاد: ref duplicates default (link)
- Solakzade, Mehmet Hemdemî Çelebi; Çabuk, Vâhid (1989). Solak-zâde tarihi (بالتركية). Kültür Bakanlığı. Vol. 1. ISBN:9751705126. Archived from the original on 2024-04-16.
- Setton, Kenneth Meyer; Hazard, Harry Williams (1990). A History of the Crusades: The Impact of the Crusades on Europe (بالإنجليزية). Univ of Wisconsin Press. ISBN:9780299107444. Archived from the original on 2017-02-16. Retrieved 2013-06-19.
- Sevim, Ali; Yücel, Yaşar (1990). Türkiye Tarihi (بالتركية). Ankara: Türk Tarih Kurumu. Vol. 1 & 2. ISBN:9751602580.
- Fabris, Antonio (1992). "From Adrianople to Constantinople: Venetian–Ottoman diplomatic missions, 1360–1453". Mediterranean Historical Review (بالإنجليزية). 7 (2). DOI:10.1080/09518969208569639. Archived from the original on 2024-04-16.{{استشهاد بدورية محكمة}}:  صيانة الاستشهاد: ref duplicates default (link)
- Norris, H. T. (1993). Islam in the Balkans: religion and society between Europe and the Arab world (بالإنجليزية). University of South Carolina Press. ISBN:978-0-87249-977-5. Archived from the original on 2019-12-17. Retrieved 2011-01-17.{{استشهاد بكتاب}}:  صيانة الاستشهاد: ref duplicates default (link)
- Fine, John Van Antwerp (1994). The Late Medieval Balkans: A Critical Survey from the Late Twelfth Century to the Ottoman Conquest (بالإنجليزية). University of Michigan Press. ISBN:9780472082605. Archived from the original on 2020-06-18.{{استشهاد بكتاب}}:  صيانة الاستشهاد: ref duplicates default (link)
- Kafadar, Cemal (1996). Between Two Worlds: The Construction of the Ottoman State (بالإنجليزية). University of California Press. ISBN:9780520206007. Archived from the original on 2019-12-17.{{استشهاد بكتاب}}:  صيانة الاستشهاد: ref duplicates default (link)
- Sakaoğlu, Necdet (1999). Bu Mülkün Sultanları (بالتركية). İstanbul: Oğlak Yayınları. ISBN:9753292996.{{استشهاد بكتاب}}:  صيانة الاستشهاد: ref duplicates default (link)
- Treptow, Kurt W. (2000). Vlad III Dracula: The Life and Times of the Historical Dracula (بالإنجليزية). The Center of Romanian Studies. ISBN:9739839223. Archived from the original on 2024-04-16.{{استشهاد بكتاب}}:  صيانة الاستشهاد: ref duplicates default (link)
- Engel, Pál (2001). The Realm of St Stephen: A History of Medieval Hungary, 895–1526 (بالإنجليزية). I.B. Tauris Publishers. ISBN:1860640613. Archived from the original on 2024-04-16.{{استشهاد بكتاب}}:  صيانة الاستشهاد: ref duplicates default (link)
- Anamali, Skënder (2002). Historia e popullit shqiptar në katër vëllime (بالألبانية). Tiranë: Botimet Toena. Vol. 1. ISBN:9992716223. Archived from the original on 2024-04-16.{{استشهاد بكتاب}}:  صيانة الاستشهاد: ref duplicates default (link)
- Frashëri, Kristo (2002), Gjergj Kastrioti Skënderbeu: jeta dhe vepra, 1405–1468 (بالألبانية), Botimet Toena, ISBN:9992716274, Archived from the original on 2016-05-30{{استشهاد}}:  صيانة الاستشهاد: ref duplicates default (link)
- ÂşıkPaşazade (2003). Osmanoğulları'nın Tarihi (بالتركية). Translated by Kemal Yavuz. İstanbul: K Kitaplığı. ISBN:975296043X.{{استشهاد بكتاب}}:  صيانة الاستشهاد: ref duplicates default (link)
- İnalcık, Halil (2003). "MEHMED I" (PDF). TDV İslâm Ansiklopedisi (بالتركية). TDV İslâm Araştırmaları Merkezi. Vol. 28. Archived from the original (PDF) on 2024-04-13.{{استشهاد بموسوعة}}:  صيانة الاستشهاد: ref duplicates default (link)
- Finkel, Caroline (2006). Osman's Dream: The Story of the Ottoman Empire 1300-1923 (بالإنجليزية). London: John Murray. ISBN:9780719561122. Archived from the original on 2016-04-09.{{استشهاد بكتاب}}:  صيانة الاستشهاد: ref duplicates default (link)
- Kastritsis, Dimitris (2007). The Sons of Bayezid: Empire Building and Representation in the Ottoman Civil War of 1402-13 (بالإنجليزية). BRILL. ISBN:9789004158368. Archived from the original on 2017-03-25.{{استشهاد بكتاب}}:  صيانة الاستشهاد: ref duplicates default (link)
- Sakaoğlu, Necdet (2008). Bu mülkün kadın sultanları: Vâlide sultanlar, hâtunlar, hasekiler, kadınefendiler, sultanefendiler (بالتركية). İstanbul: Oğlak Yayınları. ISBN:9789753296236. Archived from the original on 2020-03-04.{{استشهاد بكتاب}}:  صيانة الاستشهاد: ref duplicates default (link)
- Imber, Colin (2009). The Ottoman Empire, 1300-1650: The Structure of Power (بالإنجليزية). Palgrave Macmillan. ISBN:9781137014061.
- Pay, Salih (2009). "BURSA YEŞiL CAMii" (PDF). BURSA'NıN TARiHi MAHALLELERi ll (بالتركية). Bursa: Bursa Büyükşehir Belediyesi. Archived (PDF) from the original on 2024-04-16.{{استشهاد بمنشورات مؤتمر}}:  صيانة الاستشهاد: ref duplicates default (link)
- Tucker, Spencer (2010). "Battle of Ankara". Battles that Changed History: An Encyclopedia of World Conflict (بالإنجليزية). ABC-CLIO. ISBN:9781598844290. Archived from the original on 2016-04-13.{{استشهاد بكتاب}}:  صيانة الاستشهاد: ref duplicates default (link)
- Freely, John (2011). A history of Ottoman architecture (بالإنجليزية). WIT Press. ISBN:9781845645069. OCLC:714042767. Archived from the original on 2023-03-24.{{استشهاد بكتاب}}:  صيانة الاستشهاد: ref duplicates default (link)
- Uzunçarşılı, İsmail Hakkı (2011). Osmanlı Tarihi (بالتركية) (10 ed.). Ankara: Türk Tarih Kurumu Yayınları. ISBN:9789751600127.{{استشهاد بكتاب}}:  صيانة الاستشهاد: ref duplicates default (link)
- Açıkel, Ali (2012). "TOKAT" (PDF). TDV İslâm Ansiklopedisi (بالتركية). TDV İslâm Araştırmaları Merkezi. Vol. 41. Archived from the original (PDF) on 2022-12-30.{{استشهاد بموسوعة}}:  صيانة الاستشهاد: ref duplicates default (link)
- "Sultan Çelebi Mehmed". Biyografya (بالإنجليزية). Archived from the original on 2018-05-14. Retrieved 2018-05-14.

## وصلات خارجيَّة
- د. أحمد السيِّد مُحمَّد (22 تشرين الأوَّل [نوڤمبر] 2002). "كنوز الفن «بورصة» .. تجسد لروعة عمائر العثمانيين". البيان. مؤرشف من الأصل في 21 نيسان (أبريل) 2024. اطلع عليه بتاريخ 21 نيسان (أبريل) 2024. {{استشهاد ويب}}: تحقق من التاريخ في: |تاريخ الوصول=، |تاريخ=، و|تاريخ أرشيف= (مساعدة)
- "السلطان مُحمَّد جلبي الأوَّل". قصة الإسلام. 4 آب (أغسطس) 2016. مؤرشف من الأصل في 21 نيسان (أبريل) 2024. اطلع عليه بتاريخ 21 نيسان (أبريل) 2024. {{استشهاد ويب}}: تحقق من التاريخ في: |تاريخ الوصول=، |تاريخ=، و|تاريخ أرشيف= (مساعدة)
- هاني السباعي (5 شوَّال 1438هـ). حفيد أرطُغرُل السُلطان مُحمَّد جلبي مُجدد الخلافة العُثمانيَّة (خطبة). {{استشهاد بوسائط مرئية ومسموعة}}: تحقق من التاريخ في: |تاريخ= (مساعدة)

| محمد الأول عاهل آل عُثمانولد: 1381 توفي: 26 أيَّار (مايو) 1421 |                                                                  |                  |
| ألقاب ملكية                                                 |                                                                  |                  |
| سبقه بايزيد الأوَّل                                           | سُلطان الدولة العُثمانيَّة 5 تمُّوز (يوليو) 1413 – 26 أيَّار (مايو) 1421 | تبعه مُراد الثاني |